# Tenerife
Tenerife és l'illa més extensa de l'arxipèlag de les Canàries, on ocupa una posició central respecte de les illes de Gran Canària, La Gomera i La Palma. La capital és Santa Cruz de Tenerife, i la segona ciutat més poblada de l'illa és San Cristóbal de La Laguna, ciutat que a més és Patrimoni de la Humanitat des de l'any 1999. A més, Tenerife és també l'illa més extensa i poblada de la Macaronèsia.
L'illa és a l'oceà Atlàntic, a poc més de 300 km del continent africà i a uns 1.300 km de la península Ibèrica. Té 2.034 km² de superfície i una curiosa forma triangular. Al centre de l'illa s'alça el pic del Teide, un volcà que, amb els seus 3.718 m d'altura, és el punt més alt de l'Estat espanyol. És l'illa més poblada de Canàries i d'Espanya. A l'illa es troba el Parc Nacional del Teide que va ser declarat Patrimoni de la Humanitat. També compta amb el massís d'Anaga que des de 2015 és Reserva de la Biosfera.
El Cabildo de Tenerife és l'òrgan de govern de l'illa. Es va constituir el 16 de març de 1913 a Santa Cruz de Tenerife, en una sessió celebrada a l'Ajuntament de la ciutat en la qual també es va escollir la primera corporació.
De gran importància és el Carnaval de Santa Cruz de Tenerife, declarat Festa d'Interès Turístic Internacional i considerat com un dels de més rellevància a nivell mundial. A més, l'illa posseeix una variada arquitectura, destacant entre ella la colonial i la contemporània, el màxim exponent és el modern edifici de l'Auditori de Tenerife, situat a Santa Cruz de Tenerife. L'illa també és coneguda per ser una gran destinació turística, ja que rep a més de cinc milions de turistes cada any, sent, per tant, la principal destinació turística de l'arxipèlag canari, així com un dels més importants d'Espanya i del món. L'illa té l'economia més gran de Canàries, liderant el PIB (Producte interior brut) a l'arxipèlag.

## Toponímia

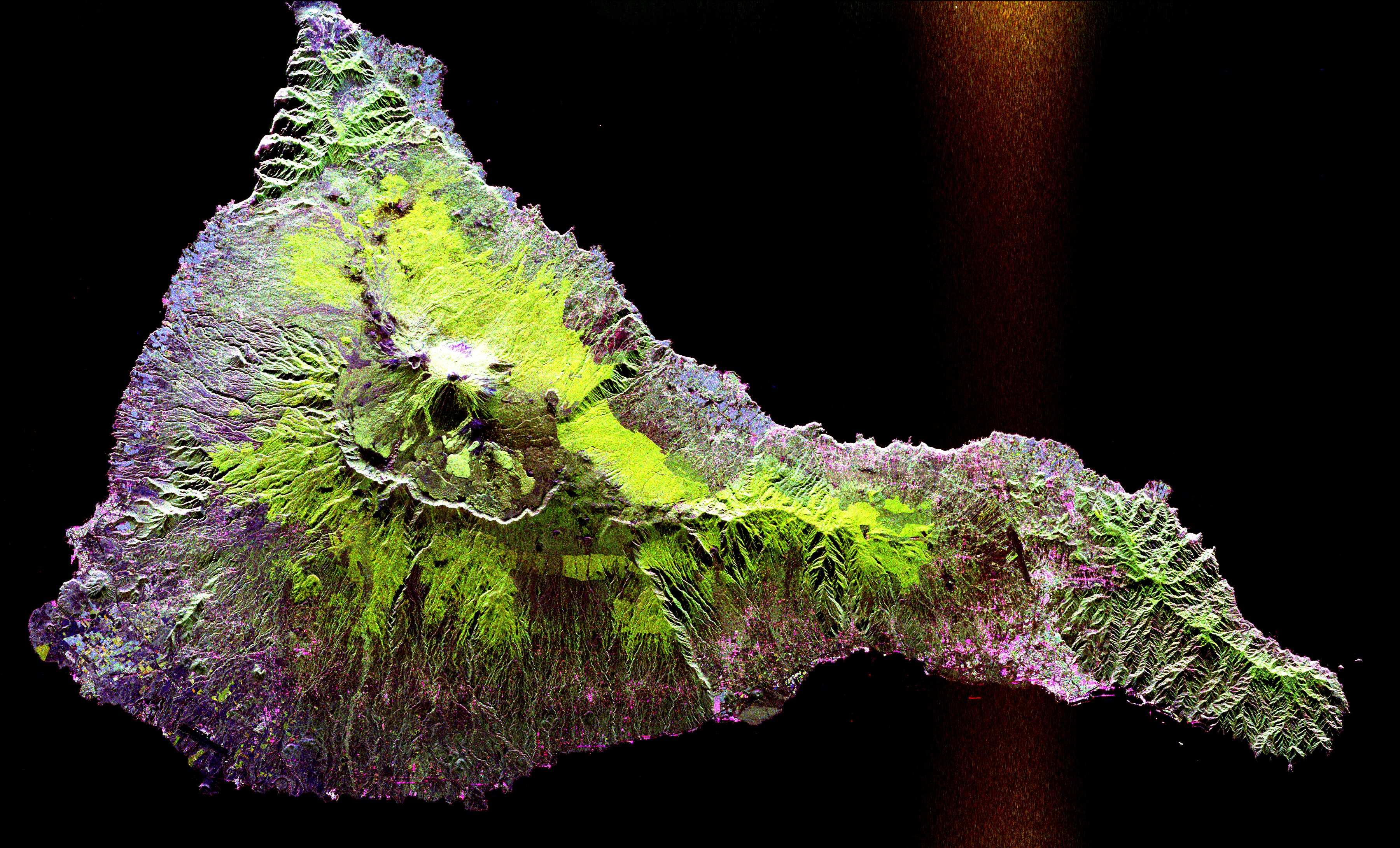
Relleu de Tenerife vist des de satèl·lit

Animació 3D del relleu de Tenerife

Són diversos els noms que les diferents cultures han atribuït a Tenerife al llarg de la història. Així, per exemple, pels guanxes l'illa rebia el nom d'Achinet o Chenet, encara que depenent de la font el nom s'escriu amb diferents variacions ortogràfiques. Els romans s'hi referien com Nivaria (del llatí nix, nivis, 'neu'), en clara referència a les neus posades sobre el volcà conegut com el Teide. En aquesta mateixa direcció apunten alguns mapes dels segles xiv i xv que, de mans de Bontier i Le Verrier, es refereixen a l'illa com «illa de l'Infern», a causa dels processos eruptius dels quals el volcà era protagonista. Finalment, el mateix Teide és el responsable del nom actual de l'illa, que li va ser donat pels benehaorites (aborígens de La Palma); està format per les paraules tene (muntanya) i ife (blanca). La posterior castellanització del nom va provocar que s'hi afegís una r per unir les dues paraules; el resultat és l'actual Tenerife.

## Gentilici
En castellà, el gentilici formal és tinerfeño/a, encara que de manera col·loquial també s'utilitza la denominació chicharrero/a, tot i que els habitants de l'illa reserven aquest últim nom per als habitants de la capital, Santa Cruz de Tenerife.
El gentilici castellà chicharrero procedeix d'un terme despectiu emprat pels habitants de la propera ciutat de La Laguna quan era capital de l'illa, que amb aquest nom es referien als habitants de l'aleshores pobre i petit port de pescadors de Santa Cruz. Justament per aquesta pobresa, els habitants d'aquesta població s'havien de rebaixar a menjar chicharros (sorells), un peix petit i barat de relativa baixa qualitat. Amb el temps i el creixement de Santa Cruz, que acabaria aconseguint la capitalitat sota el regnat de Ferran VII (segle xix), els seus ciutadans es van prendre l'insult com una honra i van assumir com a propi el gentilici.

## Geografia
Tenerife és una illa molt abrupta i volcànica, el relleu de la qual ha estat esculpit per successives erupcions al llarg de la història (la més recent va ser la del Chinyero el 1909).

Panoràmica del circ de les Cañadas del Teide

### Situació i extensió
L'illa està situada entre els paral·lels 28° i 29° N i els meridians 16° i 17° O, lleugerament al nord del tròpic de Càncer. Ocupa una posició central entre Gran Canària, La Gomera i La Palma. Es troba a una mica més de 300 km del continent africà, i a uns 1.000 km de la península Ibèrica.
De forma triangular, Tenerife és l'illa més gran de l'arxipèlag canari, amb una superfície de 2.034,38 quilòmetres quadrats, i la que més longitud de costa té, amb 342 quilòmetres. A més a més, és la més alta: al seu centre s'alça el pic del Teide, que amb 3.718 metres sobre el nivell del mar és el punt més elevat de tot Espanya. Té fins a dos-cents petits illots o torres al seu voltant, entre els quals destaquen els d'Anaga, Garachico i Fasnia, que sumen un total de 0,21 quilòmetres quadrats (en concret, 213.835 metres quadrats).

### Origen i formació

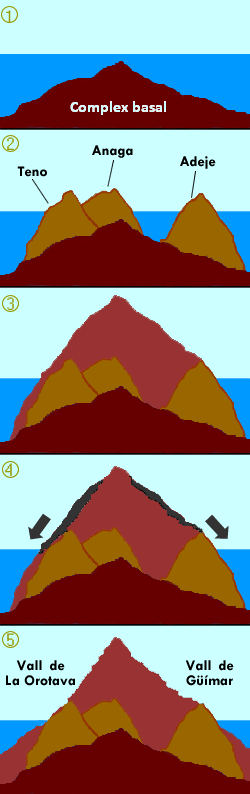
Esquema general de la formació de Tenerife:
1.(20–50 m.a.) Erupcions de tipus fissural submarí.
2.(7 m.a.) Sèrie basàltica antiga o sèrie I.
3.(3 m.a.) Sèries recents II, III i IV. Edifici pre-carrerades.
4.(800 mil anys) Esllavissades gravitacionals.
5.Formació de les valls.

Tenerife és una illa d'origen volcànic, la formació de la qual va començar a gestar-se al fons oceànic fa entre 20 i 50 milions d'anys.
Segons una de les teories més acceptades actualment per la comunitat científica (teoria dels blocs aixecats), l'ascens de magma procedent del mantell terrestre es produeix en períodes d'activitat tectònica a partir de falles o fractures que existeixen al fons oceànic. Aquestes falles segueixen els eixos estructurals de l'illa, i es van conformar durant l'orogènesi alpina del Terciari pel moviment de la placa africana. Aquestes erupcions de tipus fissural submarí originen les denominades laves encoixinades o pillow-laves, que es produeixen pel ràpid refredament que experimenta el magma en establir contacte amb l'aigua, cosa que li dona una forma molt característica. Aquests materials es van acumular i van construir l'edifici insular sota el mar. A mesura que aquest s'aproximava a la superfície, els gasos, a causa de la disminució de la pressió circumdant, s'anaven alliberant del magma, i els episodis vulcanològics passaven de ser tranquils a tenir un caràcter marcadament explosiu, formant materials fragmentaris.
Després d'un llarg període d'acumulació de materials, el naixement de l'illa es va produir a la fi del Miocè (Neogen). Fa set milions d'anys van emergir les zones de Teno, Anaga i el massís d'Adeje, conegudes com a sèrie basàltica antiga o sèrie I. Es van constituir així tres illes cronològicament i estratigràficament diferents als extrems oest, est i sud de l'actual Tenerife.
Fa aproximadament tres milions d'anys va començar un segon cicle volcànic (formacions postmiocenes o sèries recents II, III i IV), molt més intens, que va incorporar elements a la zona central de l'illa, la qual també va emergir i va unificar en un de sol els tres edificis descrits anteriorment. L'estructura conformada en aquest moment rep el nom d'edifici pre-Cañadas, sobre les restes del qual s'erigiria més tard l'edifici Cañadas I. Aquest darrer es va col·lapsar diverses vegades i va emetre una gran varietat de materials explosius que van donar lloc a les anomenades bandes del sud (sud-sud-est actual).
Posteriorment, sobre les runes d'aquest complex sorgiria l'edifici Cañadas II, ja per damunt dels 2.500 metres, també amb intensos processos explosius. Fa prop d'un milió d'anys es va iniciar la construcció de la serralada Dorsal, amb un plutonisme de tipus fissural, des de les restes dels edificis ja parcialment desmantellats de la sèrie I. La serralada Dorsal és la de més desenvolupament altitudinal i longitudinal de l'arxipèlag canari, amb 1.600 metres d'altura i 25 quilòmetres de longitud. En aquest mateix espai cronològic (fa 800.000 anys) van tenir lloc dos lliscaments gravitacionals que van motivar l'aparició de les valls de La Orotava i Güímar.
Finalment, ja en temps més pròxims (fa 200.000 anys), van començar les erupcions que aixecarien l'edifici Pico Viejo-Teide, al centre de l'illa, sobre la Caldera de las Cañadas.

### Orografia i paisatge
L'abrupta orografia illenca i la varietat de climes donen com a resultat un territori de múltiples paisatges i formes, des del Parc Nacional del Teide, amb una típica amalgama de colors fruit de les successives erupcions volcàniques, fins als penya-segats de Los Gigantes amb les seves parets verticals, passant per les zones semidesèrtiques amb plantes resistents a la sequedat al sud o pels ambients de caràcter merament volcànic, com és el Malpaís de Güímar.
També hi ha platges naturals com la de El Médano -amb indrets protegits en el seu entorn, com la Montaña Roja i la Montaña Pelada-, valls amb conreus tropicals i subtropicals, boscosos indrets de laurisilva als massissos d'Anaga i Teno -amb profunds i escarpats barrancs- i extensos boscos de pins per damunt d'aquesta darrera formació vegetal.

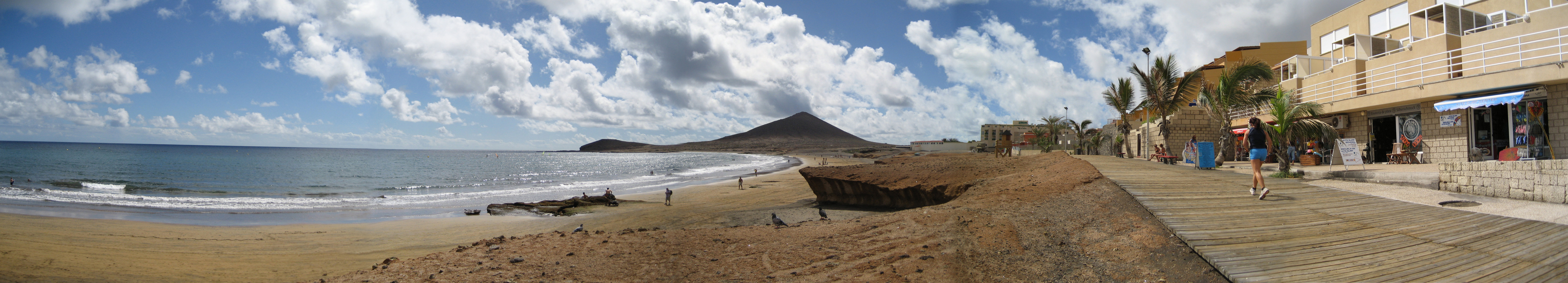
El Médano: Platja amb una petita cala i passeig marítim. Al fons, la Montaña Roja.

#### Edifici central

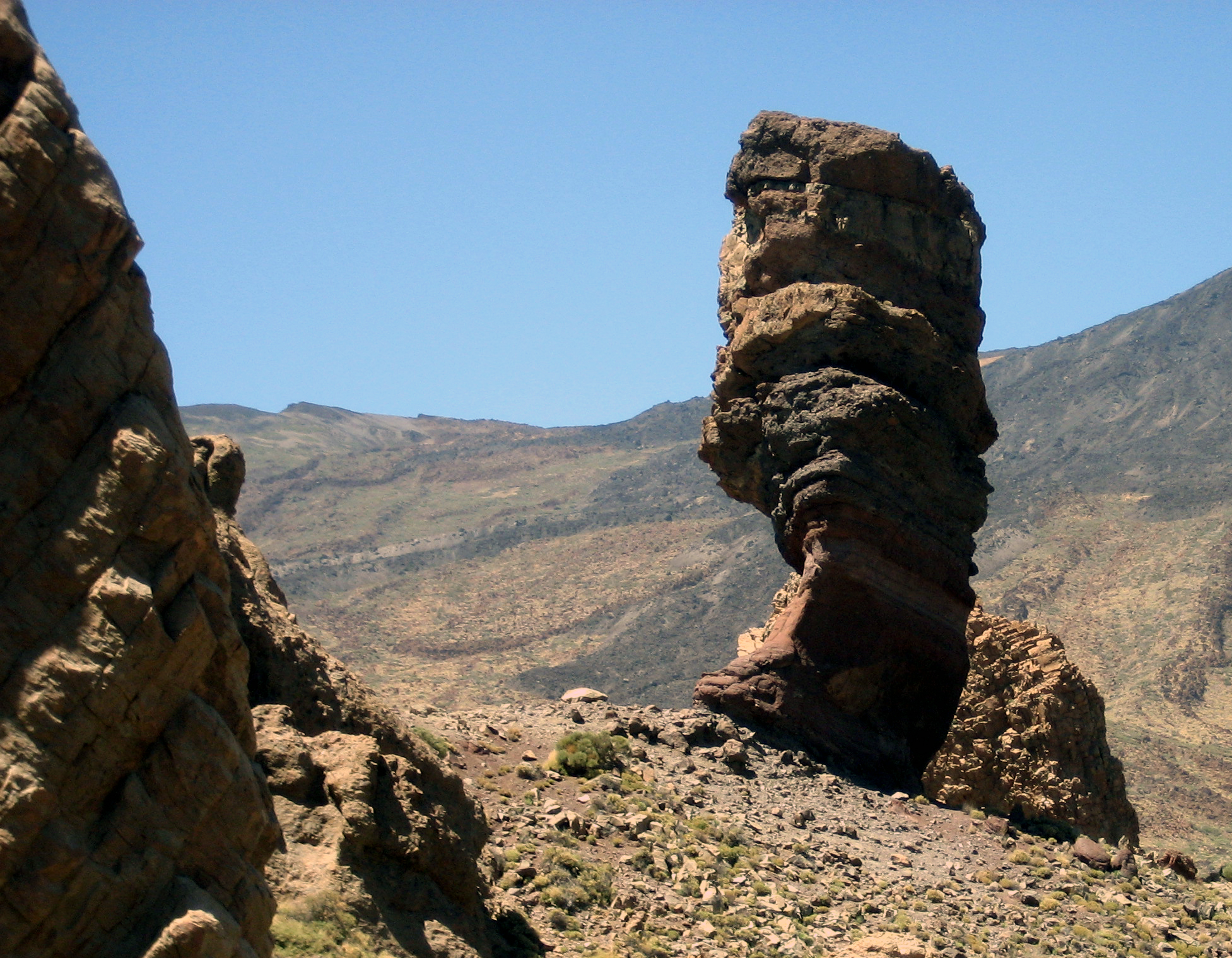
Roque Cinchado, pertanyent al Teide-Pico Viejo, dintre del Parc Nacional del Teide

Les principals estructures de Tenerife, que es descriuen a continuació, conformen l'edifici central, amb el complex Teide-Pico Viejo i el circ de Las Cañadas. Es tracta d'una semicaldera de 130 quilòmetres quadrats originada per un conjunt de processos geològics explicats a l'epígraf «Origen i formació». El circ està ocupat parcialment per l'estratovolcà Teide-Pico Viejo i completat pels materials que ha emès en les seves diferents erupcions. Destaquen al seu interior els Roques de García, entre els quals el més conegut, el Roque Cinchado. Una altra formació vistosa són Los Azulejos, composta per fonolites de colors verdosos que s'han creat per activitat hidrotermal.
Al sud de La Caldera destaca la Montaña de Guajara, que amb 2.718 metres és la de més altitud de les que constitueixen l'amfiteatre de Las Cañadas del Teide. Al peu d'aquestes parets s'han creat plans endorreics de materials sedimentaris molt fins, el més conegut dels quals és el Llano de Ucanca.
El pic del Teide, amb 3.718 metres sobre el nivell de mar i més de 7.000 sobre el fons oceànic, és el punt més elevat de l'illa, del territori espanyol i de totes les terres emergides de l'Atlàntic. Aquest volcà, el tercer més gran del planeta, és el símbol de Tenerife per antonomàsia. Per la situació central, les dimensions importants, la silueta particula i el paisatge nevat obté una personalitat singular. Ja els aborígens el consideraven lloc de culte i adoració.
Des de 1954, el Teide i tot el circ del seu entorn està declarat parc nacional (en època més recent se'n van ampliar els límits). A més a més, des del juny de 2007 està inclòs per la UNESCO dins dels espais Patrimoni de la Humanitat com a bé natural. A l'oest hi ha el volcà Pico Viejo, en un lateral del qual es troba el Narices del Teide, on es va produir l'última erupció que s'ha donat en l'entorn del Teide, el 1798.

#### Massissos

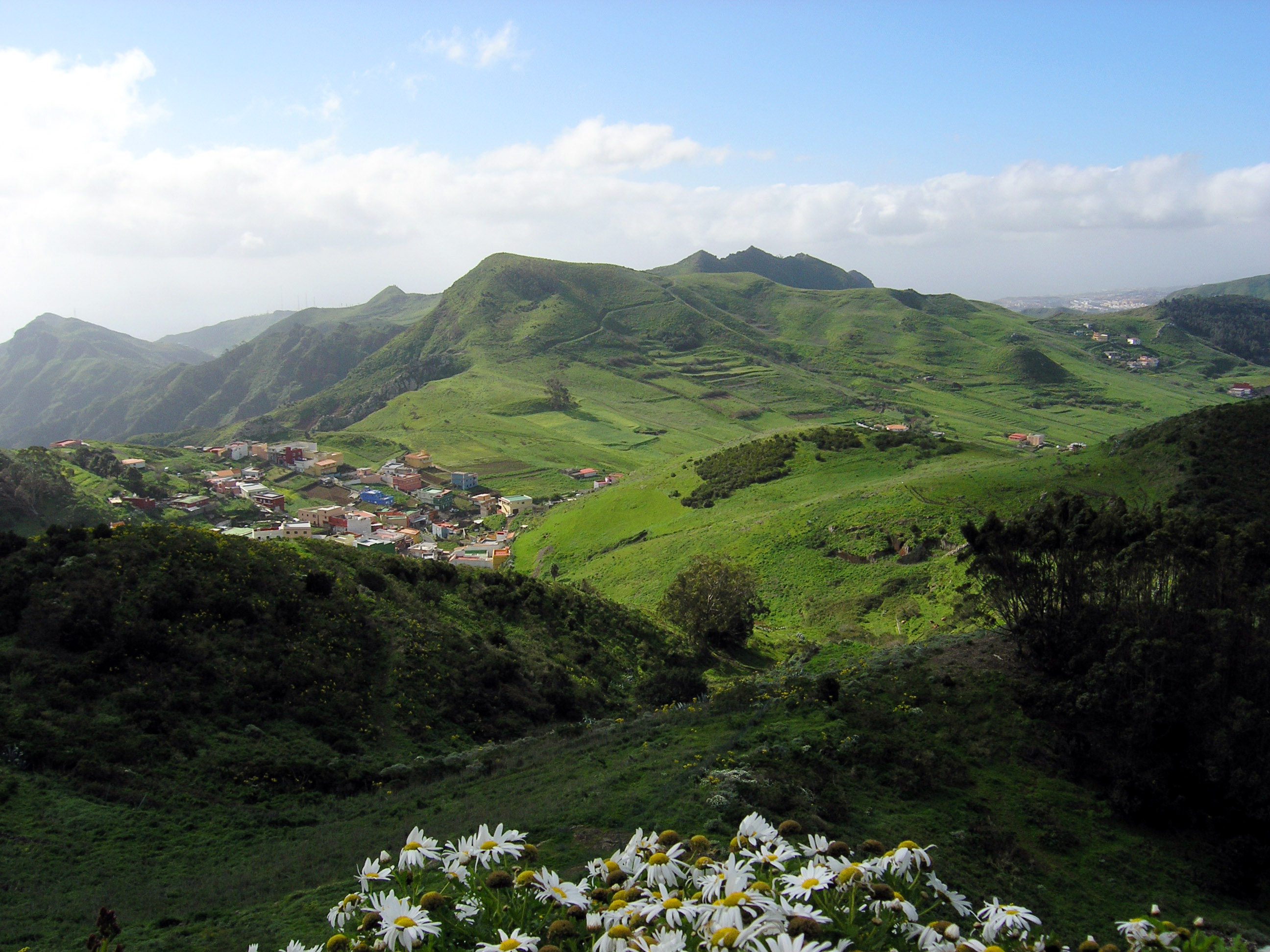
Panoràmica del Massís d'Anaga.

El massís d'Anaga, a l'extrem nord-oriental de l'illa, té un perfil topogràfic irregular i escabrós on, malgrat no presentar grans cotes, destaca la Cruz de Taborno, amb 1.024 metres. A causa de l'antiguitat dels seus materials (5,7 milions d'anys), als seus profunds processos erosius i a la densa xarxa de dics que travessen el massís, són nombroses les roques que apareixen a superfície, tant d'etiologia fonolítica com traquítica. Hi ha una gran quantitat de barrancs escarpats i molt encaixats en el terreny. A la costa d'Anaga predominen els penya-segats, per la qual cosa s'hi troben molt poques platges; així i tot, les que hi ha acostumen a coincidir amb zones de desembocadura de barrancs, algunes de roques i d'altres de sorra negra.

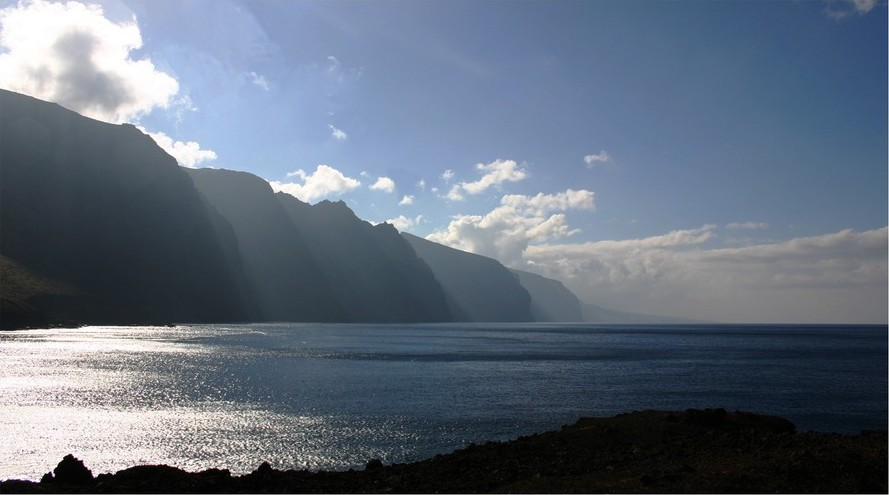
Massís de Teno, zona de penya-segats de Los Gigantes.

El massís de Teno es troba a l'extrem nord-occidental. Igual que a Anaga, es tracta d'una zona d'estructures desmantellades i profunds barrancs que s'han originat per erosió. Tanmateix, aquí els materials són més antics (aproximadament 7,4 milions d'anys). Destaquen la Montaña de Gala, que amb 1.342 metres representa l'altitud més gran. El paisatge més singular d'aquest massís és a la costa sud. Es tracta dels penya-segats de Los Gigantes, amb parets verticals que en alguns punts arriben a assolir els 500 metres d'altitud.
El massís d'Adeje és a l'extrem meridional de l'illa, i té com a exponent més gran el Roque del Conde, amb 1.001 metres d'altitud. El massís no és tan apreciable per la seva reduïda estructura inicial,
 fet que afegit a la història geològica del lloc ha potenciat un intens desmantellament de materials; d'aquesta manera, ha perdut l'aspecte i envergadura originals.

#### Dorsals
La serralada dorsal o dorsal de Pedro Gil abasta des del començament de la Montaña de la Esperanza, a uns 750 metres d'altitud aproximadament, fins a la zona central de l'illa, a la rodalia de la Caldera de las Cañadas. El seu punt més alt és Izaña, amb 2.350 metres sobre el nivell de la mar. Aquesta estructura s'ha constituït a compte d'un plutonisme fissural de tipus basàltic a través un dels eixos o directrius estructurals que han donat origen al plutonisme de l'illa.
La dorsal de Abeque està formada per una cadena de volcans que uneixen el massís de Teno amb l'edifici central insular Teide-Pico Viejo des d'un altre dels tres eixos o directrius estructurals de Tenerife. A aquesta dorsal pertany el volcà històric de Chinyero, l'última erupció del qual es va enregistrar el 1909.
La dorsal Sud o dorsal d'Adeje està a l'empara de l'últim dels eixos estructurals. Destaquen les restes del seu massís com a formació primigènia, així com les alineacions de petits cons volcànics i de roques escampades per tota aquesta zona del sud de Tenerife.

#### Valls

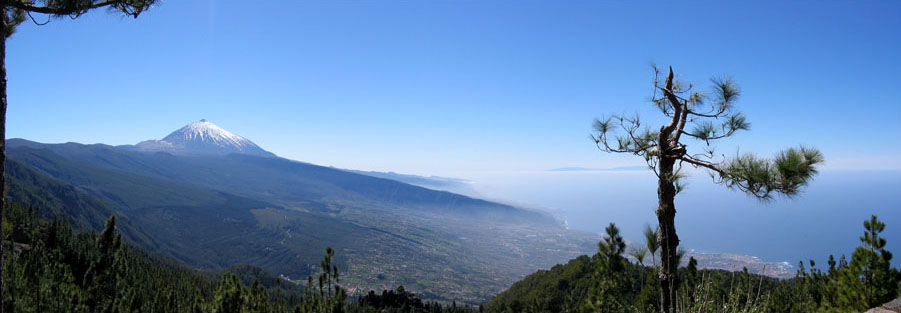
Panoràmica de la vall de La Orotava, amb el Teide al fons.

Les valls són una altra de les formes de relleu més destacades. Les més importants són la vall de La Orotava i la de Güímar, que s'han generat pel lliscament en massa de grans quantitats de materials cap al mar, que han creat una fondalada al terreny.
Hi ha altres valls que es distribueixen per diversos enclavaments de la geografia de Tenerife, encara que, en aquest cas, de diferent naturalesa. Acostumen a ser valls que s'han conformat després del dipòsit amb més materials geològics en llomes laterals, o simplement llits amplis de determinats barrancs que en evolucionar han pres l'aspecte de típiques valls.

#### Barrancs
Tenerife, degut principalment a la gran altitud i a la silueta a semblança a una teulada a dues aigües, està solcada per gran quantitat de barrancs. Aquests constitueixen un dels elements més característics del seu paisatge, originats per l'erosió exercida pel desmantellat superficial al llarg de la història. Destaquen els barrancs de Ruiz, Fasnia i Güímar, Infierno i Erques, tots ells declarats espais naturals protegits per les institucions canàries.

#### Costes
Les costes són, per regla general, accidentades i abruptes, encara que ho són més a la zona nord que a la sud. Així i tot 67,14 quilòmetres de la costa de Tenerife el representen platges, només superada en aquest aspecte per l'illa de Fuerteventura. Al litoral septentrional són freqüents les platges de còdols o de sorra negra, mentre que al vessant sud i sud-oest de l'illa predominen les platges amb sorres més fines i de tonalitats més clares.

### Flora i fauna

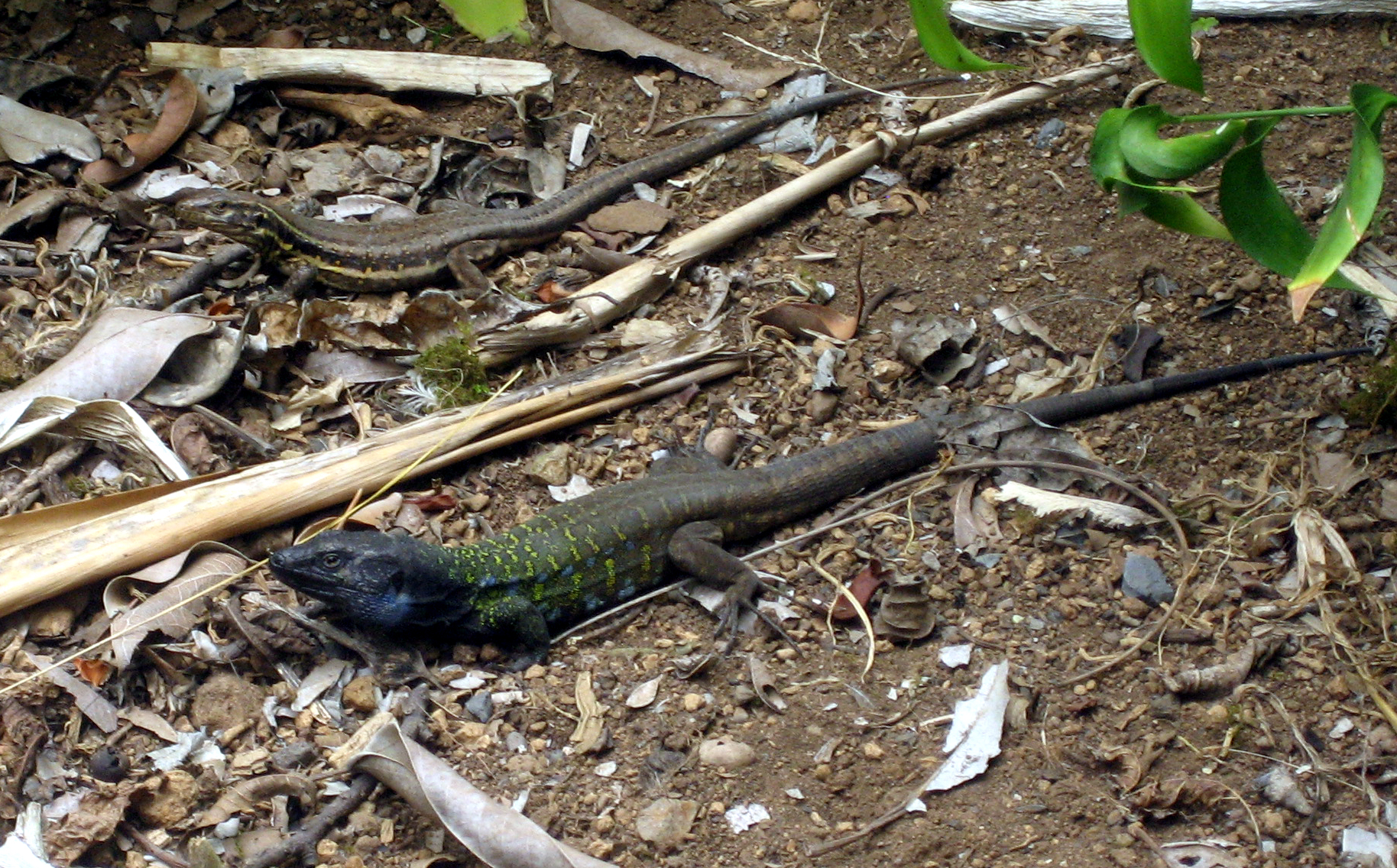
Parella de llangardaixos negres, un endemisme canari, a Tenerife

A l'illa de Tenerife hi ha una notable biodiversitat ecològica malgrat la reduïda superfície, cosa que és conseqüència d'unes condicions ambientals especials, ja que l'accidentada orografia regnant modifica localment les condicions climàtiques generals, originant una gran varietat de microclimes. Aquesta vasta existència de microclimes i, per tant, d'hàbitats naturals, es fa manifesta en la vegetació insular, constituïda per una rica i variada flora (1.400 espècies de plantes superiors), entre les quals destaquen nombrosos endemismes canaris (200) i exclusivament de Tenerife (140).
En concentrar aquest patrimoni vegetal d'unes 140 espècies exclusives, l'illa de Tenerife mostra la relació d'endemismes florístics més important de l'anomenada Macaronèsia.
A més a més, la diferent composició química dels diversos materials volcànics que han construït l'edifici insular, sempre sota l'acció combinada dels factors climàtics, dona lloc a una gran diversitat de sòls. La conjunció d'aquests agents determina la presència de múltiples hàbitats que acullen nombroses comunitats de plantes i animals que constitueixen els singulars ecosistemes de Tenerife.
L'estudi de la flora i la fauna de Tenerife es pot fer d'una manera més ordenada si es classifica segons els diferents pisos ecològics en què es divideix el terreny de l'illa. La divisió atén especialment l'orientació nord o sud dels vessants de l'illa i, sens dubte, l'altitud:

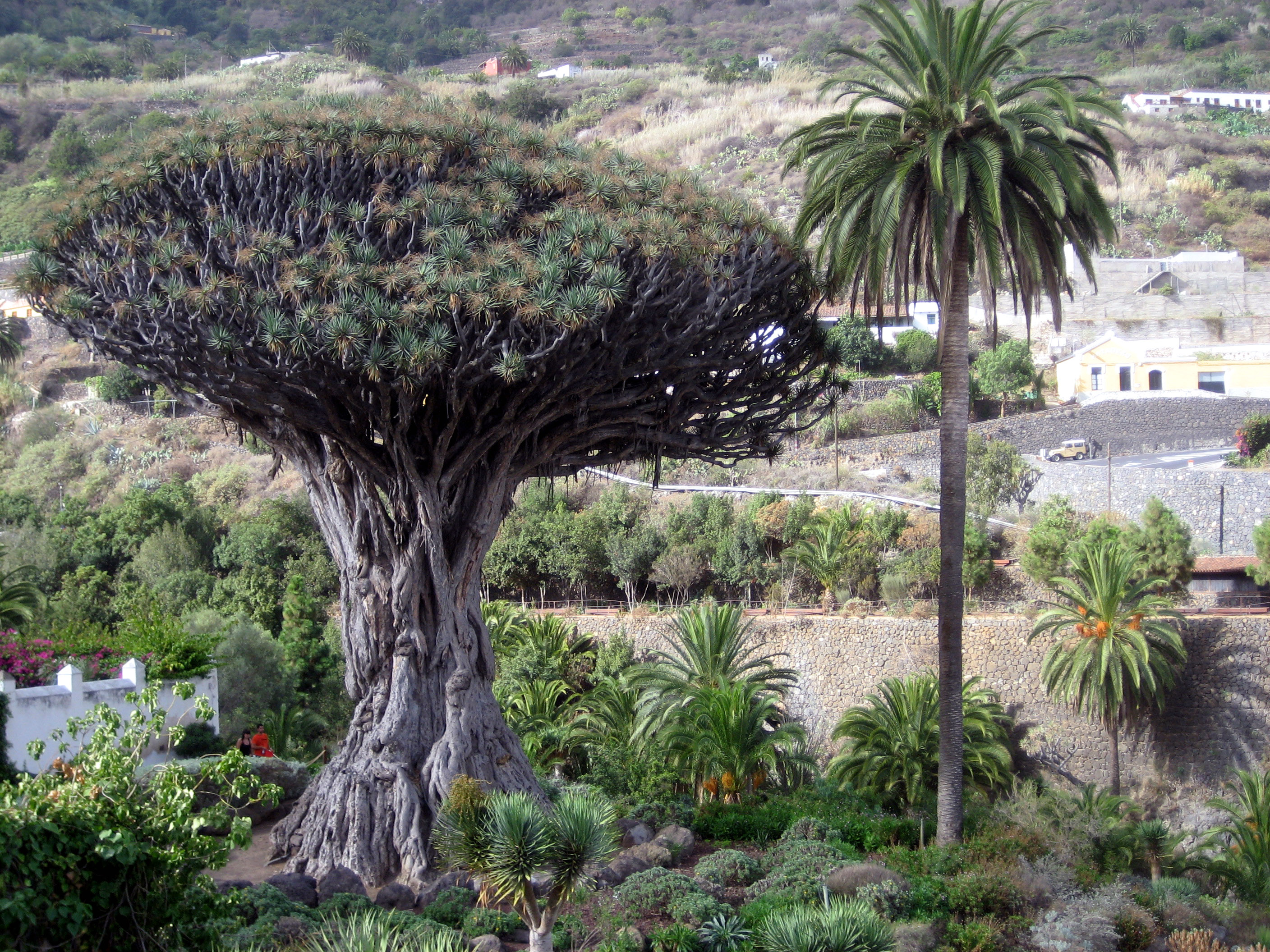
El Drago, símbol de la ciutat d'Icod de los Vinos.

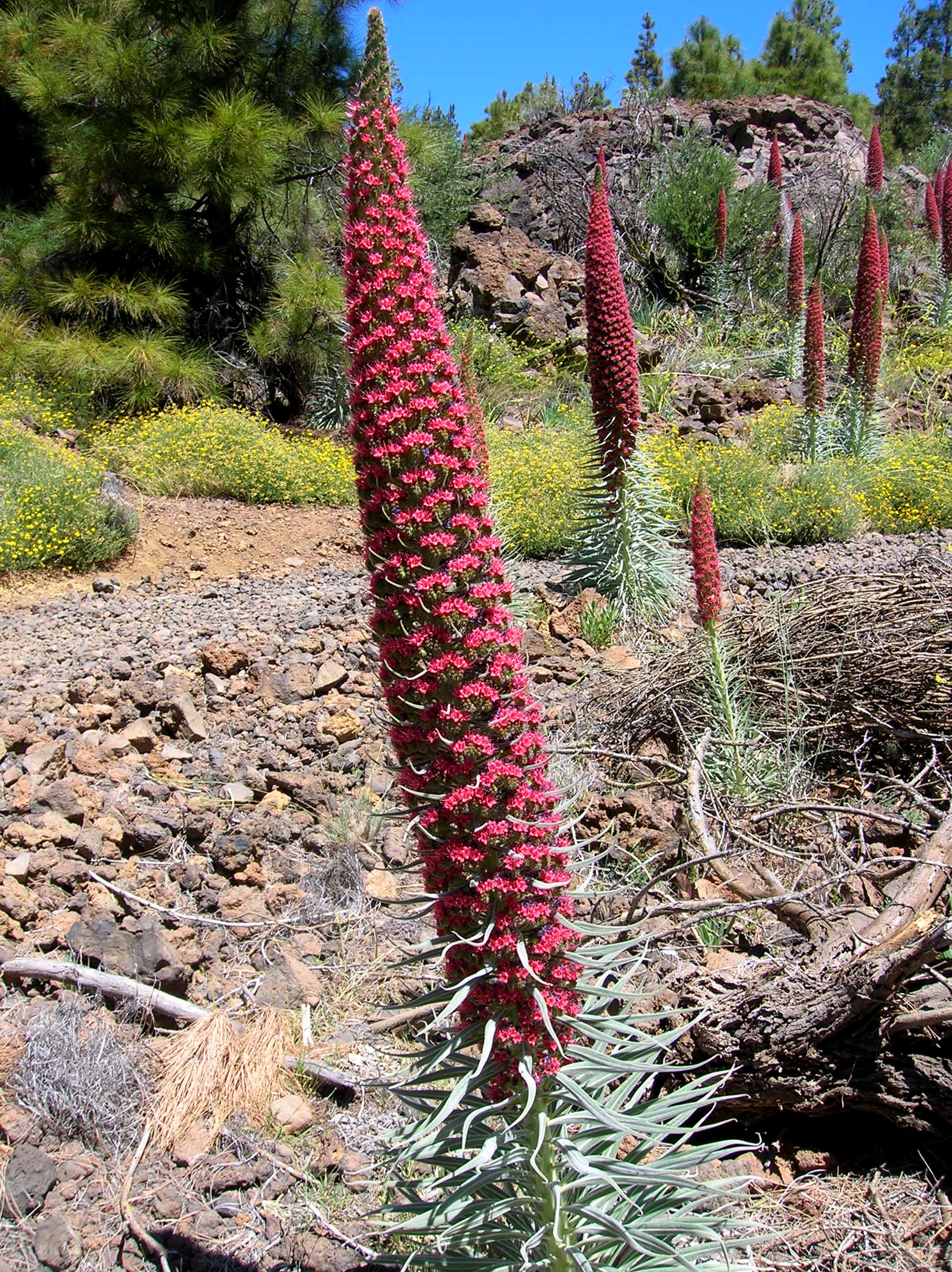
Taginaste vermell (Echium wildpretti), flora d'alta muntanya a Tenerife.

- Cardonal - tabaibal (0–700 m): aquest estrat es caracteritza per una forta insolació i escassetat de precipitacions. Destaquen com a espècies vegetals les Euphorbia atropurpurea, les atzavares i els cards marians. Pel que fa a la fauna, són escasses les espècies vertebrades en aquest ecosistema; com a màxim, alguns ocells o rèptils. Tanmateix, els insectes es troben molt ben representats.
- Boscos termòfils (200–600 m): aquest pis té un grau d'humitat i precipitacions més alt, i una insolació més petita. Són importants, dintre de les espècies arbòries, les palmeres, les savines, els ullastres, els dragos (Dracaena draco) i una sèrie d'endemismes, com els peralillos, els guaidiles, els españeros, les malves de cingle i les cineràries. Pel que fa a la fauna, s'ha d'esmentar la papallona vanessa vulcaniana i ocells insectívors com el tallarol capnegre.
- Laurisilva (500-1.000 m): es tracta d'un bosc dens de grans arbres, hereus de la flora de l'Era Terciària, que creixen en zones d'abundants boires i pluges freqüents. Les espècies vegetals superiors que hi abunden són llorers, til·lers, arbres de la família de l'alvocater,Apollonias canariensis i d'altres de mida més petita, com la Canarina canariensis, la cresta de gall, la passacamins i una gran varietat de falgueres. Respecte de la fauna, la laurisilva és l'estrat més ric en invertebrats i amb un percentatge més elevat d'endemismes, entre els quals es troben cucs de terra, mol·luscs i sobretot artròpodes. Dintre de la fauna vertebrada cal esmentar algunes espècies de ratpenats i dos ocells endèmics en perill d'extinció com són els coloms canaris (Columba bollii i Columba junoniae).
- Faiar-bruguerar (1.000-1.500 m): es tracta també d'un bosc, però en aquest cas més sec i pobre en espècies. Destaquen els Myrica faya, els brucs i els grèvols canaris. També abunden diferents espècies de bolets, tant comestibles com molt verinosos.
- Pineda (800-2.000 m): bosc de pins en formació oberta que es caracteritza per un augment de la insolació i per una uniformitat més petita a les temperatures diürnes-nocturnes i estacionals. Sobresurt per damunt de qualsevol altra espècie el pi canari (Pinus canariensis). La fauna és poc diversa, però hi ha ocells endèmics de singular bellesa com el pinsà blau (Fringilla teydea) i Regulus teneriffaeel.
- Alta muntanya (per damunt de 2.000 m): hi ha un clima sec, una insolació molt alta i temperatures extremes. Malgrat aquestes exigents condicions, creixen endemismes vegetals de gran importància científica i bellesa com ara els taginastes vermells (Echium wildpretti), les ginestes, els bàlecs, la violeta del Teide i espècies animals principalment invertebrades com ara escarabats, xinxes i papallones.

Encara faltaria parlar de l'extensa fauna marina, entre la qual destaquen els serrànids, les salpes i els pagres. També tenen un gran interès la tortuga babaua i les colònies permanents de balenes i dofins que habiten el litoral sud de l'illa. Tenerife té un inventari faunístic que ascendeix a 56 espècies d'ocells, 13 de mamífers terrestres, 5 de rèptils, diversos milers d'invertebrats, 2 d'amfibis i 400 de peixos, a més d'algunes espècies de tortugues marines i cetacis. Entre els mamífers, el porc negre canari és una raça porcina autòctona de les Canàries. De característic pelatge negre, aquesta raça es troba principalment a Gran Canària i a Tenerife. Actualment en queden menys de 300 exemplars, i en conseqüència es troba especialment protegida. La presència del porc a les illes Canàries data des de fa 2.500 anys, els aborígens van utilitzar-ne la carn, llard, pell i ossos per obtenir aliment, conserves, vestimenta i adorns i eines. Entre els gossos, es troba el gos coniller canari, amb grans qualitats caçadores, i el Canary Dog introduït pels conquistadors. La vaca canària és autòctona de les Canàries. Localitzada a Gran Canària i Tenerife, participa en les competicions d'arrossegament de bestiar que se celebren en aquesta illa.

### Fauna prehistòrica
Abans de l'arribada dels aborígens, les Illes Canàries i especialment l'illa de Tenerife, estava habitada per animals endèmics prehistòrics extints en l'actualitat majoritàriament. Aquests espècimens arribaven mides superiors al que és habitual, això és el que s'anomena Gegantisme insular.
Entre aquestes espècies, les més conegudes que es trobaven a Tenerife eren;
- El llangardaix gegant (Gallotia goliath): Va habitar l'illa de Tenerife des de l'Holocè fins al segle xv de la nostra era. Era un espècimen que aconseguia una longitud de 120 a 125 centímetres.[30]
- La rata gegant (Canariomys bravoi):La majoria dels fòssils hi daten del Pliocè i Plistocè. El crani tenia fins a 7 centímetres de longitud, per la qual cosa podria haver aconseguit la grandària d'un conill, el que la converteix en la més gran de la seva família i considerablement gran comparades amb altres espècies de rates europees. Els fòssils de Canariomys bravoi solen aparèixer en tubs i coves volcàniques associats a Gallotia goliath.[31]
- La tortuga gegant (Geochelone burchardi): Es tractava d'una tortuga terrestre de grans dimensions, similar a les que actualment es troben en alguns arxipèlags oceànics com les illes Galápagos a l'oceà Pacífic i les illes Seychelles a l'oceà Índic. Les restes trobades daten del Miocè. Es creu que va habitar l'illa fins al Plistocè superior i que es va extingir per successos volcànics molt abans de l'arribada dels homes. Tenia una closca d'aproximadament entre 65 i 94 cm.[32]

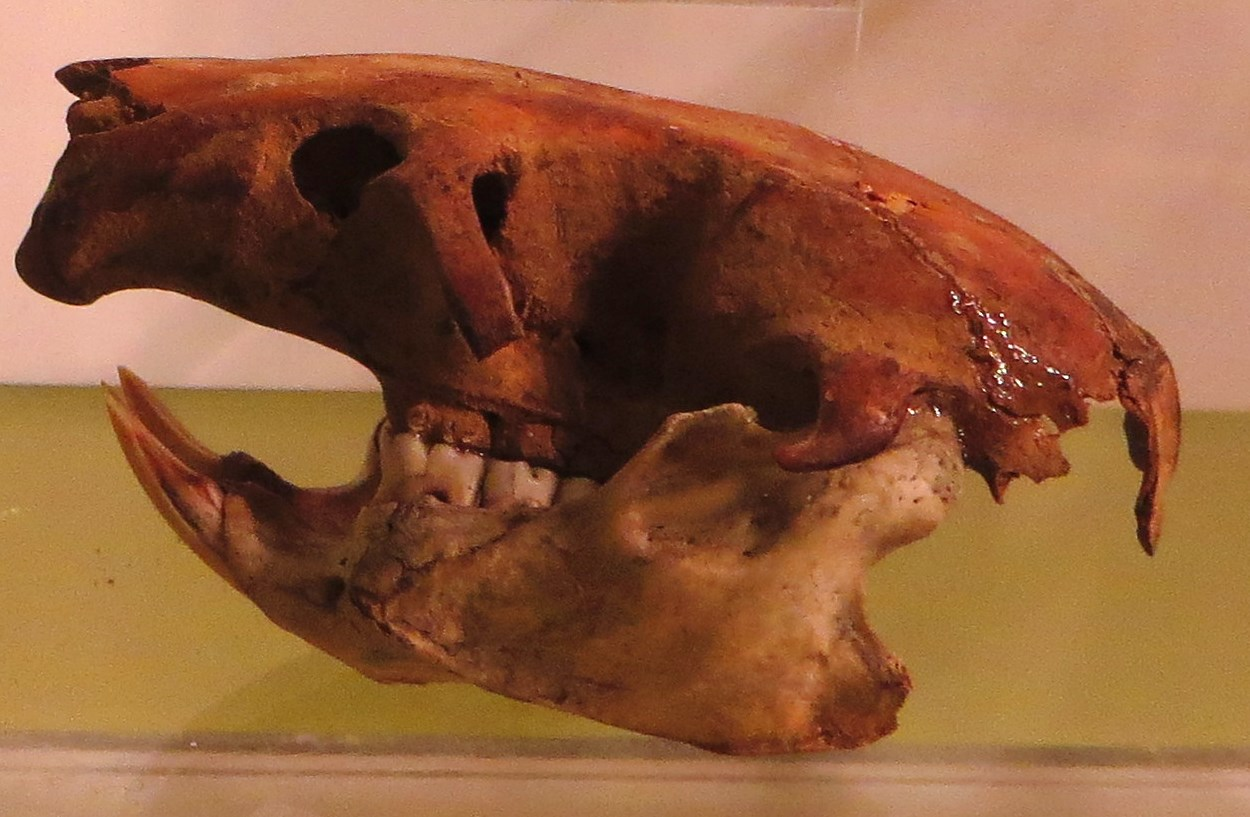
Crani de Canariomys bravoi.
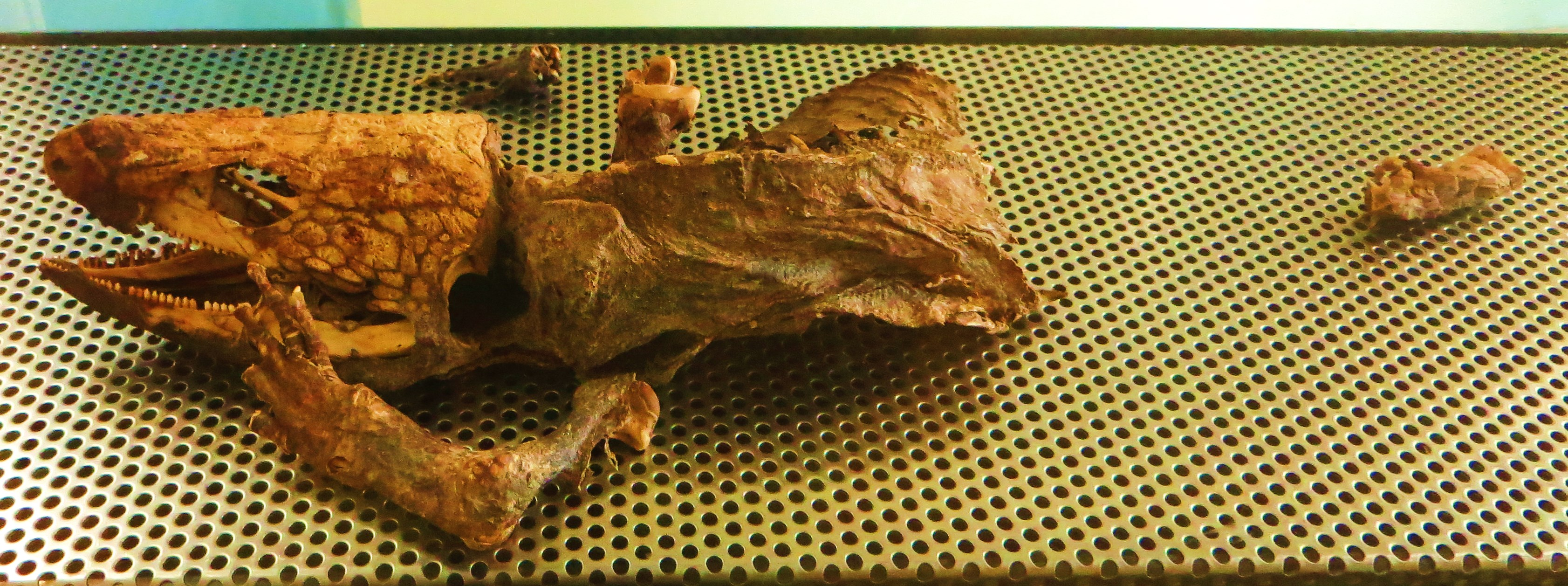
Espècimen momificat de Gallotia goliath.
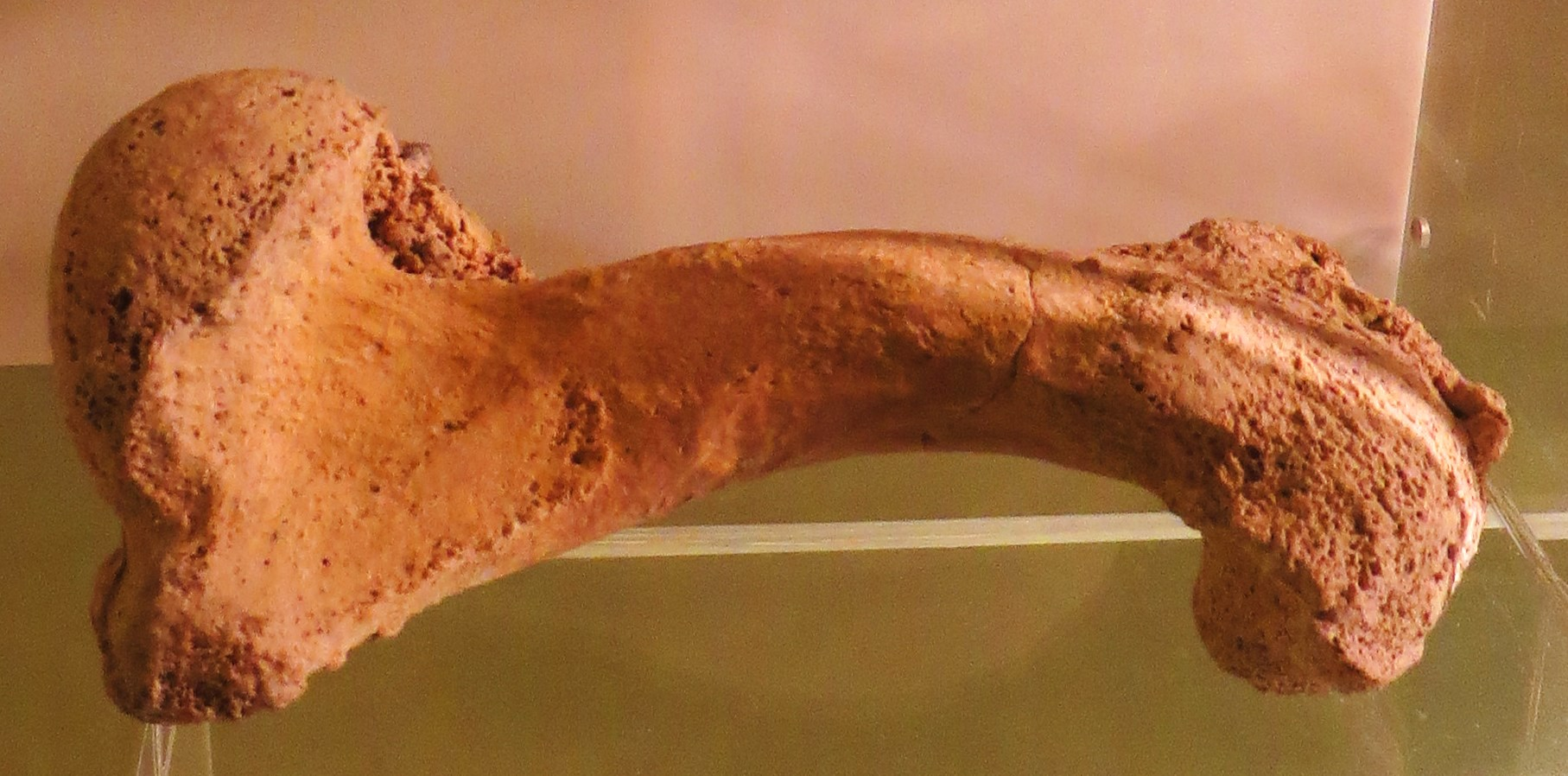
Fèmur fossilitzat de Geochelone burchardi.

### Espais naturals protegits

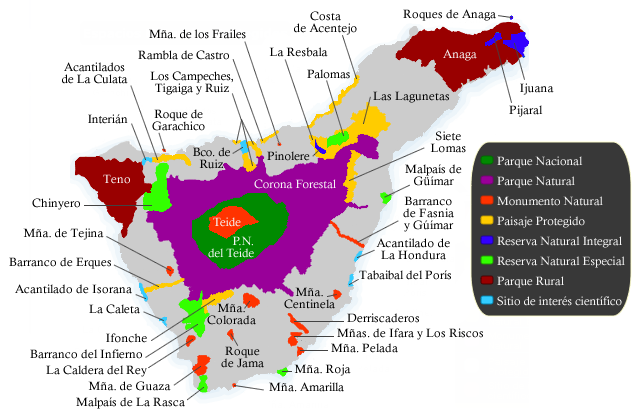
Mapa de classificació dels espais protegits.

Pràcticament la meitat de l'illa (48,6%) es troba sota les diferents fórmules de protecció de la Xarxa Canària d'Espais Naturals Protegits. Dels 146 espais naturals recollits per aquesta xarxa en el conjunt de l'arxipèlag, un total de 43 es troben a Tenerife, que és l'illa amb més espais d'aquesta mena. Tenint en compte el percentatge de territori protegit de cada illa respecte al total de l'arxipèlag, s'ha de destacar que Tenerife, amb un 37%, encapçala la taula. La Xarxa preveu fins a vuit categories de protecció diferents, totes representades a Tenerife: a part del Parc Nacional del Teide, té el parc natural més gran de les Canàries (Corona Forestal), dos parcs rurals (Anaga i Teno), quatre reserves naturals integrals, sis reserves naturals especials, un total de catorze monuments naturals, nou paisatges protegits i fins i tot sis llocs d'interès científic. El municipi de La Orotava pertany en gran part al Parc Nacional del Teide, i el de Santa Cruz de Tenerife està inclòs en el Parc rural d'Anaga; el 76% i el 74%, respectivament, de la superficíe està protegida. De la mateixa manera, bona part del Parc rural de Teno és dins del municipi de Buenavista del Norte, una important part de la superfície del qual està protegida. El Parc rural d'Anaga és des de 2015 Reserva de la Biosfera i és el lloc que compta amb major quantitat d'endemismes d'Europa.

### Clima
A Tenerife se la coneix internacionalment com "l'Illa de l'Eterna Primavera", gràcies sobretot als alisis, la humitat dels quals es condensa principalment a les zones de mitjanes del nord i nord-est insular, creant amplis mars de núvols que es disposen preferentment entre els 600 i els 1.800 metres d'altura.
Un altre factor que influeix en la suavitat del clima de les illes respecte del que per latitud els correspondria (desert del Sàhara), és el corrent marí fred de les Canàries, que refreda la temperatura de les aigües que banyen les costes i platges illenques respecte de l'ambiental. Finalment, també cal tenir en compte l'orografia de Tenerife.
A grans trets, el clima de Tenerife és moderat, temperat i molt suau en qualsevol estació de l'any. No hi ha períodes de fred però tampoc n'hi ha de calor asfixiant. Les temperatures mitjanes fluctuen entre els 17-18 °C a l'hivern i els 24-25 °C a l'estació estival. Evidentment, hi ha importants contrastos, com per exemple a l'hivern, quan és possible gaudir del sol a les zones de costa i alhora a 3.000 metres d'altura es veu la blanca estampa nevada del Teide, on neva cada any.

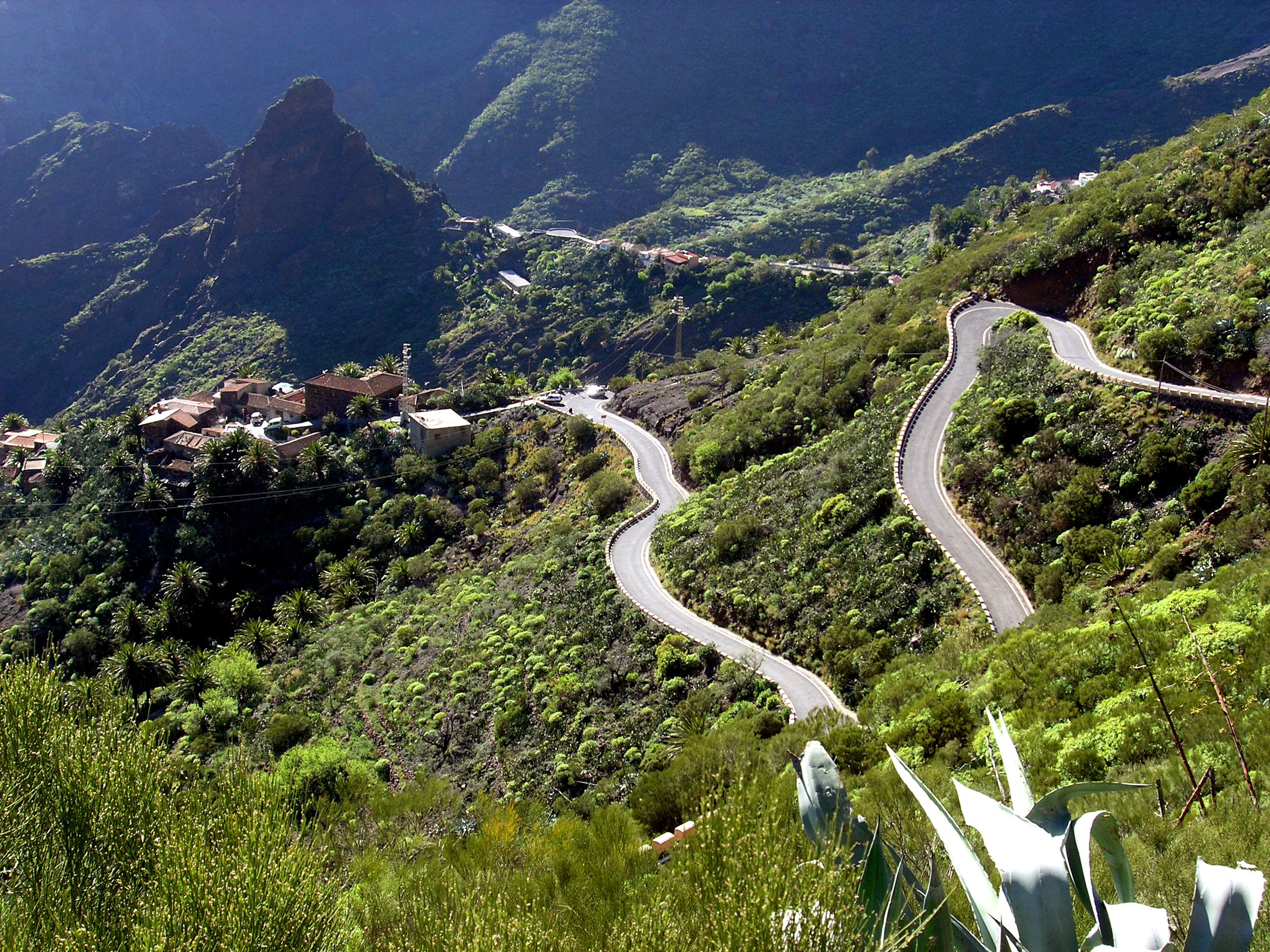
Masca

Un altre exemple de contrast climàtic es troba en les ciutats de Santa Cruz de Tenerife i San Cristóbal de La Laguna. municipis units físicament però molt diferents climàticament. En general, Santa Cruz té un clima càlid durant tot l'any, amb temperatures sensiblement superiors a les que del municipi veí de La Laguna, on sol fer més fred i la probabilitat de precipitacions és més elevada.
El nord i el sud de Tenerife també tenen diferents característiques climàtiques. A sobrevent s'enregistra un 73% de les precipitacions totals (a una altitud mitjana entre 1.000-1.200 m, i gairebé exclusivament les muntanyes de La Orotava), la humitat relativa de l'aire és superior i la insolació, inferior. El més significatiu, però, és que en tot el nord no hi ha cap indret on la pluviositat mitjana sigui inferior als 250 mm anuals, i en canvi al vessant sud de l'illa els valors pluvials són significativament més petits. Els únics reductes del sud que se salven d'aquesta situació són Masca i Güímar, probablement a causa de les seves característiques físiques, que possibiliten una presència més gran de l'alisi.
A manera d'anècdota, és interessant saber que al segle xix els metges europeus, sobretot anglesos i holandesos, elogiaven el clima del nord de Tenerife, i el recomanaven als seus pacients per alleugerir malalties de l'edat i de l'aparell circulatori.
Al Teide, a diferència de les zones mitjanes i baixes de l'illa, el clima és continental subalpí, amb extremes condicions climatològiques degut a l'altitud (3.718 msnm). Als dies més calorosos s'hi poden arribar a registrar 34 °C de temperatura que, mentre que alguns dies d'hivern el termòmetre pot descendir bruscament fins als -16 °C. Les temperatures mensuals mitjanes varien entre 4,6 °C (gener) fins a 18,3 °C (agost), sent la mitjana anual de 10,9 °C. Les precipitacions al volcà són d'uns 400 mm, amb anuals nevades que poden produir-se fins a 15 dies a l'hivern. La neu, degut a les baixes temperatures i les fortes glaçades, pot resistir fins a l'estiu. Normalment hi sol haver sequera.
| Dades climàtiques | Gener | Febrer | Març | Abril | Maig | Juny | Juliol | Agost | Setembre | Octubre | Novembre | Desembre |
| Hores de sol/dia  | 5,9   | 6,6    | 7,1  | 7,7   | 8,8  | 9,8  | 10,6   | 9,8   | 8,5      | 6,9     | 5,9      | 5,5      |
| Aire (°C)         | 17,9  | 17,9   | 18,6 | 19,0  | 20,4 | 22,2 | 24,3   | 25,0  | 24,3     | 22,8    | 20,6     | 18,7     |
| Aigua (°C)        | 19    | 18     | 18   | 18    | 19   | 20   | 21     | 22    | 23       | 23      | 21       | 20       |
| Dies de pluja/mes | 5     | 5      | 5    | 3     | 1    | 0    | 0      | 1     | 1        | 3       | 5        | 6        |

### Aigua
El sòl volcànic de Tenerife, en general de caràcter porós i permeable, permet que una considerable fracció de l'aigua procedent de la pluja, unida al producte de condensacions en zones boscoses i a la provinent del desgel dels cims més elevats de l'illa, s'infiltri en el subsòl.
La construcció de pantans i preses com a principals mètodes d'obtenció d'aigua no és adient a causa d'aquestes condicions geològiques, que no permeten l'emmagatzematge del preat líquid en superfície, així com a la irregularitat de les precipitacions.
Així, la major part de l'aigua (90%) procedeix de pous i principalment de galeries, importants sistemes que serveixen per extreure el recurs hídric de l'aqüífer. En l'actualitat Tenerife disposa de més d'un miler de galeries perforades.

## Història

### Organització política anterior a la conquesta

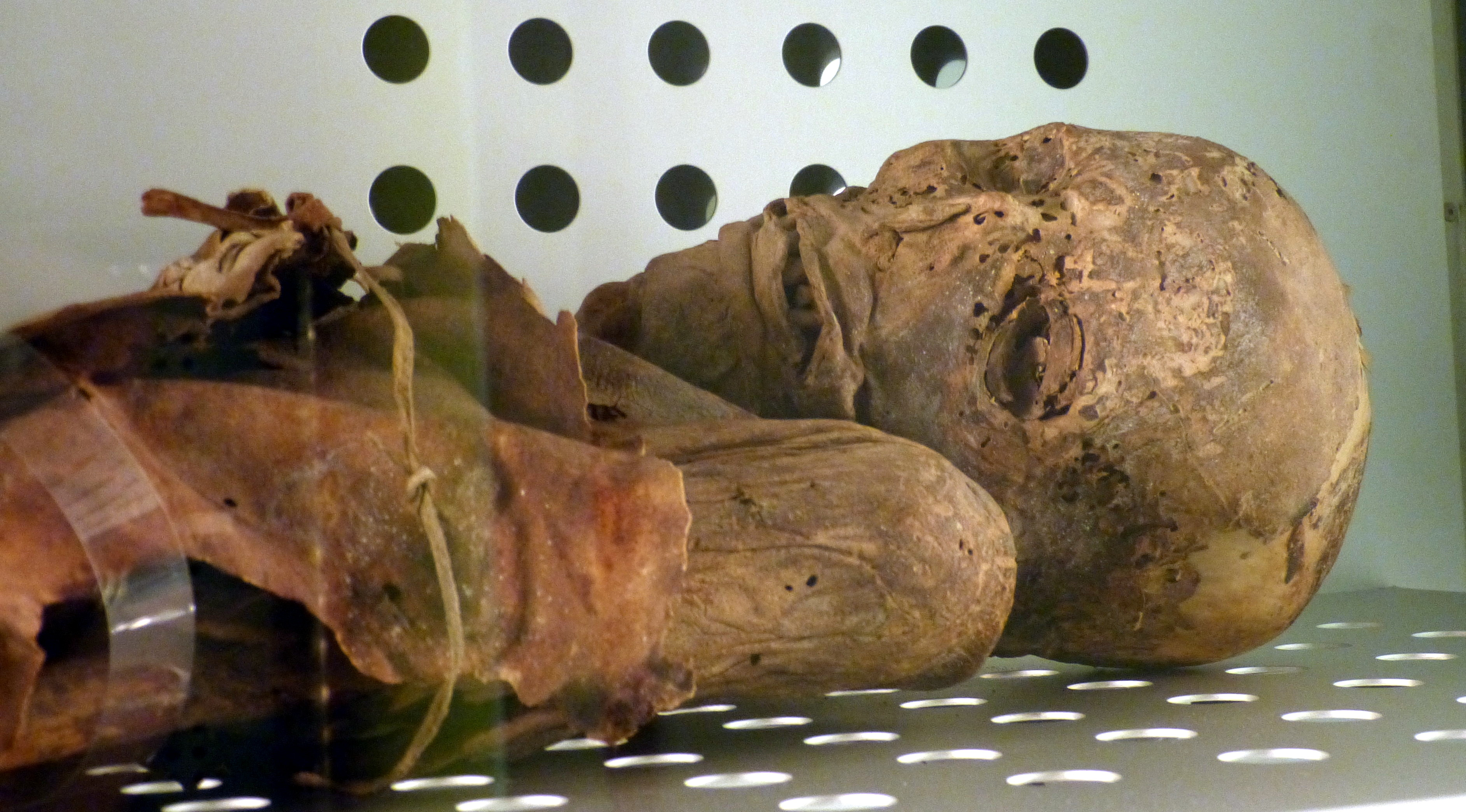
Mòmia guanxe al Museu de la Naturalesa i l'Home de Santa Cruz de Tenerife.

Uns cent anys abans de la conquesta, existia un mencey (nom donat al monarca o rei dels guanxes de Tenerife, que regia un menceyat o territori) anomenat Tinerfe el Gran, fill del mencey Sunta. Tinerfe tenia la cort a Adeje, des d'on governava tota l'illa. En morir, els seus nou fills es van rebel·lar i es van repartir l'illa en nou menceyats i dos achimenceyatos independents (anomenats capitanies pels conqueridors). Els menceyats i els seus menceys (cacics guanxes), per ordre de descendència, van ser els següents:

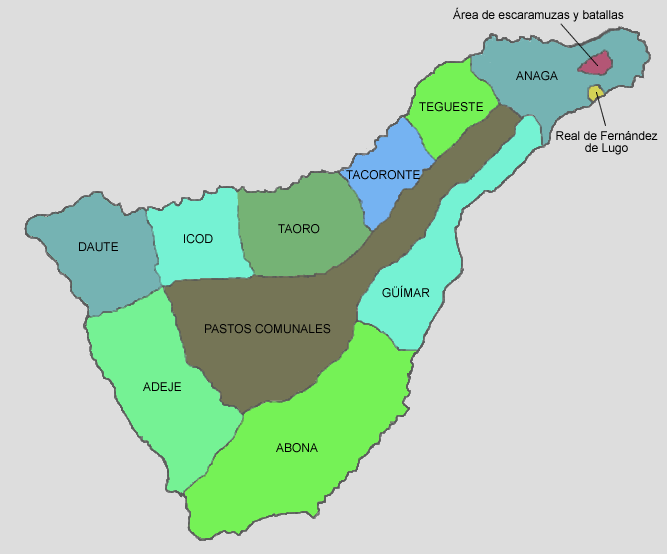
Pla territorial de Tenerife previ a la conquesta.

- Taoro: actualment Puerto de la Cruz, La Orotava, La Victoria de Acentejo, La Matanza de Acentejo, Los Realejos i Santa Úrsula. Els seus menceys foren Bentinerfe, Inmobach, Bencomo i Bentor.
- Güímar: El Rosario, Candelaria, Arafo i Güímar. Els seus menceys foren Acaymo, Añaterve i Guetón.
- Abona: Fasnia, Arico, Granadilla de Abona, San Miguel de Abona i Arona. Els seus menceys Atguaxoña i Adxoña (o Adjona).
- Anaga: Santa Cruz de Tenerife i San Cristóbal de La Laguna. Els seus menceys Beneharo i Beneharo II.
- Tegueste: Tegueste, part de la costa de La Laguna. Els seus menceys foren Tegueste, Tegueste II i Teguaco.
- Tacoronte: Tacoronte i El Sauzal. Els seus menceys foren Rumén i Acaymo.
- Icode: San Juan de la Rambla, La Guancha, Garachico i Icod de los Vinos. Els seus menceys foren Chincanayro i Pelicar.
- Daute: El Tanque, Los Silos, Buenavista del Norte i Santiago del Teide. Els seus menceys foren Cocanaymo i Romén.
- Adeje: Guía de Isora, Adeje i Vilaflor. Els seus menceys foren Atbitocazpe, Pelinor i Ichasagua.

També existia l'achimenceyato de Punta del Hidalgo, governat per Aguahuco (l'"Hidalgo pobre", fill il·legítim del Gran Tinerfe), i Zebenzui.

### Conquesta
Tenerife va ser l'última illa de les Illes Canàries a ser conquistada i la que més temps va trigar a sotmetre a les tropes castellanes. Tot i que les dates tradicionals de conquesta de Tenerife s'estableixen entre 1494 (desembarcament d'Alonso Fernández de Lugo) i 1496 (conquesta de l'illa), cal tenir en compte que els intents d'annexionar l'illa de Tenerife a la Corona de Castella es remunten almenys a 1464. Per aquesta raó, des del primer intent de conquerir l'illa el 1464, fins que es conquereix definitivament en 1496 transcorren 32 anys.
Aquest any de 1464, té lloc al barranc del Bufadero la presa de possessió simbòlica de l'illa pel Senyor de les Canàries Diego García de Herrera. Aquest signa un tractat de pau amb els menceyes, permetent-poc després el mencey d'Anaga construir una torre en les seves terres, on guanches i europeus tenen tractes fins que és demolida cap 1472 pels mateixos guanches.
En 1492 el governador de Gran Canària Francisco Maldonado organitza una ràtzia que acaba en desastre per als europeus, ja que són derrotats pels guanches d'Anaga.
Al desembre de 1493, Alonso Fernández de Lugo va obtenir dels Reis Catòlics la confirmació dels seus drets de conquesta sobre l'illa de Tenerife. A l'abril de 1494, procedent de Gran Canària, el conqueridor va desembarcar a la costa de l'actual Santa Cruz de Tenerife amb una tropa de peninsulars, canaris (de La Gomera i grancanaris, sobretot) formada per uns dos mil homes de peu i dos-cents a cavall. Després d'aixecar un fortí, es va disposar a endinsar-se cap a l'interior de l'illa.

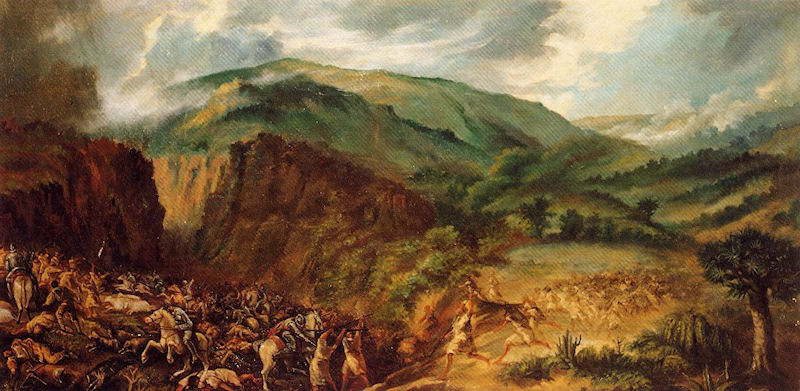
Primera batalla d'Acentejo, el 1494

Els menceys de l'illa de Tenerife van prendre diferents actituds en el moment de la conquesta. Es van constituir el "bàndol de pau" i el "bàndol de guerra": el primer estava integrat pels menceyats d'Anaga, Güímar, Abona i Adeje, i el segon, per Tegueste, Tacoronte, Taoro, Icode i Daute. El bàndol de guerra es va enfrontar tenaçment als castellans durant els dos anys que va durar la conquesta de Tenerife. Les tropes castellanes van caure derrotades a mans dels guanxes a la Primera Batalla d'Acentejo, el 1494. Tanmateix, els guanxes, superats per la tecnologia dels conqueridors i per les noves malalties que portaven, a les quals no eren immunes, van caure davant les tropes de la Corona de Castella en la batalla d'Aguere i a la Segona Batalla d'Acentejo; la conquesta va culminar el setembre de 1496.
Com a la resta de les Illes, molts dels aborígens van ser esclavitzats, especialment els pertanyents al "bàndol de guerra". A més, bona part de la població indígena va sucumbir a malalties importades com la grip i, probablement, la verola, davant les quals aquella societat neolítica no havia desenvolupat el seu sistema immunitari a causa de l'aïllament en què vivien. Després de la conquesta, i especialment durant el segle posterior, es va produir una repoblació i colonització gradual de l'illa amb l'arribada d'immigrants provinents de diversos territoris pertanyents a l'incipient imperi espanyol (Portugal, Flandes, Itàlia, Alemanya).
Els boscos de Tenerife es van veure afectats pel creixement de població i per la consegüent necessitat d'obtenir terrenys espaiosos que permetessin l'explotació agrícola per consum propi i per l'exportació. Així, a l'inici del segle xvi es va introduir el conreu de la canya de sucre; als segles successius l'economia de l'illa es va centrar en l'aprofitament d'altres cultius, com ara la vinya i la cotxinilla per fabricar tints, així com el plàtan.

### L'atac d'Horatio Nelson

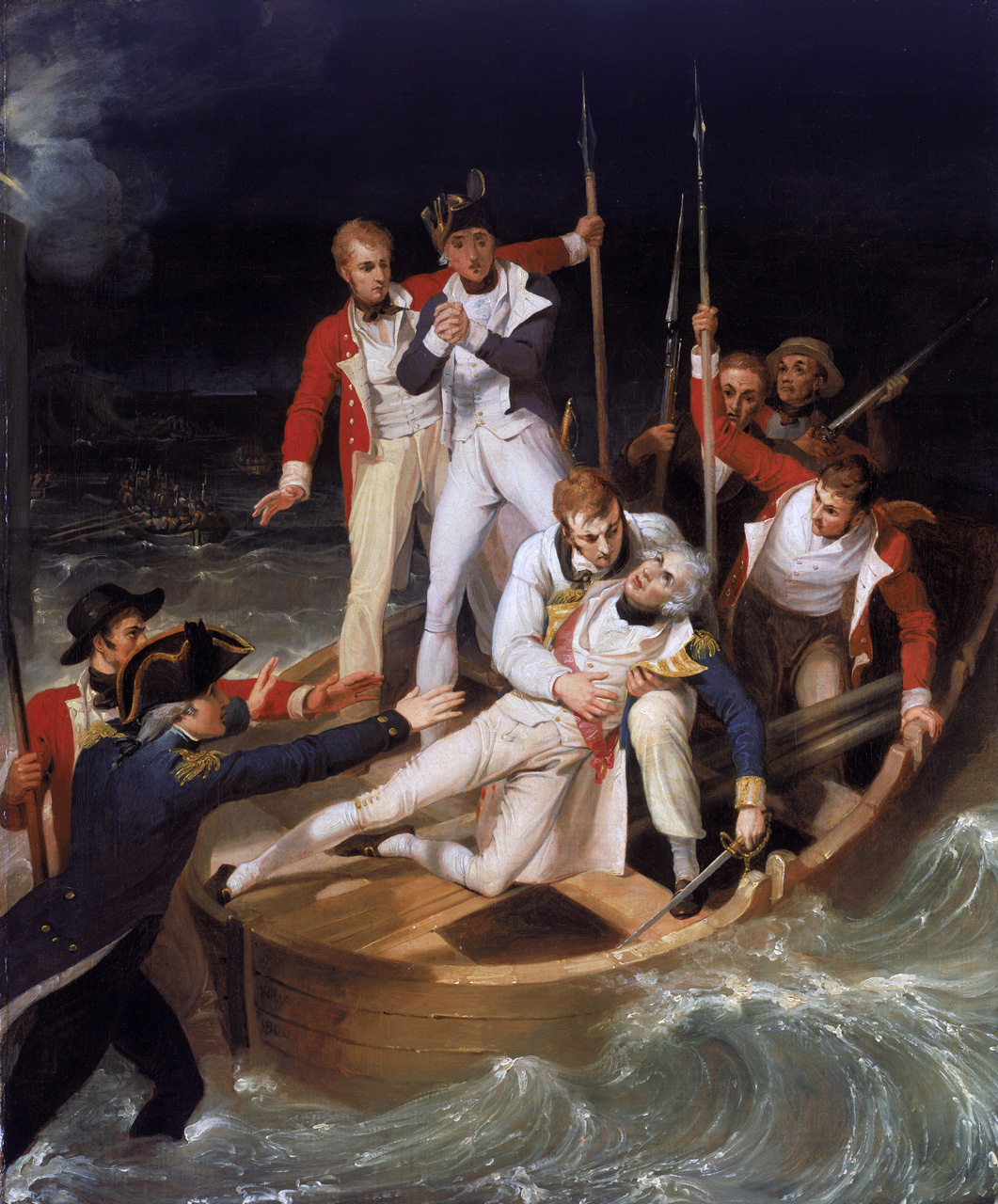
Horatio Nelson cau ferit durant l'atac, per Richard Westall.

Tenerife va ser atacada, com les altres illes, per corsaris de diverses nacionalitats (francesos, anglesos, neerlandesos i barbarescs) diverses vegades al llarg de la història, depenent de les aliances i guerres d'Espanya. Entre aquests atacs destaca pel seu lloc a la història el que van llançar els britànics el 1797.
El 25 de juliol, l'almirall Horatio Nelson va atacar Santa Cruz de Tenerife, capital de l'illa i comandament de la Capitania General. Després d'un ferotge atac, la defensa organitzada pel general Gutiérrez va repel·lir els britànics. Nelson va perdre el braç dret per una bala de canó (diu la llegenda que del canó "Tigre") mentre intentava desembarcar a la costa de la zona de Paso Alto.
El 5 de setembre, un altre intent de desembarcament a la regió de Puerto Santiago va ser repel·lit pels habitants de la vall de Santiago del Teide, que van llançar pedres als britànics des de dalt dels penya-segats de Los Gigantes.
Altres corsaris, principalment anglesos, també van atacar l'illa de Tenerife amb més o menys sort; és el cas de Robert Blake, Walter Raleigh, John Hawkins o Woodes Rogers, entre d'altres.

### Emigració a Amèrica
Tenerife, de la mateixa manera que altres illes, ha tingut una estreta relació amb Amèrica. Des dels inicis del procés de colonització del Nou Món, van ser diversos els vaixells que abans de solcar l'Atlàntic van fer escala a l'illa i van sumar al passatge nombrosos habitants de Tenerife que van formar part de les expedicions de conquesta o que simplement van viatjar cap al continent americà a la recerca de millors garanties de futur. Paral·lelament, a banda del trànsit humà, va ser important el bescanvi d'espècies animals i vegetals que es va establir entre les dues terres.
Després d'un segle i mig de relatiu creixement, vora l'any 1670 el complicat comerç exterior del sector vitivinícola propicia l'emigració de moltes famílies, especialment cap a Veneçuela i Cuba. A més, per aquestes dates la Corona de Castella mostra el seu interès de poblar les zones deshabitades d'Amèrica per evitar que les ocupessin altres potències, com havia passat en el cas dels anglesos amb Jamaica o dels francesos amb les Guaianes o l'oest de la Hispaniola, de manera que importants remeses de canaris, i entre ells habitants de Tenerife, es traslladen cap al nou continent. La creixent agricultura del cacau a Veneçuela i del tabac a Cuba al pas del segle xvii al xviii va contribuir a la despoblació quasi íntegra de localitats com Buenavista del Norte, Vilaflor o El Sauzal. Testimoni de la història emigrant de l'illa és la fundació als afores de Santo Domingo del poblat de San Carlos de Tenerife el 1684. Aquest poblat, fundat essencialment per immigrants de Tenerife, es va crear amb un clar objectiu estratègic, ja que permetia preservar la ciutat del setge dels francesos establerts a la part occidental de l'illa Hispaniola. Entre el 1720 i el 1730 la Corona va traslladar 176 famílies canàries, nombroses de les quals de Tenerife, a l'illa caribenya de Puerto Rico. El 1726, unes 25 famílies canàries van emigrar a Amèrica per acabar fundant la ciutat de Montevideo. Quatre anys més tard, el 1730, va partir un altre grup que l'any següent fundaria la ciutat de San Antonio de Texas (Estats Units). Després, entre el 1777 i el 1783 el port de Santa Cruz de Tenerife acomiada els fundadors de Saint Bernard, a l'estat de Louisiana, i també algunes remeses que van a Florida.
Desgraciadament, els problemes econòmics derivats de l'escassetat de matèries primeres i de la llunyania respecte d'Europa fan que l'emigració al continent americà, eminentment a Cuba i Veneçuela, continués al segle xix i fin a la primeria del segle xx. Des de fa dècades, però, amb les noves polítiques de protecció de l'economia canària i amb l'apogeu de la indústria turística, la dinàmica migratòria s'ha invertit, i avui Tenerife atén el retorn d'aquests illencs, els seus descendents i altres immigrants i fa perdurar el flux que va començar cinc segles enrere.

### Erupcions volcàniques històriques

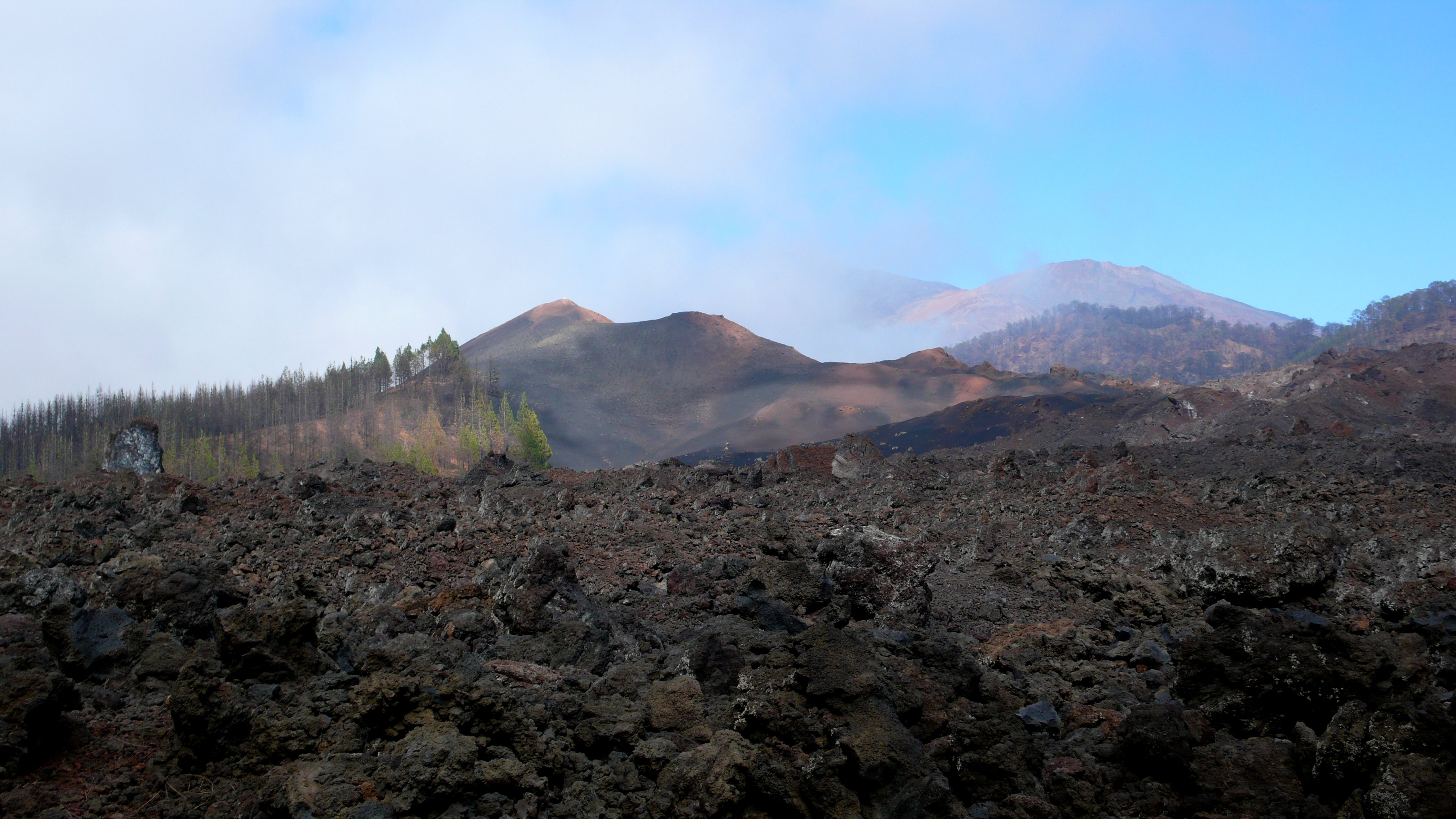
Volcà Chinyero, al municipi de Santiago del Teide, darrera erupció volcànica a Tenerife l'any 1909.

Les erupcions volcàniques que hi ha hagut a Tenerife de les quals es té indubtable constància històrica es limiten a quatre. La primera va ser l'any 1704, quan van entrar en erupció, de manera sincrònica, els volcans d'Arafo, Fasnia i Siete Fuentes. Dos anys més tard, el 1706, hi va haver l'erupció més important que es recorda quan va entrar en erupció el volcà de Trevejo, que va llançar grans quantitats de lava que van sepultar la ciutat i el port de Garachico, en aquells dies el més important de l'illa. L'última erupció volcànica del segle xviii es va produir el 1798 a Las Cañadas de Teide, concretament a Chahorra. Finalment, el 1909 l'activitat eruptiva va afectar el volcà de Chinyero, al municipi de Santiago del Teide. Des d'aleshores no hi ha hagut noves erupcions. A més, malgrat la naturalesa absolutament volcànica de Tenerife, els quatre episodis eruptius històrics no han ocasionat cap víctima mortal.

### Història recent
Altres visitants menys hostils arribarien a l'illa als segles successius. El naturalista Alexander von Humboldt va pujar el pic del Teide i va comentar la bellesa de l'illa. Nombrosos turistes van començar a visitar Tenerife des de la dècada dels anys 1890, especialment les ciutats del nord de Puerto de la Cruz (primer municipi turístic de Tenerife per l'orde ministerial del 13 d'octubre de 1955, que el va declarar lloc d'interès turístic) i Santa Cruz de Tenerife.
El març del 1936, el general Francisco Franco va ser destinat a Tenerife pel govern republicà, temorós de la seva influència militar i política, per allunyar-lo dels centres de poder. A la Montaña de la Esperanza, al municipi d'El Rosario, Franco va organitzar la conspiració militar que donaria lloc a la Guerra civil espanyola i a la caiguda de la Segona República.
La col·lisió entre dos avions succeïda el 27 de març del 1977 a l'aeroport de Los Rodeos, al nord de l'illa, continua sent un dels accidents amb més morts de la història de l'aviació. Els avions implicats en la tragèdia tenien com a destí Gran Canària, però van ser desviats a Los Rodeos a causa de l'explosió d'una bomba (suposadament col·locada pel grup independentista MPAIAC) a l'aeroport grancanari.

## Llocs d'interès arqueològic
L'illa compta a més amb diverses zones arqueològiques de l'època anterior a la conquesta. En general, aquest patrimoni el representen coves rupestres que si bé estan repartides per tota la geografia insular, la majoria es troben al vessant meridional.
Dos dels més importants jaciments arqueològics de l'illa són: la Zona Arqueològica de la Cova dels Guanxes, on s'han trobat els assentaments més antics de Tenerife i ha proporcionat les cronologies més antigues de l'arxipèlag, amb datacions del segle VI a. C. i les trucades Coves de Don Gaspar, per la troballa de restes vegetals en forma de llavors carbonitzades, la quin constata la pràctica de l'agricultura a l'illa de Tenerife en temps dels guanxes. Tots dos jaciments es troben al municipi d'Icod de los Vinos. Destaca també a l'illa, l'Estació solar de Masca la qual va ser un santuari aborigen destinat a les celebracions de ritus relacionats amb la fertilitat i la petició d'aigua de pluja. Aquesta es troba al municipi de Buenavista del Norte.
Altres jaciments importants a destacar són la Zona Arqueològica Los Cambados i la Zona Arqueològica del Barranco del Rey ambdues en el municipi d'Arona. També podríem destacar la Cova d'Achbinico (primer santuari marià de Canàries, d'època guanxe-castellana) i lloc aquest on han aparegut diversos utensilis arqueològics d'època guanxe molt anteriors a la conquesta. Un altre lloc de gran interès arqueològic és el Massís d'Anaga, aquesta zona de l'illa és un dels llocs més rics en troballes arqueològiques de Canàries. S'han trobat gran quantitat de mòmies guanxes en aquest lloc així com coves amb algunes restes d'animals momificats, i pedres amb inscripcions com l'anomenada "Pedra d'Anaga". A l'altra banda de l'illa al municipi d'El Tanque es va trobar una altra pedra amb inscripcions la "Pedra Zanata" que sembla haver estat relacionada amb el món màgic-religiós dels guanxes. A més a l'illa hi ha les controvertides Piràmides de Güímar. Hi ha moltes hipòtesis sobre l'origen d'aquesta construcció, tot i que encara no hi ha cap teoria definitiva oficial sobre el seu origen.
Existeixen a més a Tenerife vestigis que revelen la presència púnica a l'illa, com succeeix en el deixant anomenada comunament Pedra dels Guanxes a la localitat de Taganana. Aquest jaciment arqueològic es compon d'una estructura formada per un gros bloc de pedra, a l'aire lliure, amb gravats rupestres a la superfície. Entre aquests, destaca hi ha una representació de la deessa cartaginesa Tanit, representada mitjançant un símbol en forma d'ampolla envoltada de motius cruciformes. Es pensa que el monument es tractava originalment d'una ara de sacrifici vinculada a les que es troben en l'àmbit semita i posteriorment reutilitzada per al ritual aborigen de la momificació.

## Símbols de l'illa

Bandera de Tenerife.

La bandera de Tenerife va ser adoptada originàriament el 1845 a manera de distintiu o bandera de matrícula del que aleshores s'anomenava província marítima de les Canàries, amb base al port de Santa Cruz de Tenerife. Ara com ara, aquesta ensenya representa tota l'illa de Tenerife. Va ser aprovada a instàncies del Cabildo Insular per l'ordre del govern de les Canàries del 9 de maig del 1989, publicada el 22 de maig del 1989 al Butlletí Oficial de les Canàries. Està composta per una creu blanca sobre fons blau. La creu és en forma d'aspa, l'anomenada Creu de Sant Andreu, i és una cinquena part de l'amplada total del pany. El color blau marí representa el mar, i el color blanc representa la blancor de la neu que cobreix el Teide durant l'hivern.
La bandera de Tenerife és molt semblant a la d'Escòcia, encara que aquesta última té un color blau més clar (definit com a Pantone 300), mentre que la de Tenerife és blau marí.

Escut del Cabildo Insular de Tenerife.

L'escut heràldic de Tenerife va ser atorgat el 23 de març del 1510 mitjançant un diploma reial concedit pel rei Ferran el Catòlic; va ser expedit a Madrid a nom de la seva filla Joana I de Castella. L'escut es descriu en camp d'or, amb un Sant Miquel armat (l'illa va ser conquerida el dia de Sant Miquel) superant una muntanya del seu color natural de la qual surten flames, i que representa el pic del Teide. Sota aquesta muntanya hi ha l'illa, de sinople, sobre ones blau i argent. A la dreta s'observa un castell de gules, i a l'esquerra un lleó rampant de gules. L'escut que fa servir el Cabildo Insular difereix del que utilitza l'ajuntament de La Laguna en el lema que apareix a la bordura d'unes branques de palma.
Segons una llei del govern de les Canàries, els símbols naturals de l'illa són el pinsà blau i el drago.

## Govern

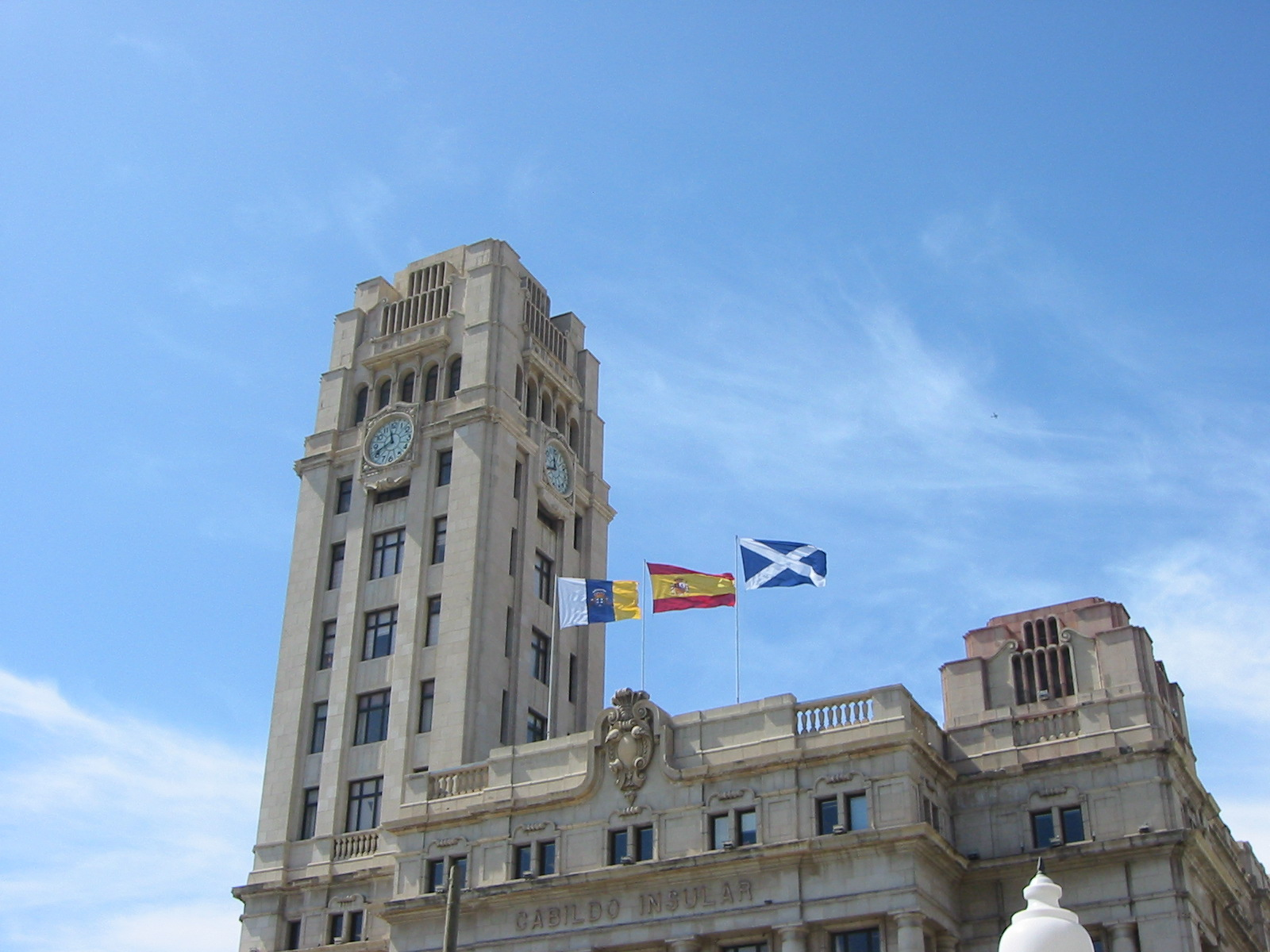
Cabildo de Tenerife, a Santa Cruz de Tenerife.

L'òrgan de govern de l'illa és el Cabildo de Tenerife, amb seu a la plaça d'Espanya de Santa Cruz. L'organització política de les Canàries es caracteritza pel fet que no té òrgan polític provincial, sinó que en cada illa hi ha un cabildo insular propi. A Tenerife, el seu president actual és Ricardo Melchior Navarro (Coalició Canària). Des que es va constituir, el març del 1913, el cabildo disposa d'una àmplia sèrie de competències pròpies, avui recollides a l'Estatut d'Autonomia de les Canàries i regulades per la Llei 14/1990, de 26 de juliol, de règim jurídic de les administracions públiques de les Canàries.
El cabildo consta dels òrgans següents: 
- Presidència
- Ple
- Consell de Govern
- Comissions informatives
- Junta de Portaveus

## Divisió territorial

Divisió municipal de l'illa de Tenerife.

L'illa de Tenerife està dividida en 31 municipis. Només tres no tenen costa: Tegueste, El Tanque i Vilaflor, que destaca a més a més pel fet de ser el municipi més alt de totes les Canàries, ja que la seva capital és a 1.400 metres d'altitud.
El municipi més extens, amb 207,31 km², és el de La Orotava, que abasta gran part del Parc Nacional del Teide. El municipi més petit de l'illa i de l'arxipèlag és Puerto de la Cruz, amb una superfície inferior als 9 km².
La gran majoria d'aquests municipis conflueixen a la zona de cimera central de l'illa i des d'aquí s'estenen cap a la costa, orientant-se uns cap al nord i d'altres cap al sud.
Paral·lelament, és freqüent trobar un altre tipus de divisió insular, que és la que estableix el territori segons una Zona Metropolitana, prop de l'àrea d'influència de les ciutats de Santa Cruz i La Laguna. D'acord amb aquesta divisió, hi ha la Zona Nord (els municipis que s'obren a l'oceà pel nord) i la Zona Sud (els que ho fan cap al sud). Aquesta divisió i la municipal es poden observar al mapa de la dreta.
A continuació es mostra la relació de tots els municipis de Tenerife ordenats alfabèticament:
| - Adeje - Arafo - Arico - Arona - Buenavista del Norte - Candelaria - El Rosario - El Sauzal - El Tanque - Fasnia | - Garachico - Granadilla de Abona - Guía de Isora - Güímar - Icod de los Vinos - La Guancha - La Matanza de Acentejo - La Orotava - La Victoria de Acentejo - Los Realejos - Los Silos | - Puerto de la Cruz - San Cristóbal de La Laguna - San Juan de la Rambla - San Miguel de Abona - Santa Cruz de Tenerife - Santa Úrsula - Santiago del Teide - Tacoronte - Tegueste - Vilaflor |

## Demografia
L'illa de Tenerife, la més poblada de l'arxipèlag i d'Espanya, tenia l'1 de gener del 2007 i segons fonts de l'INE un total de 865.070 habitants censats, dels quals prop d'un 25% (220.902 habitants) s'estaven a la capital, Santa Cruz de Tenerife, i prop del 50% (424.200 persones) a l'àrea metropolitana.

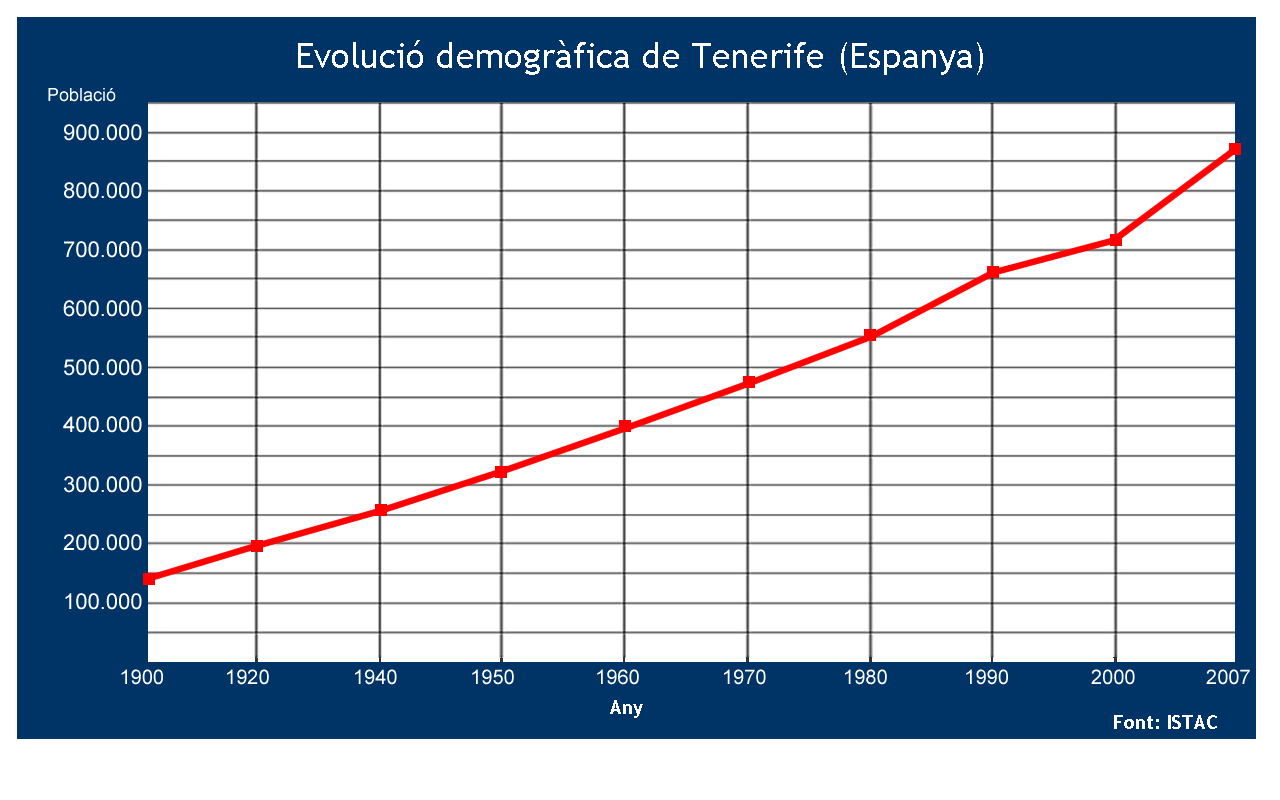
Evolució demogràfica de Tenerife

A la ciutat de Santa Cruz de Tenerife segueixen en població San Cristóbal de La Laguna (144.347), Arona (72.328), La Orotava (40.644), Adeje (38.245), Los Realejos (37.224), Granadilla de Abona (36.224) i Puerto de la Cruz (31.131). Fins aquí els municipis que sobrepassen els 30.000 habitants. El municipi de Vilaflor és el de menys població de tota l'illa (1.900). A més, Tenerife té un nivell molt alt de població no censada, que l'elevat nombre de turistes que rep anualment i els creixents fenòmens migratoris posen de manifest.
Els darrers anys Tenerife ha experimentat un notable creixement de la població, molt per damunt de la mitjana estatal. L'any 1990 un total de 663.306 habitants estaven censats a l'illa, xifra que va augmentar fins als 709.365 habitants l'any 2000. Aquestes dades reflecteixen un increment de 46.059 persones o, cosa que és el mateix, un creixement del 0,69% anual en el decenni 1990-2000. Tanmateix, en els últims set anys, (2000-2007) la taxa de creixement s'ha multiplicat per 4 o per 5, fins a arribar al 3,14% anual. La població ha augmentat en aquest últim interval de temps un total de 155.705 persones, fins a assolir la xifra actual de 865.070 habitants.
Aquests resultats refermen la dinàmica actual de poblacions a Espanya, on des de la fi del segle passat l'important nombre d'immigrants arribats ha permès invertir el panorama que l'enfonsament de la taxa de fertilitat havia dibuixat des del 1976. Des del 2001 la taxa de creixement a Espanya s'ha situat al voltant de l'1,7% anual, contrastant amb el 3,14% que ha experimentat l'illa de Tenerife, un dels territoris de l'Estat amb un increment més gran en aquest període.

## Economia
El 2016, Tenerife era l'illa que té el PIB més alt de Canàries. Encara que l'economia de Tenerife està altament especialitzada al sector serveis, que integra un 78,08% de la capacitat de producció total, la importància de la resta de sectors és clau per un desenvolupament harmònic del seu teixit productiu. En aquest sentit, el sector primari, que només representa l'1,98% del producte total, uneix activitats d'especial sensibilitat i per al creixement sostenible del territori insular. El sector energètic que contribueix amb un 2,85% exerceix un paper primordial a la implantació d'energies renovables. El sector industrial que participa en un 5,80% es configura com una activitat d'interès creixent per l'illa, a la vista de les noves possibilitats que generen els avenços tecnològics. Finalment, el sector de la construcció amb un 11,29% del producte total té un caràcter estratègic prioritari, atès que és un sector amb relativa estabilitat que permet múltiples possibilitats de creixement.

### Turisme

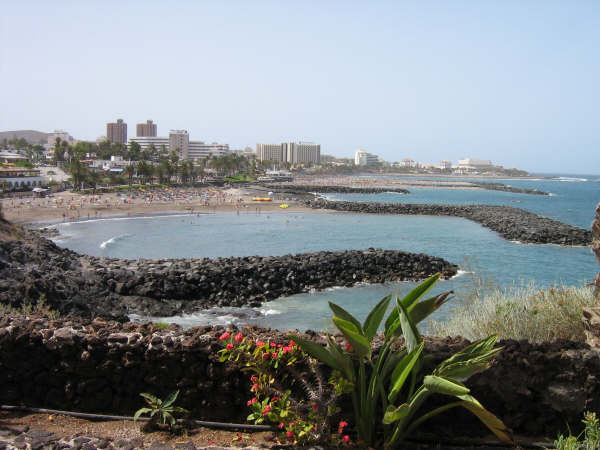
Platja de Las Américas, gran centre turístic a Tenerife

Com s'indicava al paràgraf anterior, l'economia de Tenerife, a l'igual de la d'altres illes de les Canàries, es basa fonamentalment en el turisme (60% del PIB). Ja al segle xix i gran part del xx destacava l'afluència de turisme estranger, sobretot de l'anglès a causa dels interessos agraris que posseïa en aquesta illa. Tenerife és l'illa canària que major quantitat de turistes rep anualment, amb més de cinc milions.
Més tard amb les guerres mundials aquest sector es ressent, però entrada la segona meitat del passat segle comença a evolucionar d'un mode molt notable. En un principi destaca el Puerto de la Cruz pel seu bondadós clima i per tots els atractius que la Vall de La Orotava concentrava, però perseguint captar el turisme de sol i platja, prop de 1980 neix el boom turístic del sud de Tenerife, on destaquen ciutats com Arona o Adeje, al voltant de centres turístics com Los Cristianos o platja de Las Américas que avui alberguen més del 65% de les places hoteleres de tota l'illa. Tenerife rep cada any més de cinc milions de turistes i és d'aquesta manera, per entre tot l'arxipèlag canari, l'illa preferida. Tanmateix, aquesta dada també fa palesa la gran quantitat de recursos que aquesta activitat consumeix (espai, energia, aigua).
En l'actualitat el municipi d'Adeje, al sud de l'illa, compta amb la major concentració d'hotels cinc estrelles d'Europa, entre els quals s'inclou el considerat millor hotel de luxe d'Espanya segons World Travel Awards.

### Agricultura i pesca
Malgrat la intensa participació del turisme al PIB de Tenerife, i, per tant, el sector serveis, el sector primari, la indústria i el comerç són responsables del 40% restant. En concret el sector primari ha perdut la preponderància a la renda insular a favor de la indústria i els serveis.
La contribució del sector agrari al PIB no arriba al 10%, encara que la seva aportació a l'illa és vital, ja que genera beneficis difícilment mesurables, que es relacionen amb el sosteniment de l'estampa rural i el manteniment de valors culturals de Tenerife. El sector agrari es desenvolupa al vessant septentrional, lloc en què els conreus es distribueixen basant-se en l'altitud: a la zona costanera es cultiven principalment tomàquets i plàtans, productes tots dos d'elevada rendibilitat, ja que s'exporten a la Península i a la resta d'Europa; en la zona intermèdia proliferen els cultius de secà, sobretot patates, tabac i blat de moro; a la zona meridional té rellevància el cultiu de la ceba.
El conreu del plàtan figura en primer lloc pel que fa a producció, estant Tenerife l'illa que més plàtans manufactura a les Canàries. La producció anual de l'illa s'ha consolidat al voltant d'unes 150.000 tones en aquests últims anys, després d'haver assolit un màxim de 200.000 tones en 1986. Una mica més del 90% del total es destina al mercat nacional, ocupant aquest cultiu una superfície de 4.200 hectàrees. Darrere el plàtan destaquen els cultius de tomàquets, vinya, patates i flors. La pesca suposa també gran part de l'economia de Tenerife (les Canàries és la segona regió pesquera d'Espanya).

### Comerç i indústria
El comerç té un destacat pes en l'economia de Tenerife, car representa quasi el 20% del PIB, el major del qual baluard ho suposa el port de Santa Cruz de Tenerife. Ja finalment, i malgrat els diversos polígons industrials que existeixen al territori insular, la importància de l'activitat indústrial (10% del PIB) radica en la refineria de petrolis de Santa Cruz de Tenerife, la qual subministra productes petrolífers no solament a l'arxipèlag canari sinó també al mercat peninsular, africà i americà.

## Art

### Literatura

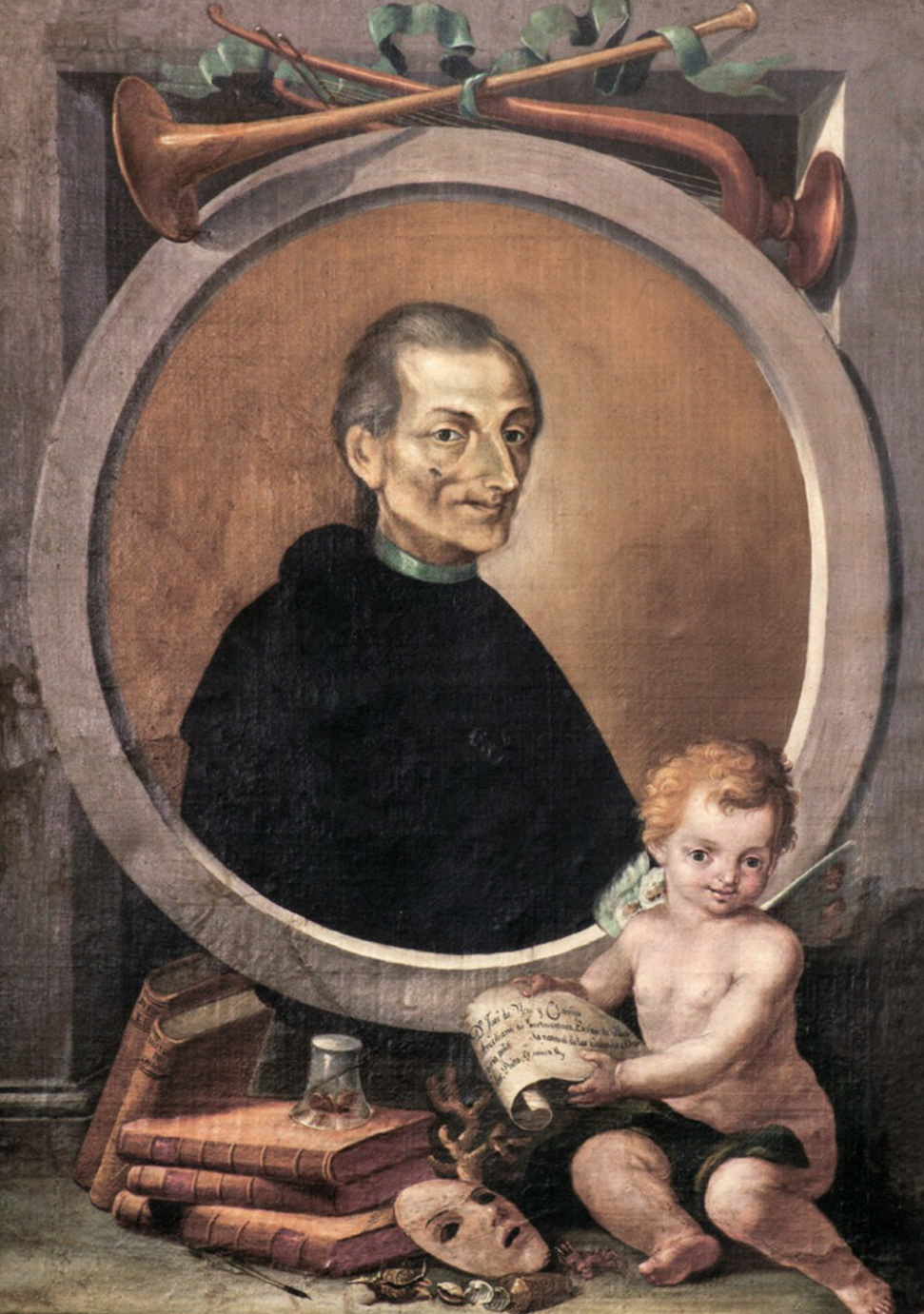
José Viera y Clavijo

Als segles xvi i xvii destaca, en el camp de la poesia èpica, Antonio de Viana. Aquest escriptor que neix a San Cristóbal de La Laguna, va compondre el poema Antigüedades de las Islas Afortunades, un material de gran valor antropològic per entendre les formes de vida d'aquell temps.
Ja posteriorment, l'anomenat Segle de les Llums (segle xviii) apareixen figures rellevants de la Il·lustració a Tenerife com José Viera y Clavijo, Tomás de Iriarte, Àngel Guimerà i Jorge, Mercedes Pinto o Domingo Pérez Minik, entre d'altres, que aporten les seves obres dintre d'aquesta escena literària.

### Pintura
El primer nucli d'art pictòric a Tenerife es distingeix a la ciutat de La Laguna, on al transcurs del segle xvi apareixen alguns pintors de renom. Més endavant se sumen artistes d'altres llocs com Garachico, Santa Cruz, La Orotava i Puerto de la Cruz. Originaris de La Orotava són dos dels millors pintors de l'arxipèlag del segle xvii, ens referim a Cristóbal Hernández de Quintana i Gaspar de Quevedo, amb nombroses obres distribuïdes per esglésies de l'illa.
Al Puerto de la Cruz, concretament a l'església de Nuestra Señora de la Peña de Francia, es pot contemplar l'aportació realitzada per Luis de la Cruz y Ríos. Nascut el 1775, i que seria pintor de cambra del rei Ferran VII d'Espanya i miniaturista, i que va tenir un reconegut prestigi a la Cort, on era conegut com a "El Canario".
L'any 1849 neix a Santa Cruz de Tenerife el paisatgista Valentín Sanz. El Museu Municipal de Belles Arts de Santa Cruz compta amb una gran mostra del seu quefer. També en aquest museu es poden observar quadres de Juan Rodríguez Botas (1880-1917), qui és considerat el primer impressionista canari.
De la mateixa manera es pot citar, dins del grup expressionista, a Mariano de Cossío. A aquest autor cal atribuir-li els frescs de l'església de Santo Domingo, a San Cristóbal de La Laguna. D'altra banda, el 1874 neix Francisco Bonnín Guerín, aquarel·lista de Santa Cruz que va formar una escola per promoure la seva labor pictòrica. Finalment, el 1906 neix a La Laguna un dels pintors canaris més universals, Óscar Domínguez. Pertanyent al surrealisme, va inventar la tècnica de la decalcomanía i va contribuir amb una obra pictòrica d'internacional reconeixement.

### Escultura
Es podria considerar que la pràctica escultòrica comença a Tenerife des del segle xvii, moment en el qual arriba a l'illa l'arquitecte i escultor Martín de Andújar Cantos des de Sevilla on havia rebut instruccions del mestre Juan Martínez Montañés. Amb ell van arribar noves tècniques i plantejaments de l'escola sevillana que va transmetre als seus deixebles, entre els quals destaca el garachiquense Blas García Ravelo.
Altres escultors que, en aquesta època i en el posterior segle xviii, irrompen a l'escena, són Sebastián Fernández Méndez, Lázaro González de Ocampo, José Rodríguez de la Oliva, i principalment l'orotavense Fernando Estévez, alumne de José Luján Pérez, qui contribueix amb una extensa col·lecció d'imatges religioses i talles repartides per diverses esglésies de Tenerife, com per exemple, a la Parroquia Matriz del Apóstol Santiago de Los Realejos a la Catedral de La Laguna, l'església de la Inmaculada també a La Laguna, la Basílica de Candelaria (Patrona de les illes Canaries) a Candelaria, i a diferents llocs de culte de La Orotava.
Actualment, l'àmbit escultòric de Tenerife es troba representat entre altres per José Abad, Fernando Garcíarramos i José Luis Fajardo.

### Música

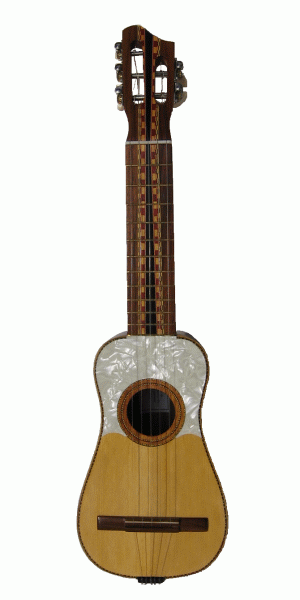
Timple

L'àmbit musical té en la figura de Teobaldo Power y Lugo Viña un dels seus exponents més clars. Natural de Santa Cruz, es tracta d'un pianista i compositor, autor dels Cantos Canarios. En concret, els arranjaments de la melodia del arrorró d'aquests Cantos Canarios constitueixen l'Himne de la Comunitat Autònoma. En aquest camp també destaca el folklore. Similar al de la resta de les illes, es caracteritza per la particcipació de timples, guitarres, bandúrries, llaüts i diferents tipus d'instruments de percussió.
Són nombrosos els grups folklòrics que es reparteixen per la geografia illenca i que acostumen a aparèixer a diferents celebracions populars com les romeries. En aquest aspecte caldria citar a Los Sabandeños, els qui conformen un important símbol de la cultura canària. Aquest grup folklòric va rescatar la idiosincràsia del poble illenc en un moment en què el caràcter uniformador de la cultura espanyola dels anys setanta va fer caure pràcticament en la decadència i l'oblit diferents elements de la música canària.
Les cançons típiques de les illes: isa, folía, tajaraste, malagueña. Es configuren com a melodies mestisses entre la música ancestral dels guanxes amb diferents enllaços entre l'andalús i hispanoamericà.

### Arquitectura
A l'igual de la que predomina en les altres illes, a l'arquitectura de Tenerife sobresurten les directrius dels casals senyorials i les de les cases més humils i populars. Aquest tipus arquitectònic, que té notables influències d'Andalusia i Portugal, presenta, així i tot, una forta personalitat pròpia.

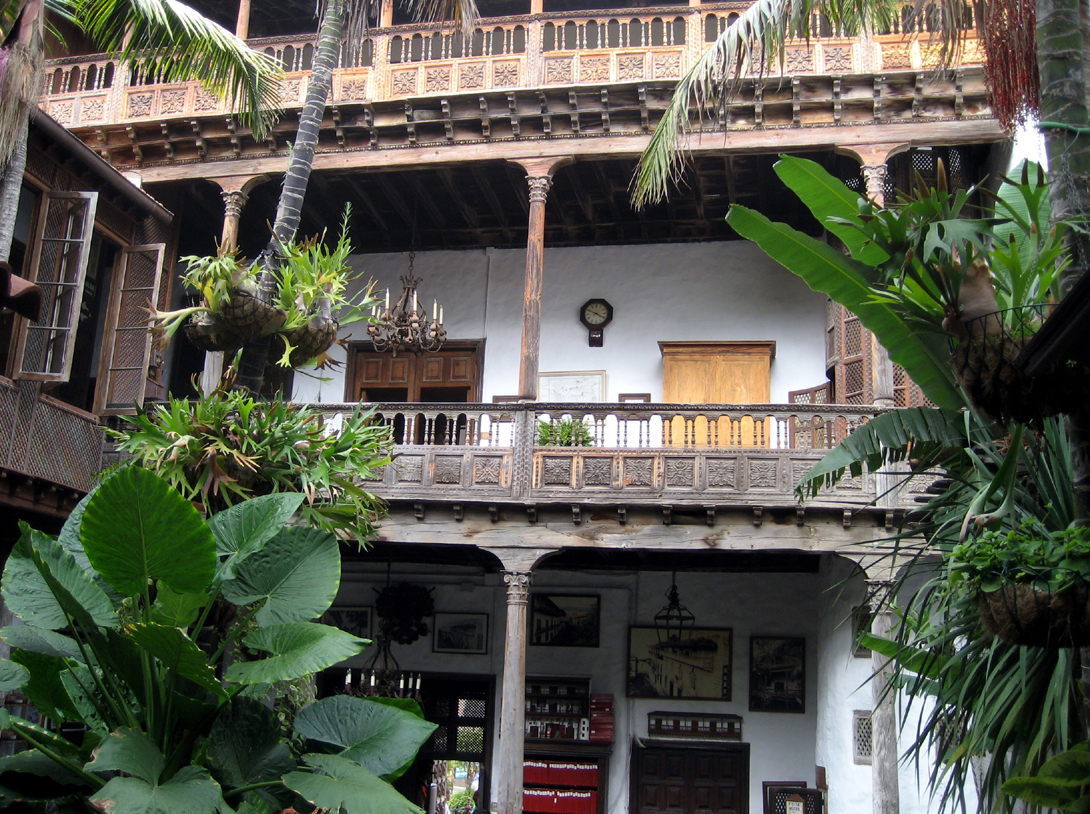
Pati interior amb flors i balcó de fusta a La Orotava

De les cases senyoríals cal subratllar els exemples que existeixen a La Orotava i a La Laguna. Aquestes edificacions es caracteritzen pels seus balcons típics i per la presència de patis interiors. La fusta, especialment la teia (pi), cobra un gran protagonisme en aquestes construccions. Aquestes cases presenten façanes no gaire complexes amb poca ornamentació.
Són típics els grans balcons de fusta i l'ús de gelosies. Les finestres tanquen a guillotina i són habituals els seients interiors adossats a elles. Els patis interiors funcionen com veritables jardins que serveixen per donar il·luminació a les habitacions. Aquestes es comuniquen amb el pati pel mig de galeries rematades freqüentment en pedra i fusta. Artefactes com els destil·ladors, les bombes d'aigua i els bancs són elements que moltes vegades formen part d'aquests patis interiors.
Pel que fa a les cases tradicionals, aquestes es caracteritzen per ésser edificis d'escassa alçada, amb tosques parets de colors vistosos. De vegades la continuïtat d'aquestes parets es veu interrompuda per la presència de blocs de pedra que surten a la superfície de forma ornamental. Al llarg de tota l'illa són molts els exemples a contemplar d'aquesta arquitectura.
Els edificis oficials o de caràcter religiós se n'han anat conformant segons els diferents corrents arquitectònics que en cada moment han imperat. Els nuclis urbans de les ciutats de La Laguna i La Orotava estan declarats com a monuments històric - artístic nacionals.

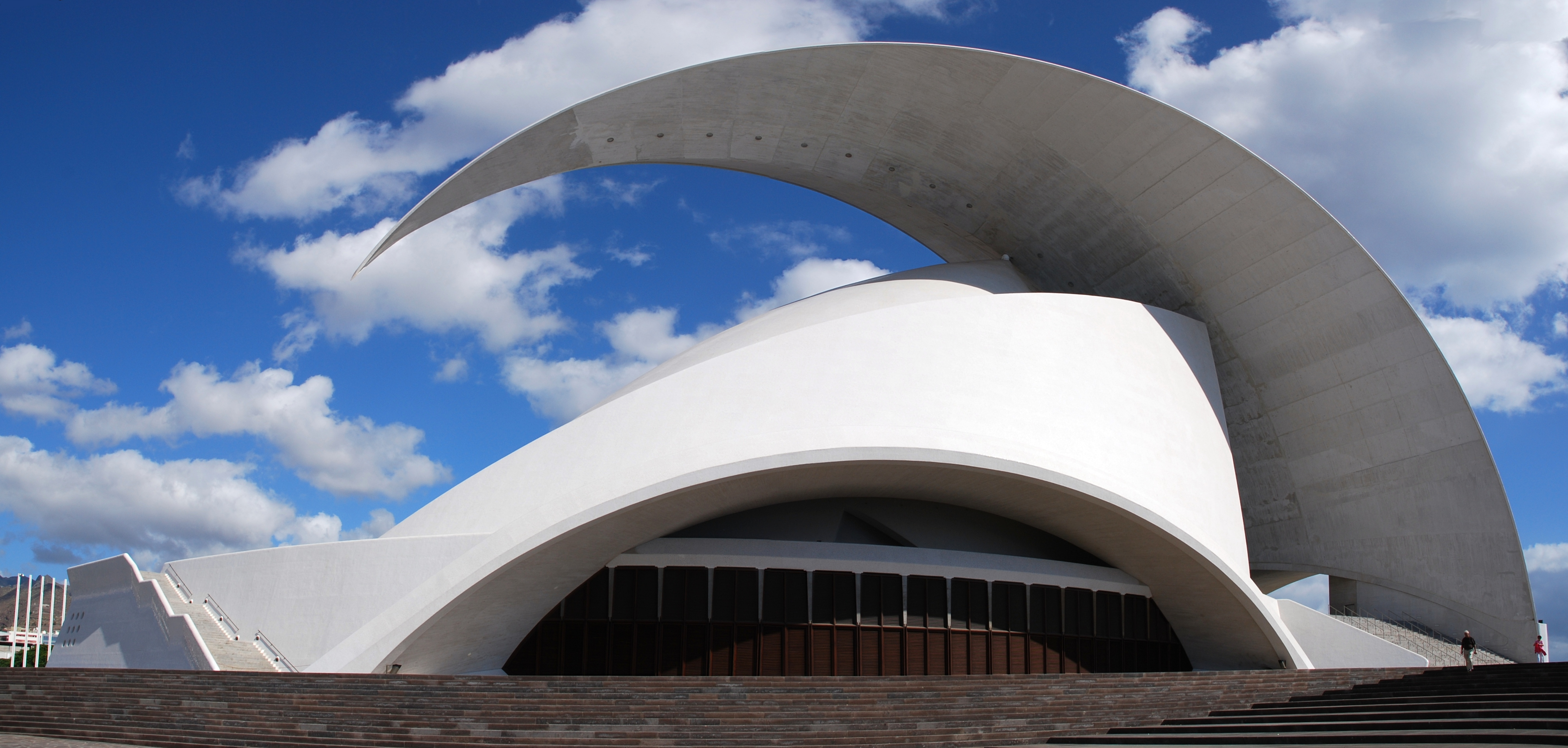
Auditori a Santa Cruz de Tenerife per l'arquitecte Santiago Calatrava

Als últims anys, per part dels diferents governs, ha predominat el concepte de portar a terme grans projectes, a vegades ostentosos, dissenyats per reconeguts arquitectes. Entre ells es podria incloure per exemple, el remodelatge de la Plaça d'Espanya pels arquitectes suïssos Herzog & De Meuron, el nou projecte del francès Dominique Perrault de la Platja de Las Teresitas, el centre Magma Art & Congressos, les Torres de Santa Cruz o l'Auditori de Tenerife. Aquest últim edifici, obra de l'arquitecte espanyol Santiago Calatrava s'alça a l'est del Parc Marítim, a la capital de Tenerife. Un dels seus elements més destacables n'és l'estampa de la vela alada simulant un vaixell, que s'ha convertit en un dels símbols de l'illa.

### Artesania
En aquesta breu secció caldria remarcar l'elaboració del calat i la roseta, dos elements artesanals copsats també pels visitants de l'illa. El calat és una labor de brodat, que requereix gust, paciència i precisió, fonamentada en una tècnica consistent en desfilar un drap tensat a un bastidor per regla general de fusta. El resultat final acostuma a aplicar-se, sobretot, als jocs de taula o d'altres elements decoratius. La roseta es confecciona de manera substancial al municipi de Vilaflor, i consisteix a crear dibuixos amb fils que són encreuats entre fixadors. Aquestes petites peces així elaborades són unides posteriorment obtenint-se panys individuals i composicions.
Aquestes dues varietats artesanals, que requereixen una gran dedicació acostumen a vendre's en nuclis etnogràfics o rurals o en nuclis històrics. Tanmateix, és freqüent trobar als cèntrics carrers de Santa Cruz i d'altres punts turístics, nombrosos locals que ofereixen el que ells denominen joc de taula canari, quan aquesta és realment produït en sèrie mitjançant procediments industrials i no respon per tant als treballs artesanals confeccionats a les Canàries.
En aquest àmbit cal destacar igualment l'ebenisteria. El nord de Tenerife ha proporcionat a la història diversos mestres a la talla que han contribuït amb elements que van des de balcons, gelosies, portes i finestres fins a un original mobiliari carregat d'objectes elaborats en fusta fina. La cistelleria també és una feina d'un cert pes a l'artesania de Tenerife on els seus artesans treballen des de fulles de palma i vares de castanyer a la fibra de l, coneguda pel sector, com la badana, que porta una producció igualment diversa i heterogènia.
Existeix, com a la resta de les Illes Canàries, tota una tradició artesana prop de la terrisseria. L'ús de l'argila procedeix de la primitiva ceràmica portada a terme pels antics guanxes, els quals desconeixien l'ús del torn. Els terrissaires de l'illa treballen l'argila amb les mans, el que imprimeix una gran autenticitat a les seves obres. Entre els objectes realitzats destaquen els destinats a l'utillatge domèstic, rostidors, o els merament ornamentals i de guarniments personal: collarets de comptes o les famoses "pintaderas", un símbol de la iconografia aborigen.
És habitual poder contemplar els quefers d'aquests artesans a diferents fires que normalment s'acostumen a celebrar amb motiu de les festes dels pobles, o ciutats de l'illa.

## Cultura

### Educació

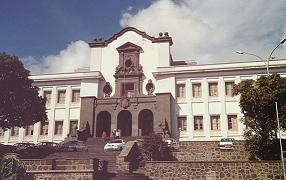
Universitat de San Cristóbal de La Laguna

L'any 1530, Tenerife accedeix a la cultura de la mà de la càtedra de filosofia que, tenen els dominicans al convent de la Concepció de La Laguna. Malgrat això, fins ben avançat el segle xviii no comencen a funcionar les poques escoles que en aquell temps existien.
En aquest sentit, cal recalcar el treball exercit per la Reial Societat Econòmica d'Amics del País, que va crear diverses escoles a San Cristóbal de La Laguna. Va ser el 1846 quan s'instaura el primer institut d'ensenyament secundari per tal de suplir el tancament de la Universitat de San Fernando. Annexa a aquest edifici es va fundar el 1850 la primera Escola Normal Elemental de l'arxipèlag que passaria a denominar-se Escola Normal Superior de Magisteri el 1866. Així es manté aquesta situació, ja que encara que el dictador Miguel Primo de Rivera Orbaneja creés alguns centres, el punt d'inflexió ho suposa la política educativa que va desenvolupar la Segona República, de manera que en a penes quatre anys (1929-1933) quasi es duplica el nombre d'escoles existents.
Posteriorment, l'inici de la Guerra Civil i la ulterior dictadura de Francisco Franco van constituir un considerable retrocés. L'educació a les mans d'ordes religiosos va tenir una certa importància a l'esdevenir dels de Tenerife fins que el 1970 la Llei General d'Educació treu pes a aquestes institucions religioses a favor dels centres públics. Aquests últims, i ja en més petit grau els primers, comencen a multiplicar-se des d'aleshores i són impulsats amb la instauració de la democràcia. Tenerife compta avui dia amb 301 centres d'educació infantil, 297 col·legis de primària, 140 de secundària i 86 instituts de batxiller. A més a més, a l'illa existeixen fins a cinc centres d'estudis universitaris o de postgrau: Universitat de la Laguna (la de més gran presència), Universitat Nacional d'Educació a Distància, Universitat Internacional Menéndez Pelayo, Universitat Alfons X el Savi i Universitat de Vic (Escola Universitària de Turisme de Santa Cruz de Tenerife).

### Investigació

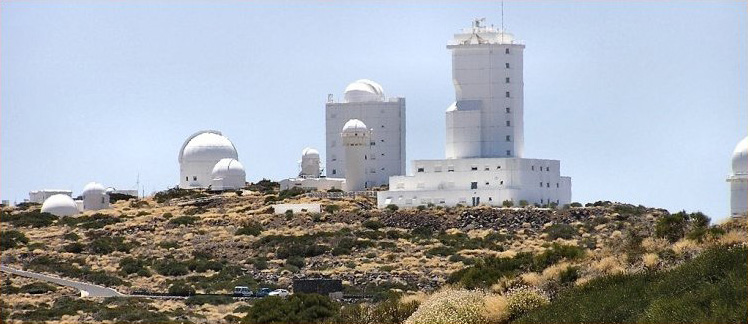
Observatori del Teide, pertanyent al Institut d'Astrofísica de les Canàries

El camp de la investigació, històricament, no s'ha desenvolupat d'una mena especialment rellevant. Malgrat tot, entre els centres que es dediquen a aquesta labor destaca per damunt de tot l'Institut d'Astrofísica de les Canàries que té seu en aquesta illa.
Així mateix es podria citar l'Institut de Bio - Orgànica Antonio González, vinculat a la Universitat de la Laguna. També adherits a aquesta universitat es troben l'Institut de Lingüística Andrés Bello, el Centre d'Estudis Medievals i Renaixentistes, l'Institut Universitari de l'Empresa, l'Institut de Dret Regional i l'Institut Universitari de Ciències Polítiques i Socials a l'igual de l'Institut de Malalties Tropicals (pertanyent a la Ret d'Investigació de Centres de Malalties Tropicals, que disposa de set nodes estesos al llarg del país, un d'ells a les Canàries).
Amb seu a la ciutat del Puerto Cruz es troba l'Institut d'Estudis Hispànics de les Canàries, adscrit a l'Institut de Cultura Hispànica de Madrid. A la ciutat de La Laguna hi ha la delegació canària del Consell Superior d'Investigacions Científiques (CSIC), l'Institut Canari d'Investigacions Agràries, l'Institut d'Estudis Canaris i el Centre Internacional per la Conservació del Patrimoni.
Altres organismes que treballen en l'àmbit de la recerca que tenen seu a Tenerife són l'Institut Tecnològic de les Canàries, l'Institut Vulcanològic de les Canàries, l'Associació Industrial de les Canàries, l'Institut Tecnològic d'Energies Renovables i l'Institut Oceanogràfic de les Canàries emplaçat en la ciutat de Santa Cruz de Tenerife.

### Museus

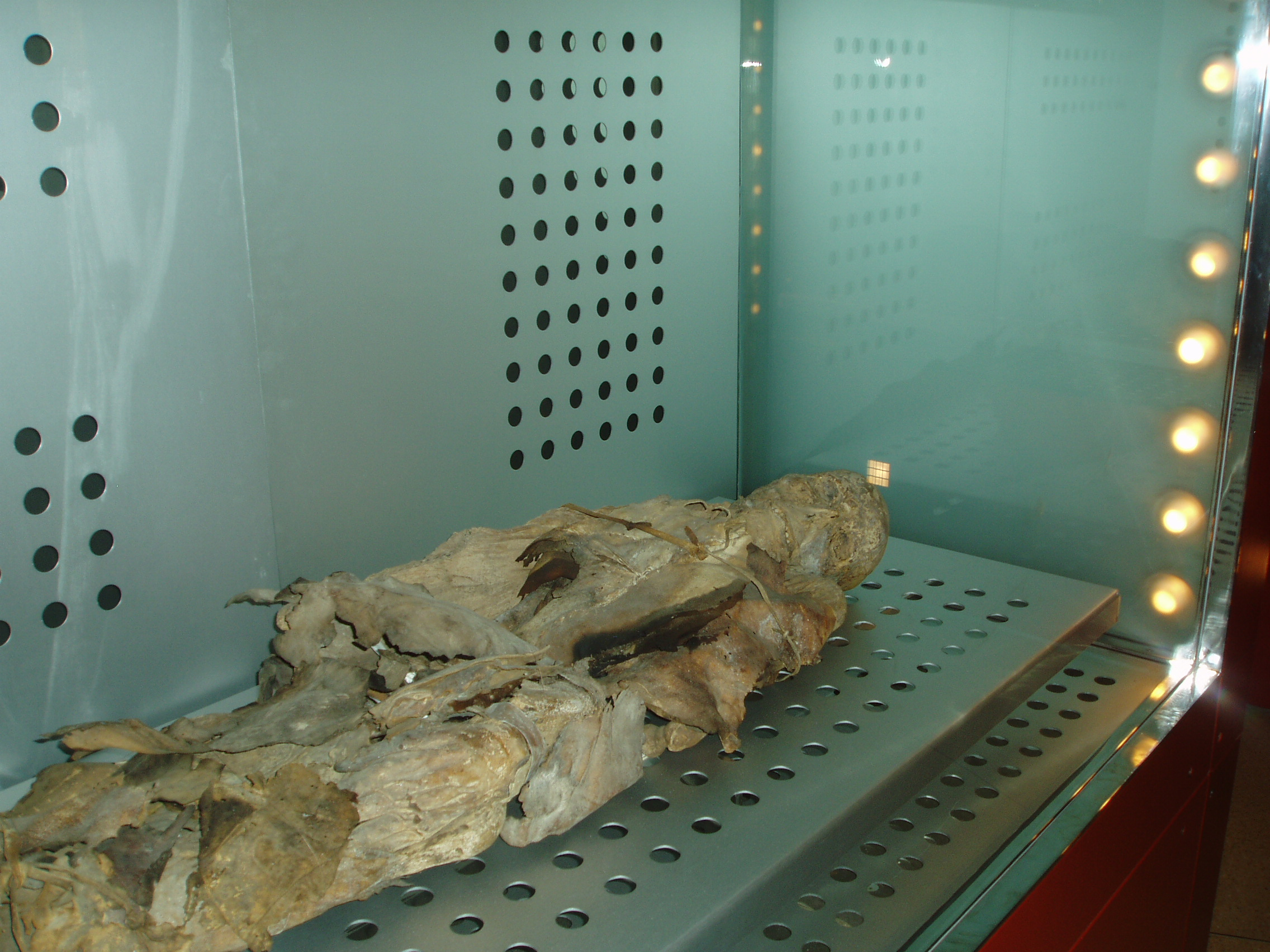
Mòmia guanxe al Museo de la Naturaleza y el Hombre a Santa Cruz de Tenerife

L'illa compta amb diversos recintes museístics de diferent naturalesa que estan sota el domini de diferents institucions. Potser els més destacats siguin els pertanyents a l'Organisme Autònom de Museus i Centres, que disposa dels següents espais:
- Museo de la Naturaleza y el Hombre: localitzat a Santa Cruz de Tenerife, aquest museu ofereix una visió de la riquesa natural de les Illes Canàries i de les poblacions prehispàniques que en elles habitaven. El complex està integrat per tres museus: 
  - Museo de Ciencias Naturales
  - Museo Arqueológico de Tenerife
  - Instituto Canario de Bioantropología
- Museo de Historia de Tenerife: enclavat a la ciutat de La Laguna, el museu d'història presta una visió general del desenvolupament institucional, social, econòmic i cultural de l'Illa entre els segles XV i xx.
- Museo de la Ciencia y el Cosmos: també situat a La Laguna conté les dependències de l'Institut d'Astrofísica de les Canàries aquest museu acosta al visitant a les lleis i principis que regeixen la Natura, des del funcionament del seu propi cos fins al de les estrelles.
- Museo de Antropología de Tenerife: Situat a La Laguna, concretament al Valle de Guerra el Museo de Antropología de Tenerife és una institució pública dedicada a investigar, conservar i difondre la cultura popular.
- Centro de Documentación Canario - Americano (CEDOCAM): Amb domicili a La Laguna té com a missió potenciar les relacions culturals i els elements d'identitat comuns entre les Canàries i Amèrica, així com la conservació, informació i difusió del patrimoni documental compartit.
- Centro de Fotografía Isla de Tenerife: situat a Santa Cruz de Tenerife aquest recinte ofereix un programa anual d'exposicions que permeten el contacte amb tendències i obres de diferents autors de renom i creadors emergents de les mateixes illes. En un futur aquest centre compartirà seu amb l'Instituto Óscar Domínguez de Arte i Cultura Contemporánea.
- TEA - Tenerife Espacio de las Artes: situat també a la ciutat de Santa Cruz de Tenerife aquest museu encara per inaugurar cerca de promoure el coneixement de les diferents tendències de l'art i la cultura contemporanis entre la població local i forana, propiciant l'organització d'activitats culturals, científiques, educatives i tècniques.

Deslligats de l'Organisme Autònom de Museus i Centres destaquen: 
- El Museo Municipal de Bellas Artes, a la capital de Tenerife, que mostra una exposició permanent de pintures i escultures de Josep de Ribera, Federico Madrazo, Joaquín Sorolla i d'artistes canaris com Millares o Óscar Domínguez.
- La Casa del Vino - La Baranda que, pertanyent a l'Associación de Museos del Vinpo de España,[98] està emplaçada al municipi de La salzeda i disposa entre les seves instal·lacions d'una hisenda històrica rústica, un museu que permet de conèixer la història vitivinícola de Tenerife, un restaurant que ofereix menjar típic de la terra, una vinoteca, una sala audiovisual i una sala de degustació.
- La Casa de la Miel: annexa a la Casa del Vino - La Baranda, és una entitat creada pel Cabildo Insular per tal de donar suport i desenvolupar el sector apícola de Tenerife. La Casa de la Miel disposa d'un centre de visitants que ofereix una visió sobre la història del producte a l'illa, el seu procés d'elaboració i serveis d'informació i degustació de les mels de Tenerife, que tenen denominació d'origen.[99]
- Museo de Artesanía Iberoamericana que està situat a l'antic convent de San Benito Abad, de La Orotava. El centre s'enquadra dins del programa de divulgació que executa el Centre de Documentació de l'Artesania d'Espanya i Amèrica,[100] Fundació finançada pel Ministeri d'Indústria, Comerç i Turisme; l'Agència Espanyola de Cooperació Internacional, la Comissió Nacional " Quinto Centenario", la Conselleria d'Indústria i Comerç del Govern de les Canàries i el Cabildo de Tenerife. Té cinc sales especialitzades en Instruments musicals populars, Ceràmiques, Fibres i Art Popular.
- Museo Arqueológico del Puerto de la Cruz: a la ciutat homònima i habilitat sobre un casal tradicional dels segles xviii-XIX, ofereix un fons museogràfic integrat per més de 2.600 registres d'elements de la cultura guanxe i un fons documental que porta el nom de l'investigador Luis Diego Cuscoy.[101]
- Museo Militar Regional de las Canarias, localitzat a Santa Cruz de Tenerife, concretament a l'aquarterament de Almeyda. A les seves sales es presenta tota la història militar de les Canàries, incloent l'atac de l'almirall Nelson, així com d'altres esdeveniments i batalles lliurades a les illes. A part del Museu Històric Militar de les Canàries aquest immoble disposa del Archivo Intermedio Militar de les Canarias i la Biblioteca Militar de las Canarias.[102]

## Festes tradicionals

### Romeries
Les festes populars més tradicionals i esteses a Tenerife són potser les romeries. Aquestes, a cavall entre el pagà i el religiós són manifestacions multitudinàries amb carrosses o carretes, eines i bestiar en honor del patró o patrona del lloc. És freqüent en aquestes festes la reunió de marcats factors identitaris de l'etnografia illenca: folklore, ball, artesania, menjar típic, esports autòctons, on es pot observar gran part dels assistents abillats amb els diferents vestits de mag típics de les illes.
En origen les romeries encarnaven festes de les classes més adinerades de la societat, que es congregaven en veneració dels sants als quals atribuïen bones collites, terres fèrtils, copiositat de pluges, exoneració de determinades malalties i un llarg etcètera. En conseqüència, els allà reunits degustaven els aliments i vins de la terra i, brindaven i compartien els seus béns rendint així homenatge. Aquestes celebracions es van popularitzar de mica en mica i van donar pas a una de les festes més emblemàtiques de l'actualitat.

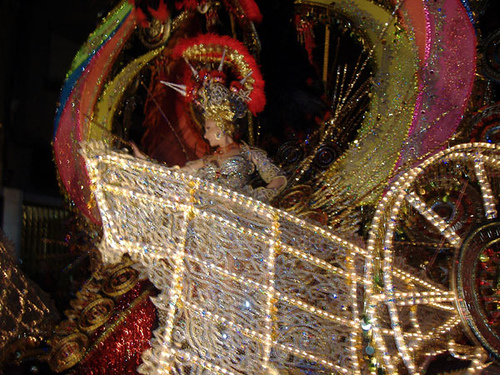
Reina del Carnestoltes de Santa Cruz de Tenerife

Dintre de les grans romeries de l'illa es pot assenyalar les romeries de Sant Marc a Tegueste, on les carretes són decorades amb productes del camp (llavors, cereals, flors, etc.), Sant Isidre Labrador a Los Realejos, Sant Isidre Labrador i Santa María de la Cabeza a La Orotava, Sant Benet Abat a La Laguna, Sant Roc a Garachico i Sant Agustí a Arafo.

### Carnestoltes
Potser la festa de més gran repercussió nacional i internacional sigui el Carnaval de Santa Cruz de Tenerife, no en va declarat Festes d'Interès Turístic Internacional d'Espanya A part de la capital, el carnestoltes se celebra a múltiples localitats del nord i sud de l'illa, però és a la primera on té una més gran envergadura. Són múltiples els concursos que es programen: "murgas", comparses, rondalles, agrupacions, etc. Amb l'elecció de la reina adulta es dona fi a aquests i comença el que els de Tenerife denominen carnestoltes al carrer amb importants concentracions de participants en el centre de Santa Cruz, que s'allarguen durant deu dies de festa.

### Corpus Christi

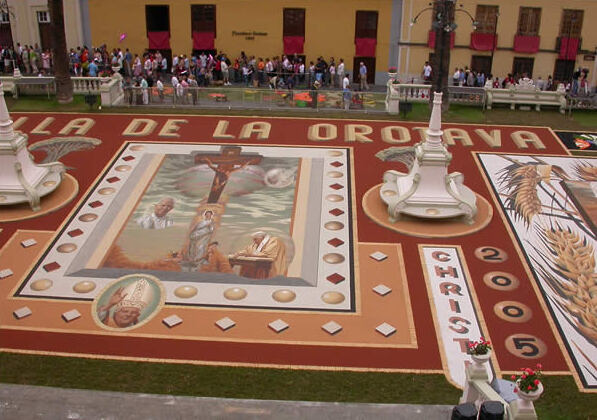
Tapís de la Plaça de l'ajuntament a La Orotava.

Amb marcat caràcter religiós es troba la festivitat del Corpus Christi, on és habitual la confecció de catifes florals als carrers. A títol especial es poden incloure les realitzades a La Orotava, on es pot contemplar un tapís de considerables dimensions confeccionat a la plaça de l'ajuntament mitjançant terres volcàniques de diverses tonalitats, extretes del Parc Nacional del Teide que, després de la celebració són tornades a fi de respectar l'entorn del Parc. La festivitat del Corpus Christi de La Orotava està declarada Bé d'Interès Cultural a la categoria d'Activitat Tradicional d'Àmbit Insular.

### Setmana Santa
Al capítol de celebracions a ressenyar de l'illa de Tenerife caldria dir la Setmana Santa. Aquesta se celebra a tots els municipis però probablement és a La Laguna, La Orotava i Los Realejos on adquireix especial significat. En aquest sentit destaquen principalment les processons que es desenvolupen durant Dijous Sant, Divendres Sant i Diumenge de Resurrecció.

## Comunicacions

### Carreteres

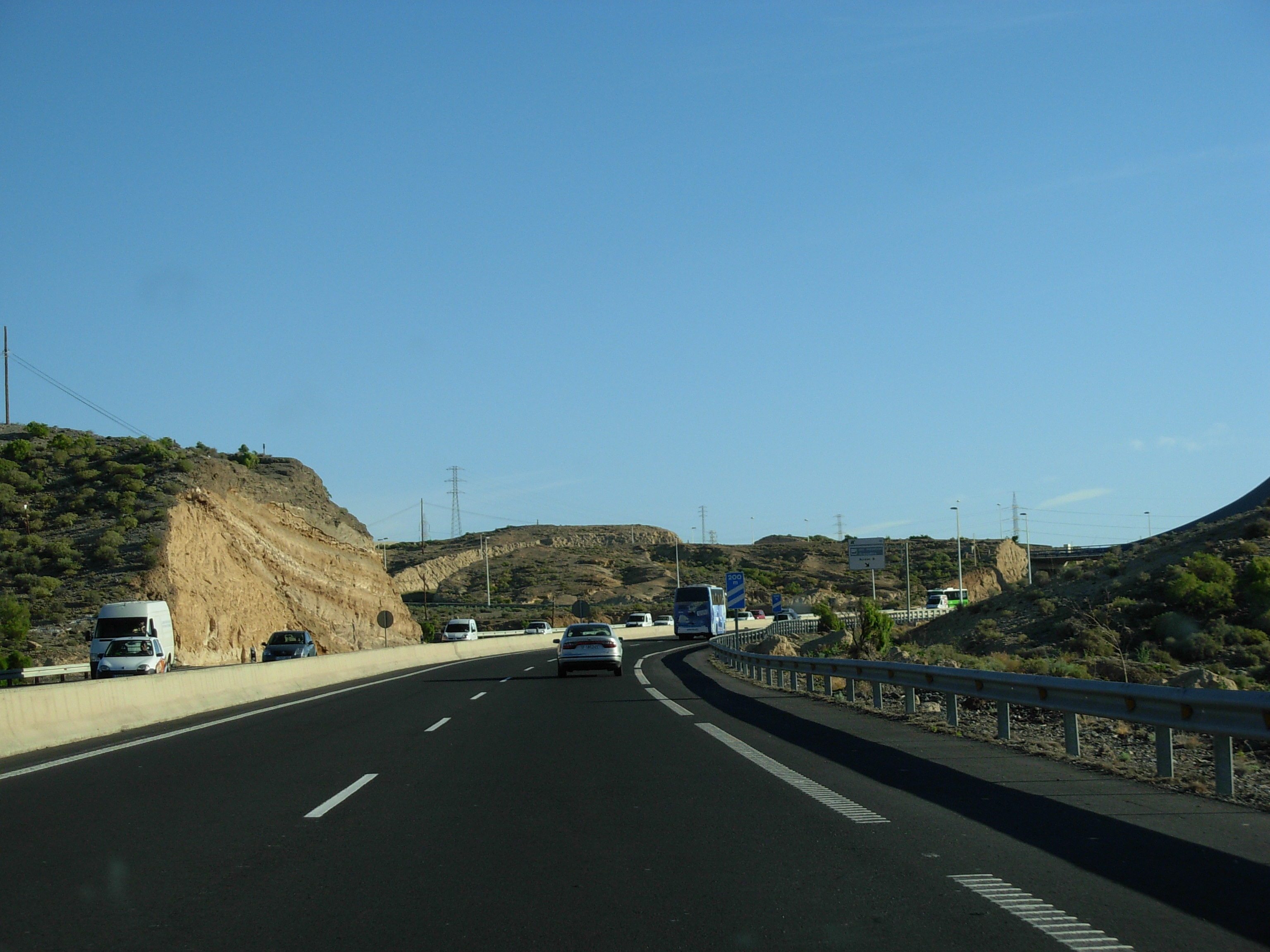
Autopista del Sud (TF1) a Tenerife

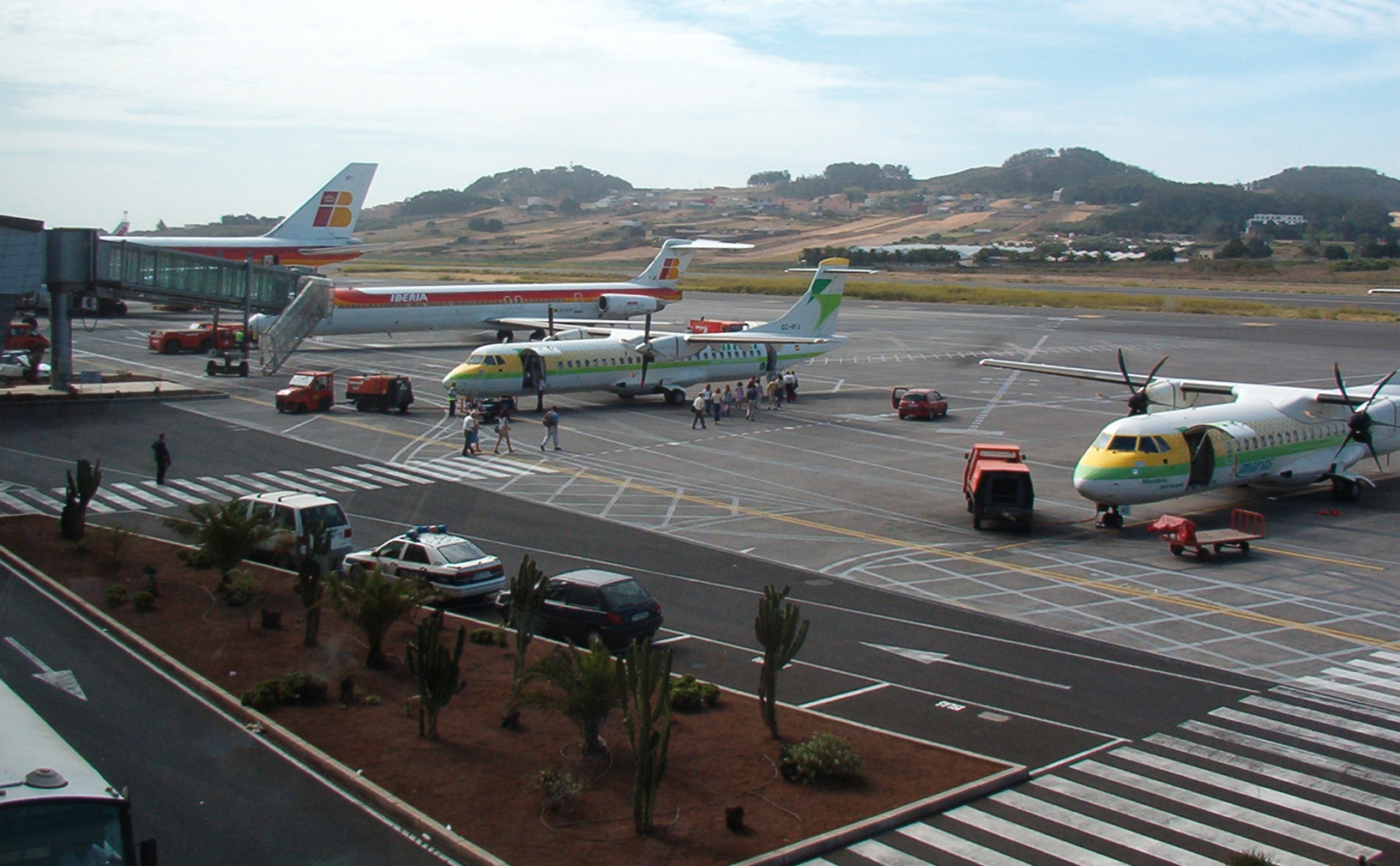
Aeroport Tenerife Nord

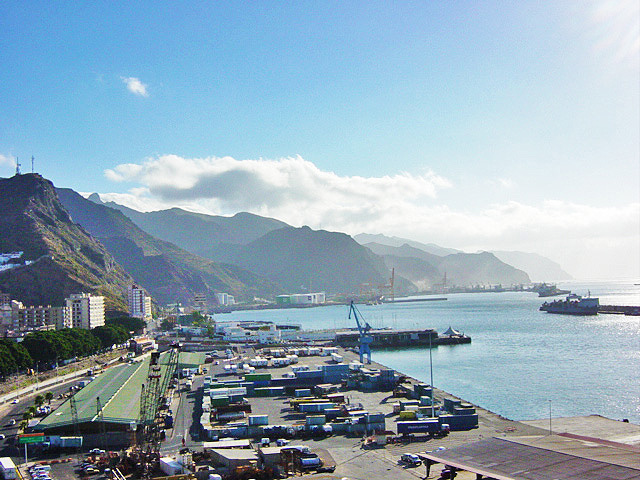
Port de Santa Cruz de Tenerife

Les principals comunicacions que es produeixen a Tenerife s'estableixen per carretera. Les més importants són l'Autopista del Sud i l'Autopista del Nord, que parteixen des de la zona metropolitana cap a les zones sud i nord respectivament. Aquestes dues autopistes estan connectades mitjançant l'Autovia d'Interconnexió Nord - Sud també als afores de l'àrea metropolitana. Dins de la xarxa de carreteres de l'illa existeixen d'altres de més petita importància que les anteriors però es pot destacar l'Autovia de San Andrés i l'Autovia de Penetració de Santa Cruz de Tenerife, ambdues a Santa Cruz de Tenerife. Així mateix està previst la construcció d'una autovia de circumval·lació nord de l'àrea metropolitana de Santa Cruz de Tenerife-La Laguna. Aquesta autovia pretén de comunicar els nuclis de Guamasa i Acorán, mitjançant Los Baldíos, Centenero, Llano del Moro, El Sobradillo,El Tablero, El Chorrillo, entre altres barris. La via tindrà aproximadament 20 km i un cost estimat de 190 milions d'euros.

### Aeroports
El principal mitjà per arribar a Tenerife és l'avió. Existeixen dos aeroports a l'illa: l'aeroport Tenerife Sud també denominat Reina Sofia) i l'aeroport Tenerife Nord (també anomenat aeroport de Los Rodeos). Encara que l'aeroport Tenerife Sud és el que rep un més gran nombre de passatgers, tots dos disposen de vols regulars amb les capitals d'altres illes, amb moltes ciutats peninsulars (Madrid, Barcelona, Sevilla, València, Màlaga, Bilbao, etc.), amb ciutats europees de Gran Bretanya, Alemanya, França i Itàlia entre altres i també amb ciutats americanes i africanes. Tenint en compte els dos aeroports, Tenerife és l'illa canària que, anualment, rep un més gran nombre de passatgers i realitza més gran nombre d'operacions. A causa del turisme, és fàcil trobar vols directes més econòmics amb les principals ciutats alemanyes o britàniques que amb les peninsulars.

### Ports
A més a més de l'avió, Tenerife té dos ports marítims principals que li serveixen de connexió. El Port de Santa Cruz que connecta amb les capitals de cada illa, i en particular amb aquelles de la província oriental, i el Port de Los Cristianos, que se centra en més gran manera en les comunicacions amb les capitals de la província de Santa Cruz de Tenerife. A més a més és possible el trànsit de passatgers entre els Ports de Santa Cruz de Tenerife i Cadis i viceversa. Està previst construir un gran port d'importància al sud de l'Illa, el de Granadilla, i un altre a la part oest, a Fonsalía.

### Guaguas
L'illa compta també amb una extensa xarxa d'autobusos (anomenats "guaguas") tant urbans com interurbans que connecten la gran majoria dels nuclis de població. Per fer-ho compta amb estacions d'autobusos en totes les ciutats, com l'Intercanviador de Transports de Santa Cruz de Tenerife.

### Tramvia

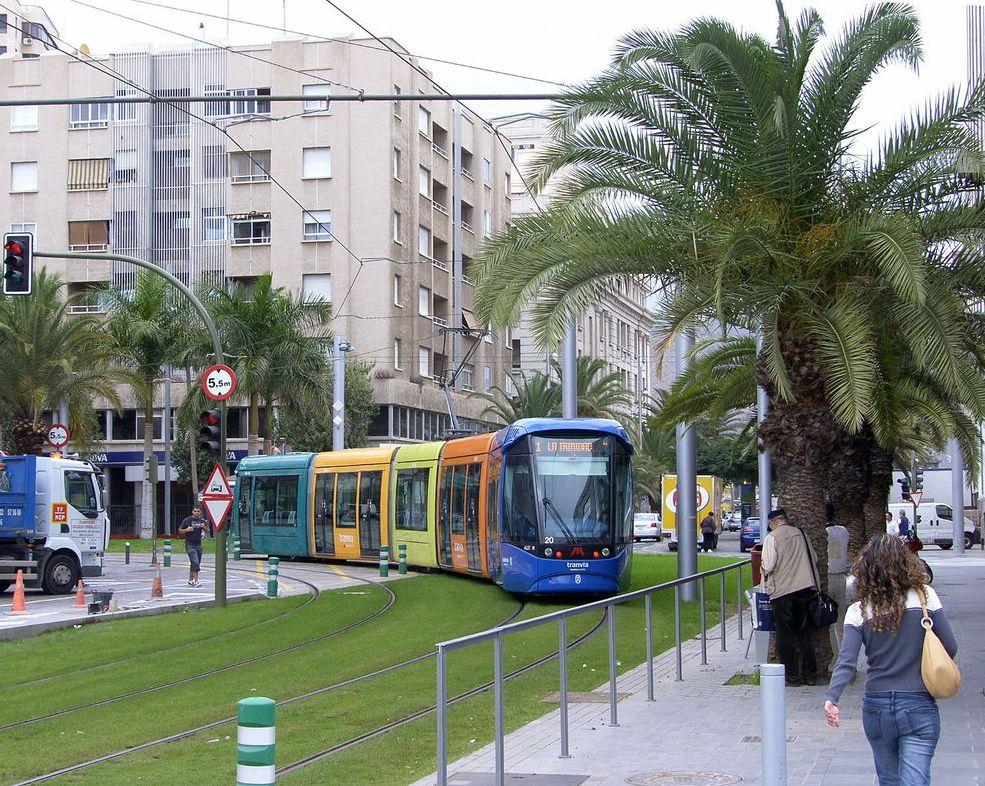
Una unitat del tramvia de Tenerife

La línia 1 del Tramvia de Tenerife, que uneix destacats sectors de la conurbació Santa Cruz-La Laguna i punts com els dos centres hospitalaris de la zona, va ser la primera d'una futura xarxa tramviària. La segona fase s'espera que uneixi els barris de Tincer (pertanyent a Santa Cruz) i La Cuesta (La Laguna), mitjançant la línia 2.
Pertanyent a la mateixa empresa que explota el tramvia, el 2008 s'espera que comenci, després de l'aprovació de la construcció pel ple del Cabildo de Tenerife el 27 d'abril de 2007, els treballs per habilitar un tren que unirà Santa Cruz de Tenerife amb el sud de l'illa. El recorregut total serà de 80 km i té previst realitzar el seu trajecte complet en 35 minuts i si hagués de parar en totes les estacions, ho faria en 45 minuts.

## Esports
A Tenerife es poden practicar gran quantitat d'esports, tant a l'aire lliure com a les diferents instal·lacions disponibles en tota l'illa.

### Esports autòctons
Entre els esports canaris practicats a l'illa, destaquen els següents:

#### Lluita canària

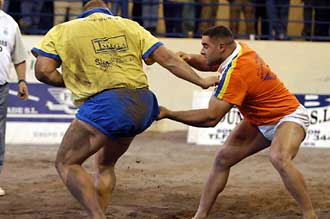
Una agafada a Lluita Canària

La lluita es desenvolupa dintre d'un cercle, en general de sorra, denominat terregall. En aquest lloc, dos lluitadors s'encaren [agafats intentant de tirar-se a terra. A Tenerife hi ha 26 terregalls distribuïts per alguns municipis de l'illa, utilitzats pels 26 equips masculins federats i els dos equips femenins. L'illa compta a més a més amb una lliga escolar organitzada pel Cabildo i amb un programa de promoció d'aquest esport posat en marxa per institucions, federacions i clubs on participen 24 escoles de lluita.

#### Pal canari
El joc del pal canari, és un art marcial que es practica entre dos jugadors que, sense contacte amb el cos de l'adversari, realitzen un combat amb pals. El joc del pal, a l'origen, no tenia caràcter lúdic, sinó que era un mètode de combat utilitzat pels canaris precolonials. Ho van fer servir contra els europeus, però després de la cristianització, i la posterior repressió i prohibició, es va perdre i només es va conservar a unes poques famílies, que ho van ensenyar de generació a generació. A dates recents s'han obert escoles de pal públiques.

#### Bola canària
Similar al joc francès de la petanca, la bola canària és un esport que bàsicament consisteix a sumar punts mitjançant el llançament d'unes boles que cal deixar allò més a prop possible d'un objecte anomenat bolig. Es juga en un terreny rectangular de sorra o terra per entre 18 i 25 m de llarg i una amplada per entre 3,5 i 6 m. A Tenerife es competeix a nivell federat existint una trentena d'equips que s'organitzen en tres categories (primera, segona i segona B). A Tegueste existeix una federació interna i independent que només funciona a aquest municipi i els equips poden ésser mixtos.

#### Esports Rurals
A l'illa es practiquen d'altres manifestacions esportives relacionades amb l'àmbit rural, com l'aixecament de pedres i l'arrossegament de bestiar, aquest últim amb un creixent arrelament popular en disposar d'un campionat que organitza l'Associación Canaria de Arrastre. A l'abril acostuma a celebrar-se a Tegueste una exhibició d'esports rurals de les Canàries.

### Esports aquàtics

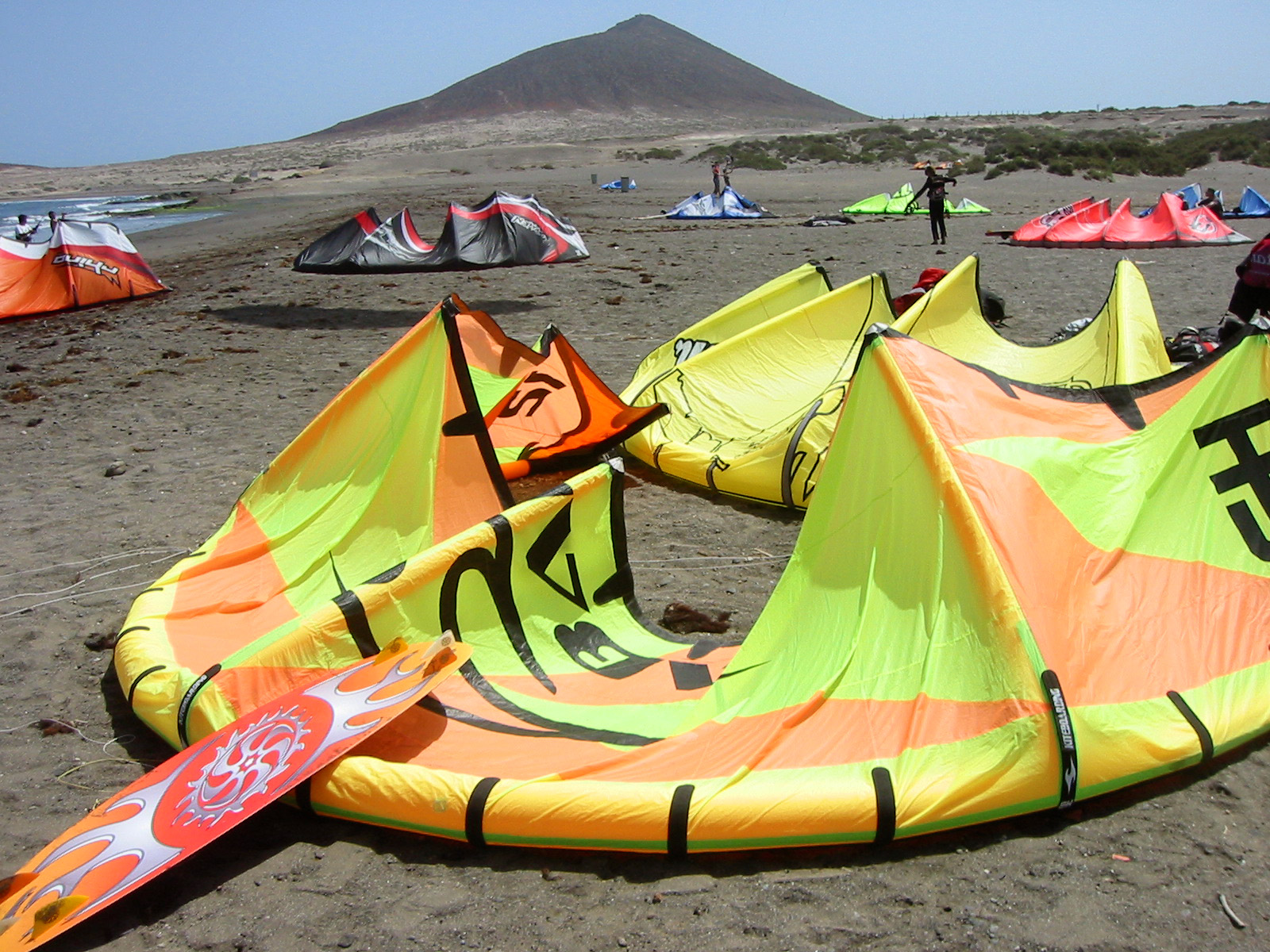
Preparació per una jornada de surf d'estel a El Médano.

Les condicions de mar i el clima fan que l'illa sigui idònia per la pràctica d'una àmplia varietat d'esports aquàtics.

#### Surf, surf de vela i surf d'estel
Es practiquen tant el surf tradicional, lliscant sobre les onades damunt una taula, com el surf de vela o surf de vela en què la taula es desplaça gràcies a una vela i com el més recent surf d'estel, en el que la força necessària per a la navegació s'obté d'un estel. L'illa compta amb deu escoles, una d'elles participada pel Cabilde, i diversos cursos dedicats a l'aprenentatge d'aquests esports. Les principals zones per la pràctica d'aquestes disciplines són El Médano, Platja de Las Américas, la costa de Santa Cruz de Tenerife, Güímar i les costes de Valle de La Orotava, principalment a la Playa del Socorro a Los Realejos. A algunes d'elles s'han celebrat diverses proves del Grand Slam puntuables per la World Cup a les disciplines d'"onades", "eslàlom" i "course race".

#### Submarinisme
Igual que succeeix amb el surf i el surf de vela, es poden trobar escoles de submarinisme per tota la costa de Tenerife. Existeixen fins a trenta punts d'immersió repartits pel seu litoral on no només és possible descobrir una interessant flora i fauna marines, sinó també restes vaixells enfonsats. Dins dels millors llocs per al busseig es troben, entre d'altres, Las Galletas, Playa Paraíso i la Punta de la Rasca al Sud, així com Garachico, Puerto de la Cruz o la Punta de Teno al Nord. A Tenerife concorren un gran nombre de clubs de busseig, tant per la pràctica com per l'aprenentatge. Un d'ells, també com en el cas del surf de vela sota les directrius del Cabildo de Tenerife al Centro Insular de Deportes Marinos (CIDEMAT). Destaca la presència d'espècies com la tortuga babaua, i d'una colònia permanent de balenes pilot, també sota el nom de calderons tropicals enfront de les costes del Sud, albirant-se igualment amb freqüència el dofí mular. Aquestes dues espècies de cetacis viuen de forma permanent al canal existent entre Tenerife i La Gomera.

#### Natació
La natació és un dels esports més practicats ja sigui a piscines o a les costes de l'illa. D'aquesta manera no solament la natació, sinó el waterpolo, amb el Club Natación Martiánez a la Divisió d'Honor de la Lliga Espanyola, la natació sincronitzada, amb diverses integrants al combinat nacional, o les proves de llarga distància Copa Cabildo de Tenerife d'Aigües Obertes són modalitats destacades.

#### Embarcacions
Com és lògic, també es practiquen diferents modalitats d'esports aquàtics desenvolupades a bord d'embarcacions. D'aquests esports, se celebren a l'illa diferents competicions de Vela llatina, Laser, Snipe,o d'Optimist, per exemple.
Tenen lloc esdeveniments d'índole insular, regional, nacional i també internacional.
Un altre esport que podríem englobar en aquesta categoria és la pesca d'altura, existint clubs a l'illa per fer-ho. També és possible desenvolupar excursions marítimes amb aquest fi. A més a més existeix un campionat insular de pesca d'altura.

### Esports aeris

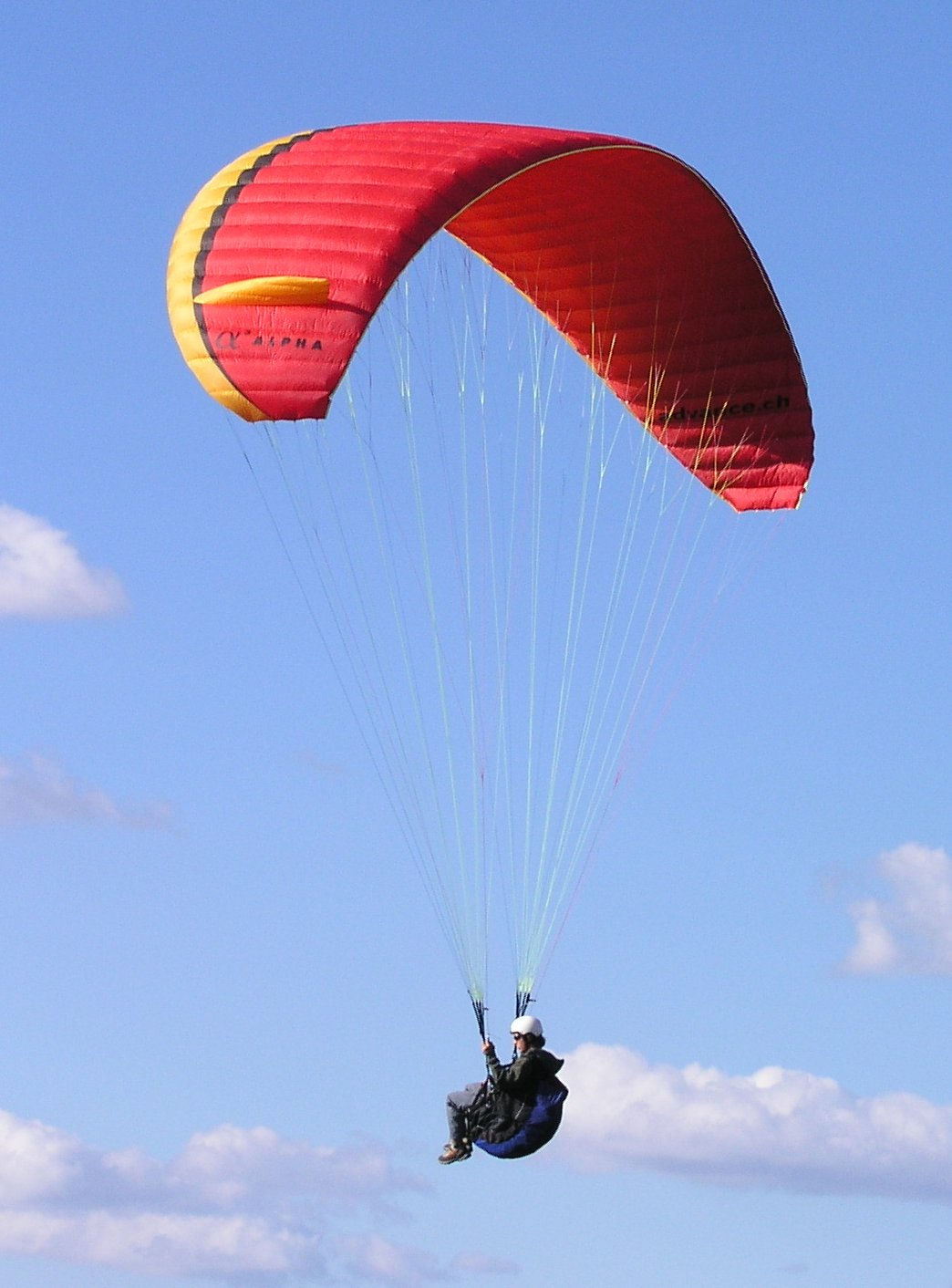
Parapent

Els esports aeris com el paracaigudisme i per damunt de tot el parapent tenen un paper important. A Los Realejos se celebra el Festival Internacional de Parapente (Flypa). Existeixen a l'illa més de 40 enlairaments freqüentats dels quals els més assenyalats són:
- Izaña Sur i Izaña Norte: Cordillera Dorsal (Izaña, 2.350 msnm d'altitud), km 31 y km 34 de la carretera dorsal TF-24 La Laguna - Las Cañadas
- La Corona (Los Realejos)
- Los Patos (Santa Úrsula)
- Cruz de la Lajita (La Orotava)
- Tierra del Trigo (Los Silos)
- Los Gigantes (Teno)
- Mesa del Mar (Tacoronte)
- Teno Alto
- Mirador de El Tanque (El Tanque)
- Ladera de Güímar (Güímar)
- Las Gaviotas (Santa Cruz)
- Valle de San Lorenzo (Roque de Jama)
- Montaña de Fasnia (Fasnia)
- Ifonche y Taucho (Arona - Adeje)

### Esport del motor
L'esport del motor ocupa un lloc significatiu a Tenerife. El motocròs, el karting i els ral·lis són tres varietats que trobem a l'illa. Durant tot l'any es porten a terme competicions de ral·li, a les seves diferents especialitats, valedores per al campionat regional de les Canàries. Pel que fa a la modalitat de ral·lis d'asfalt es realitzen tres proves. Aquestes són el Rally Isla de Tenerife, Rally de La Granadilla i Rally Villade Adeje. La categoria de muntanya té set proves (pujada a los Loros, pujada a Guía de Isora, pujada a Güímar, pujada Arona-La Escalona, pujada a Tamaimo, pujada San Miguel i pujada a La Guancha). D'altra banda, a la categoria de terra, als municipis d'Arico i Grandilla es realitzen dos ral·lis. Finalment, a la modalitat d'eslàlom, destaca la prova d'Arico.

### Altres esports
A més a més dels citats, a l'illa es practiquen d'altres esports dels quals la següent és una petita relació:
Voleibol
El voleibol és l'esport més llorejat dels existents a l'illa. Dintre d'aquesta disciplina esportiva destaca a la categoria femenina, de manera clara, el campió europeu Club Voleibol Tenerife que participa en la Superlliga femenina espanyola. Altres dos combinats a subratllar en aquest aspecte són el femení Club Voleibol Aguere i el masculí Arona Playa de las Américas que competeix a la Superlliga masculina de voleibol. Fruit de l'èxit dels diferents clubs de voleibol s'observa un creixent interès per aquesta pràctica esportiva als escolars de Tenerife.
Futbol
Com succeeix a gran part de la resta d'Europa occidental el futbol és l'esport més practicat i seguit pel conjunt dels de Tenerife. La Federación Tiferneña de Fútbol compta amb un total de 305 equips federats que competeixen en les diferents categories en el conjunt de camps de futbol que es reparteixen al territori illenc. D'altra banda, el màxim exponent de Tenerife pel que fa a futbol es refereix és el Club Deportivo Tenerife, equip de la Segona divisió de la lliga espanyola de futbol. Un altre equip de Tenerife, el Club Esportiu San Isidro participa en la Segona Divisió B.
Bàsquet
A Tenerife també existeix la possibilitat de practicar el bàsquet. Igual que en el cas del futbol, voleibol, i fins i tot handbol, karate, etc. molts col·legis i instituts ofereixen la possibilitat d'aprendre i aprofundir en la pràctica d'aquest esport. A més a més es troben a l'illa diversos equips federats. En concret, a la lliga LEB s'integren dos equips d'aquesta illa: el Tenerife Rural i el Club Baloncesto Canarias.
Senderisme
L'extensa xarxa de camins existents a Tenerife permet la pràctica del senderisme. Són nombroses les associacions o companyies que organitzen aquestes excursions pels boscos, muntanyes o camins rurals de l'illa. En aquesta línia es troba el descens de barrancs, una especialitat que permet de recórrer llocs inaccessibles i de gran valor natural i paisatgístic. Ho pot practicar qualsevol persona, ja que hi ha barrancs per qualsevol nivell. Bàsicament consisteix a recórrer els camins que ha obert l'aigua entre les muntanyes al llarg de milers d'anys. Atenent les característiques i singularitats de cada barranc calen cordes i material d'escalada per practicar amb la tècnica del ràpel si fos necessari. Encara que hi ha barrancs en els que aquesta pràctica està prohibida són quatre els barrancs especialment habilitats per al descens:
- Barranc del Carrizal
- Barranc de Masca
- Barranc Seco
- Barranc del Río

#### Golf
El golf és un esport que a Tenerife compta amb unes bones i extenses instal·lacions per la seva pràctica. Malgrat tot, és una disciplina orientada principalment al turisme que deixa unes importants quantitats de diners a l'illa però que com a contrapartida consumeix una gran quantitat dels recursos hídrics disponibles. Existeixen en resum nou camps de golf:
- Real Club de Golf de Tenerife
- Abama Golf
- Golf Las Américas
- Golf Costa Adeje
- Golf del Sur
- Amarilla Golf & Country Club
- Centro de Golf Los Palos
- Buenavista Golf
- Golf La Rosaleda

## Sanitat

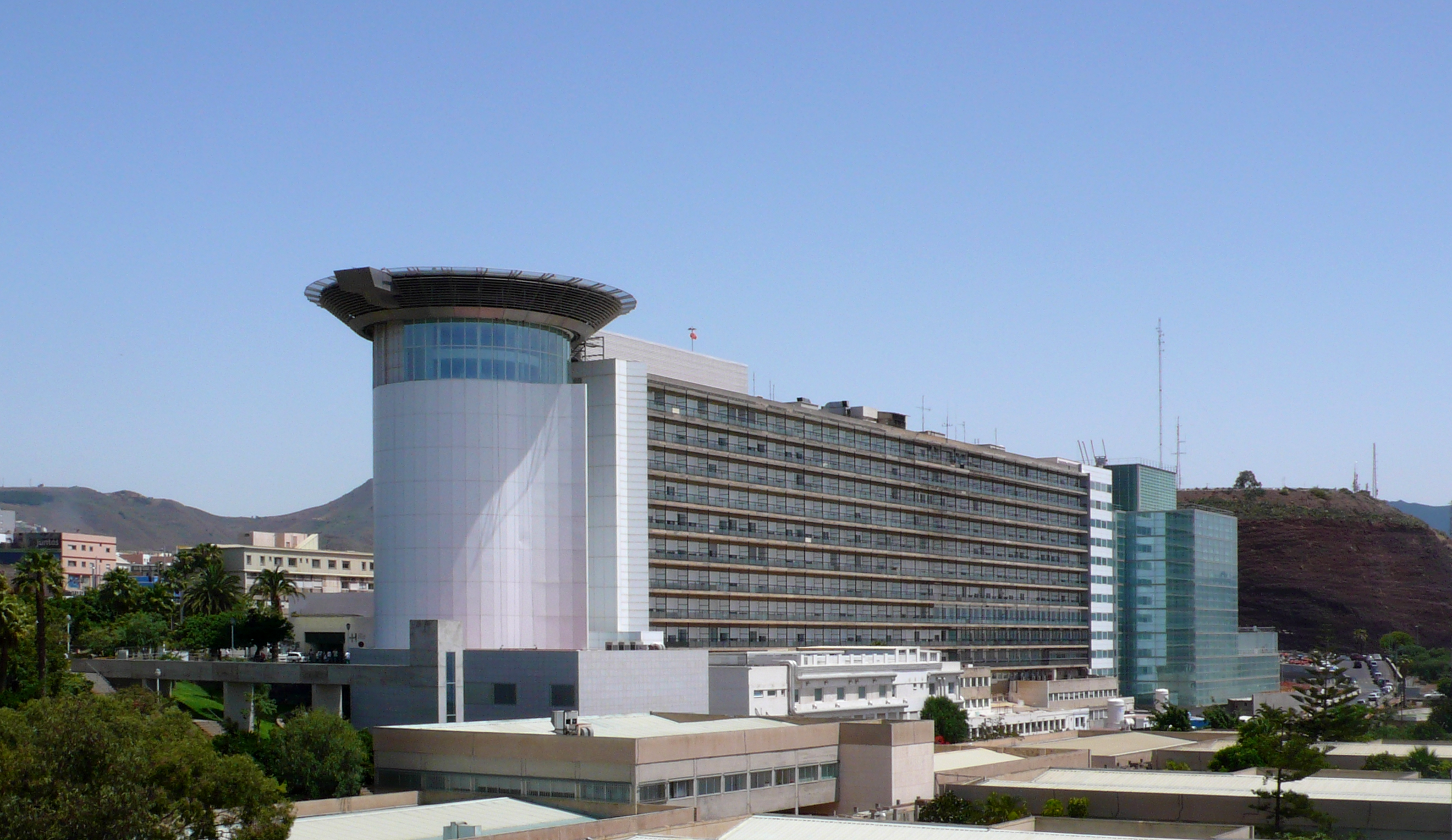
Hospital Universitari de les Canaries a San Cristóbal de La Laguna

Els principals centres sanitaris de l'Illa són l'Hospital Universitari de les Canàries i l'Hospital Universitari Nostra Senyora de Candelaria. Tots dos són hospitals de tercer nivell, és a dir, d'atenció especialitzada i de referència en algunes especialitats per tota les Canàries. Estan incorporats a la xarxa docent de la Universitat de la Laguna. Malgrat tot, pertanyen a organismes diferents, ja que el primer es troba sota les directrius del Consorci sanitari de Tenerife i el segon del Servei canari de salut.
A més a més, recentment s'han construït dos nous hospitals perifèrics en les zones nord i sud de l'illa, concretament als municipis d'Icod de los Vinos i Arona respectivament: L'Hospital del Norte de Tenerife i l'Hospital del Sur de Tenerife. Aquests centres tindran, d'acord amb la seva classificació com a hospitals de segon nivell, amb serveis d'hospitalització, diagnòstic avançat, urgències, cirurgia més gran ambulatòria, rehabilitació, etc. Els hospitals de tercer nivell i els futurs de segon nivell junt amb els 39 centres d'atenció primària i els múltiples centres d'atenció especialitzada completen les infraestructures sanitàries de Tenerife.

## Religió

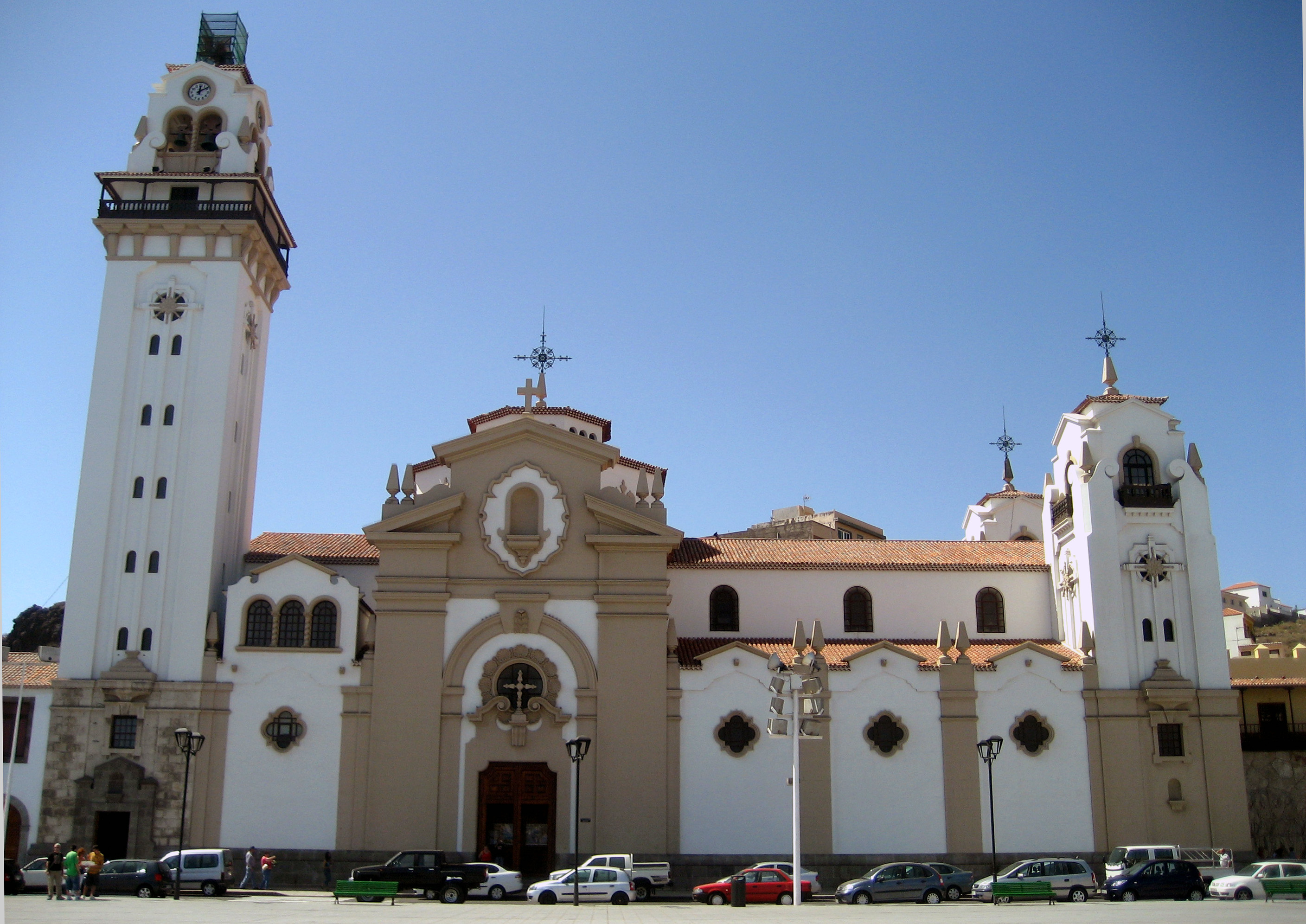
Basílica de Candelaria a la ciutat de Candelaria. És el santuari de la Verge de Candelaria (Patrona de les Canàries).

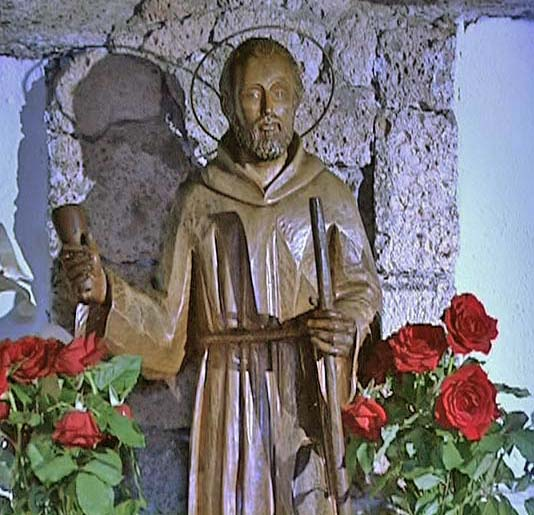
Pedro Betancur, missioner franciscà a Guatemala nascut a Tenerife. Va ser el primer canari a ser canonitzat per l'Església catòlica romana. Aquest sant és molt venerat a Tenerife.

Igual que succeeix a la resta d'Espanya, la societat de Tenerife es declara majoritàriament catòlica. Malgrat tot, els creixents corrents migratoris (turisme, immigració, etc.) estan incrementant el nombre de fidels d'altres religions que es donen cita en l'illa. Són nombroses les advocacions que existeixen, tanmateix, aquí té lloc cada any una de les pelegrinacions més importants de l'arxipèlag, a causa de la celebració de la festivitat de La Verge de Candelaria, qui representa la unió de les cultures guanxe i espanyola. Els guanxes van prendre com pròpia la imatge que els missioners de Lanzarote i Fuerteventura van deixar a una platja pròxima l'actual Vila Mariana de Candelaria. La història i la llegenda d'aquesta imatge, s'entrellacen i donen pas al culte i pelegrinatge que fins als nostres dies mantenen els habitants de les illes i de Tenerife en particular. En aquest aspecte, cal anomenar també a la Verge dels Remeis, la qual és la patrona de la Diòcesi Nivariense (Diòcesi de Tenerife).
Pel que fa als principals nuclis o temples religiosos destaquen:
- Basílica de Candelaria: és el lloc on es troba la imatge de la Verge de Candelaria (Patrona de les Canàries). Aquest santuari d'estil neoclàssic és freqüentat diàriament pels feligresos que es dirigeixen fins a la Vila Mariana en devoció a la seva patrona.

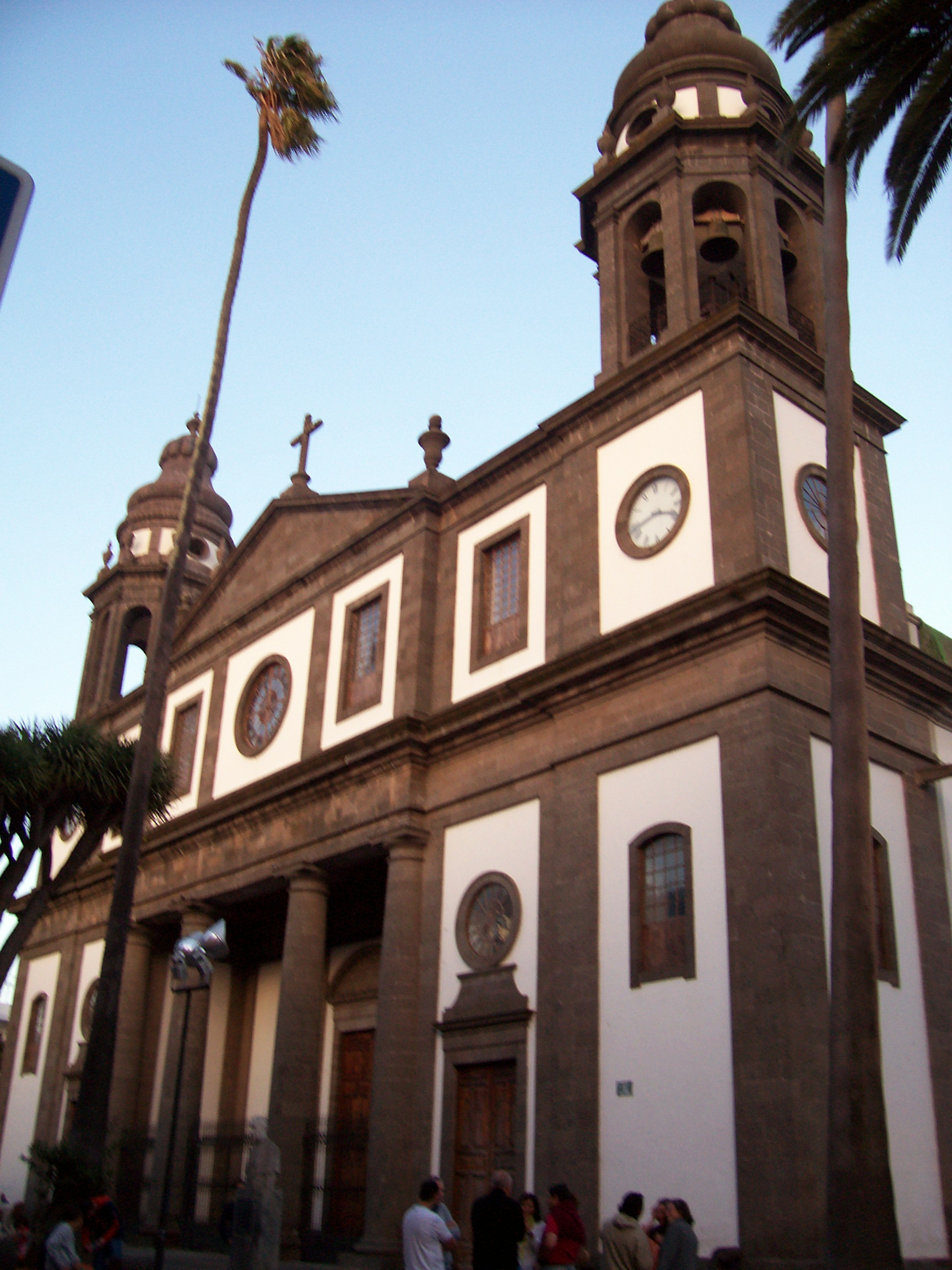
Catedral de La Laguna, seu de la Diòcesi Nivariense.

- Catedral de la Laguna: és la seu de la Diòcesi Nivariense. Es venera la Verge dels Remeis. Consisteix en un edifici que s'adiu elements neogòtics amb neoclàssics localitzat a la ciutat de La Laguna. Actualment, i des de fa alguns anys es troba tancada al culte a causa d'unes obres de restauració i reconstrucció.
- Real Santuario del Santísimo Cristo de La Laguna: és un dels temples espirituals més importants de Canàries, això és perquè en el seu interior es venera la miraculosa imatge del Santíssim Cristo de La Laguna, el qual és una de les imatges religioses més venerades de les Illes Canàries i un símbol de la ciutat de San Cristóbal de La Laguna.
- Parròquia Matriu de l'Apòstol Santiago: aquest temple, situat a l'actual població de Los Realejos, és el primer temple cristià edificat a l'Illa de Tenerife després de la conclusió de la conquesta, estant dedicat a Apóstol Santiago, per haver-se donat per conclosa la fase bèl·lica de la conquesta el 25 de juliol de 1496; i, juntament a la Parròquia de la Concepció de la Laguna, una de les dues primeres parròquies de l'Illa.
- Església de la Concepció de La Laguna: es tracta un dels edificis més antics de Tenerife, subalterna a construir per Alonso Fernández de Lugo. Ha estat declarat Monument Històric Nacional.[1] Al seu entorn es va organitzar tot l'entramat que va donar lloc a la ciutat de San Cristóbal de La Laguna. Actualment, es pot accedir a la part alta de la torre per contemplar gran part de la ciutat.

Hi ha d'altres edificis religiosos d'una certa rellevància, com pot ser l'església de la Concepció, la de Sant Agustí i Sant Domènec a La Orotava, el Temple de Nostra Senyora de la Roca de França, al Puerto de la Cruz, el de Sant Marc Evangelista a Icod de los Vinos o el de Santa Anna a Garachico, així com l'església de la Concepció de Santa Cruz de Tenerife.

## Gastronomia

### Peixos
Com és lògic per la influència marina, els productes del mar gaudeixen d'una certa abundància tant en quantitat com en varietat. Entre les espècies més copsades estan les velles, i també, entre d'altres, la salpa, el dot, el nero. Destaquen també els diversos tipus de túnids que abunden a les seves costes. Els verats, sardines i sorells també han de ser citats entre els peixos més consumits. Una altra espècie que gaudeix d'una certa fama és la morena, que s'acostuma a servir fregida. Aquestes varietats marines s'acostumen a preparar simplement passades per les graelles, cuites, o a la llosa, a la sal. És freqüent que s'acompanyin amb "mojo" i patates arrugades.

### Carns
A l'apartat de carns, és un plat molt popular la típica carn de festa (tacs de porc adobats) que es prepara per les festes dels pobles a parades de fira), bars i cases particulars. El conill en salmorejo, el cabrit, i naturalment el boví, el porc i les carns d'au són també consumides habitualment.

### Papas arrugadas

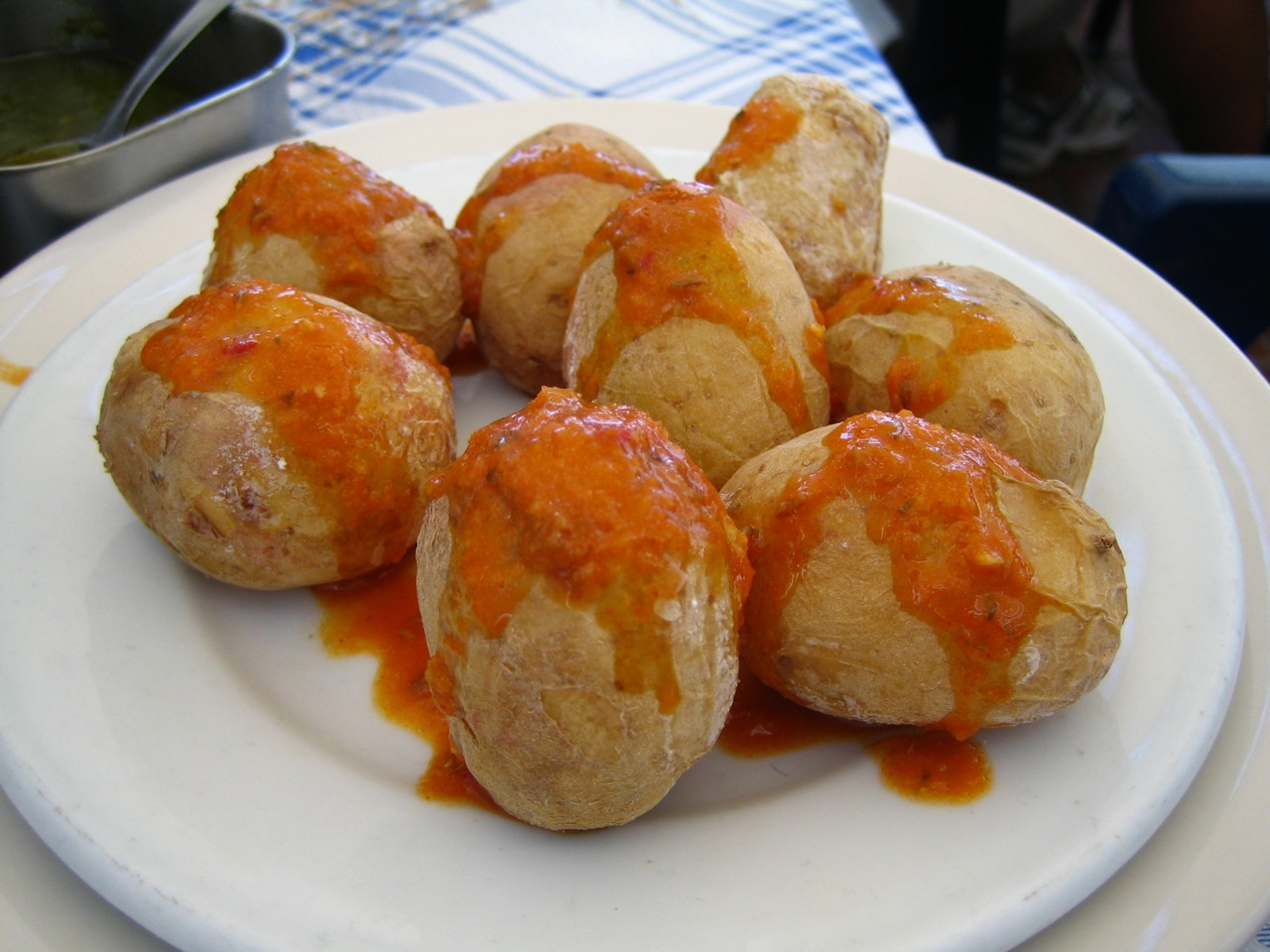
Papas arrugades amb "mojo".

Tant els peixos com les carns acostumen a acompanyar-se amb papas arrugadas. És aquest un plat típic del conjunt de les Canàries que respon simplement a la forma de cuinar les patates. Amb aigua, molta sal, i sense pelar.

### Mojos
Amb aquesta paraula, segurament d'ascendència portuguesa, es designen les salses típiques de les illes. Els "mojos" constitueixen un autèntic món de gusts, colors, textures, etc., entre els quals es troben el "mojo" de coriandre, de julivert, de pebre vermell i el distingit "mojo picó" a base de pebre. Així i tot el ventall d'aquestes salses és molt ampli i permet l'ús de diferents ingredients a la seva elaboració com a ametlles, formatge, safrà, pa fregit, entre altres possibilitats.

### Formatges
Una de les primeres activitats econòmiques de les que es van posar en marxa immediatament, tan bon punt va finalitzar la conquesta de les illes, va ser l'elaboració i mercat del formatge. Era una forma racional de rendibilitzar la petita ramaderia existent. Com a anècdota, el formatge va ser també utilitzat com a moneda de canvi i compravenda. Des d'aleshores el formatge va ser i és aliment fonamental a les zones agràries.
Ve a ser un altre dels plats més comunament elaborats i consumits. Destaquen els produïts a granges de Arico, La Orotava o Teno. Alhora, són diverses varietats les que existeixen: formatges tendres, curats, semicurats, fuma. A la seva majoria artesanals. Avui dia predominen els formatges de cabra, encara que de vegades es confeccionen amb unes certes quantitats de llet d'ovella o de vaca. Acostumen a servir-se a manera d'entrant. Els formatges canaris gaudeixen d'una bona crítica internacional, entre altres coses, per la seva suavitat i pel seu gust, dotant-los d'una personalitat que els difereix d'altres formatges europeus.
Un dels últims estudis realitzats revela que a Tenerife es produeixen aproximadament 3.400 tones a l'any, la qual cosa suposa el 50% de la producció de la província i un 25% de tot l'Arxipèlag. Avui dia existeixen 75 formatgeries artesanals, segons l'Enregistrament General Sanitari d'Aliments.
Actualment els formatges de Tenerife disposen d'una marca de garantia potenciada per la Fundació Tenerife Rural per homologar la seva qualitat. Amb aquesta marca de garantia, s'intenta de fer conèixer les principals qualitats dels formatges, valorar el producte i millorar la seva comercialització.

### Gofio

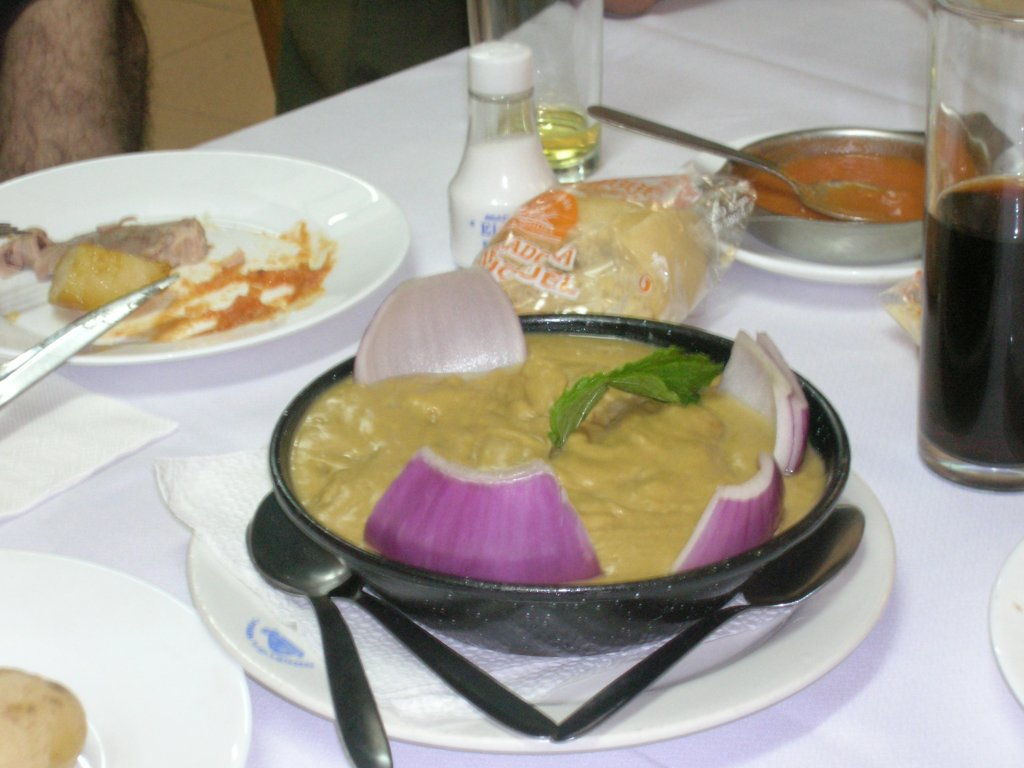
Gofio escaldat

El gofio és un dels elements més tradicionals de la cuina canària i particularment de Tenerife. Es realitza amb grans de cereals que són torrats i posteriorment molts. El gènere de més gran consum és el de blat, encara que existeixen d'altres tipus com el de blat de moro o dacsa, el d'ordi, o en més petita manera el de cigró. És també relativament freqüent aquell de tipus mixt, blat - blat de moro. També abans de la conquesta de les Canàries ja servia d'aliment als guanxes. En posteriors temps de fam i escassetat d'aliments va formar part de la dieta popular canària. Actualment la forma més comuna de menjar-lo és amb llet, en el potatge, en postres o amb plàtan. També és usual fer-lo servir pastat acompanyant altres menjars (en forma de pilotes) o escaldat (s'aprofita el caldo de potatge per a escaldar-lo i consumir-lo amb verdures o sol). Fins i tot algun cuiner de prestigi ha confeccionat gelats de gofio rebent bona crítica al respecte.

### Rebosteria
La rebosteria a Tenerife es troba representada i fortament influïda per la rebosteria de l'illa de La Palma, amb exquisideses com la merenga, la llet rostida, el Príncep Alberto, el blat cuit, les gemes, i un llarg etcètera. Així mateix,les rosquilles,i diversos tipus de pastissos, entre els es troben els de La Laguna i les singulars rosquilles de Guía de Isora, formen part d'aquest capítol del receptari.

### Vins
El conreu de la vinya a l'arxipèlag i especialment a Tenerife neix després de la conquesta, quan els colonitzadors porten varietats de vinyes i comproven la noblesa que adquirien els caldos canaris. Als segles xvi i xvii, el vi assoleix un gran pes a l'economia de Tenerife doncs són moltes les famílies que es dedicaven al seu conreu i posterior negoci. Especial menció mereix el malvasia canari, que va arribar a ésser considerat el millor vi del món i era anhelat per les corts europees i les més grans cellers d'Europa i Amèrica. Escriptors com William Shakespeare o Walter Scott fan referència a algunes de les seves obres a aquests vins. L'illa presenta actualment cinc denominacions d'origen: Abona, Valle de Güímar, Valle de La Orotava, Tacoronte-Acentejo i Ycoden-Daute-Isora.

## Contaminació
Les Canàries i, per tant, Tenerife, no tenen grans nivells de contaminació atmosfèrica gràcies, d'una banda, a l'escassetat de fàbriques i indústries i, d'altra banda, al règim dels alisis que allunyen les masses d'aire contaminades de les illes. Segons dades oficials ofertes per les conselleries de Sanitat i d'Indústria, Tenerife és un dels llocs d'Espanya amb més petit índex de contaminació atmosfèrica amb una mitjana mitjà-baix. Malgrat tot, les principals fonts contaminants de l'illa són la refineria de Santa Cruz, les centrals tèrmiques de Les Caletillas i Granadilla i, evidentment, el trànsit. A més a més, a l'illa de Tenerife igual que a la de La Palma ha de controlar-se la contaminació lumínica, per la seva afecció als observatoris astrofísics situats als cims d'aquestes illes. Pel que fa al que concerneix a la qualitat de les aigües, aquelles de consum es troben totes qualificades com a aptes. Una cosa similar succeeix amb referència a les aigües de bany, ja que totes les platges de l'illa de Tenerife han estat catalogades pel Ministeri de Sanitat i Consum com a aigües aptes per al bany de molt bona qualitat.